# Sainte-Chapelle
Pour les articles homonymes, voir Sainte-Chapelle (homonymie).
La Sainte-Chapelle, dite aussi Sainte-Chapelle du Palais, est une chapelle palatine édifiée sur l’île de la Cité, à Paris, à l'emplacement de la chapelle Saint-Nicolas-du-Palais, à la demande de Saint Louis afin d’abriter la Sainte Couronne d’épines, un morceau de la Vraie Croix, ainsi que diverses autres reliques de la Passion qu’il avait acquises à partir de 1239.
Elle est la première construite des saintes chapelles, conçue comme une vaste châsse presque entièrement vitrée, et se distingue par l'élégance et la hardiesse de son architecture, qui se manifeste dans une élévation importante et la suppression quasi totale des murs au niveau des fenêtres de la chapelle haute. Bien qu'édifiée dans un bref délai ne dépassant pas sept ans, l'on n'a pas relevé de défauts de construction, et la décoration n'a pas été négligée. Elle fait notamment appel à la sculpture, la peinture et l'art du vitrail : ce sont ses immenses vitraux historiés d'origine qui font aujourd'hui la richesse de la Sainte-Chapelle, car elle a été privée de ses reliques à la Révolution française, et perdu ainsi sa principale raison d'être.
Desservie par un collège de chanoines jusqu'en 1787, la Sainte-Chapelle a été fermée au culte vers 1790, puis vidée de tout son contenu et détournée en siège du Club de la Sainte-Chapelle. En 1797, elle est transformée en dépôt d'archives du Palais de Justice, et l'expansion de celui-ci menace son existence même.
Son sauvetage est décidé en 1836 sous la pression de l'opinion publique, et sa restauration est lancée un an plus tard et dure vingt-six ans. En tant qu'édifice emblématique du style gothique rayonnant, la Sainte-Chapelle est classée monument historique par liste de 1862, un an avant l'achèvement de sa restauration, qui est l'une des plus réussies de son temps[réf. souhaitée]. C'est pour ces reliques qui constituent, selon l'expression de l'historien Jean Richard, le palladium (« bouclier sacré ») du royaume de France, qu'est aménagée la chapelle haute. On a pu définir la verrière dite « des reliques » comme « la clé de tout le programme iconographique ».
Avec la Conciergerie, la Sainte-Chapelle constitue l'un des vestiges du palais de la Cité, qui s’étendait sur le site couvrant le palais de justice de Paris. Elle est gérée par le centre des monuments nationaux, auquel elle a été attribuée à titre de dotation par un arrêté du 2 avril 2008. Desservi par la station de métro Cité, le monument a accueilli en 2019 plus de 1 375 000 visiteurs, en faisant le troisième monument géré par le centre des monuments nationaux le plus visité après le mont Saint-Michel et l'arc de triomphe de l'Étoile. Elle est inscrite au patrimoine mondial de l'Unesco dans le bien Paris, rives de la Seine depuis 1991.

## Histoire

### Acquisition des Saintes Reliques

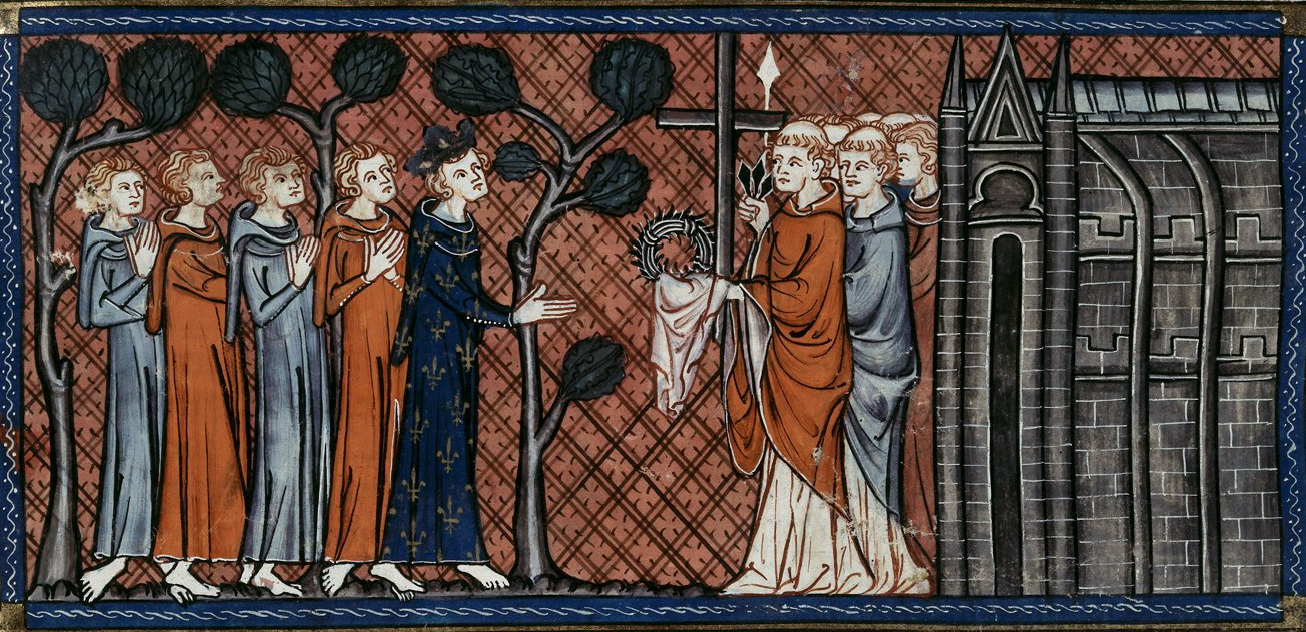
Saint-Louis recevant la Sainte-Couronne, la Sainte-Croix, la Sainte-Lance et d'autres reliques, enluminure du XIV.

Lors du siège de Constantinople en 1204, Baudouin VI de Hainaut accapare tout ce qu'il peut trouver dans le palais de Boucoléon, dont la Vraie Croix et la Sainte Couronne. Ces insignes reliques ne sont pas vendues dans un premier temps, mais demeurent au domicile de l'empereur latin et se transmettent à ses successeurs. En 1237, le dernier empereur latin de Constantinople Baudouin II de Courtenay arrive en France dans le cadre d'un voyage européen ayant pour but de trouver des alliés pour l'aider à affronter les Bulgares qui assiègent Constantinople. Afin de financer la défense de son empire, Baudouin remet en gage la Sainte Couronne en septembre 1238, à Nicolo Quirino, un marchand vénitien proche du doge de Venise. Il est prévu que le marchand ne devienne propriétaire de la relique que si Baudouin ne parvenait pas à le rembourser dans les quatre mois.

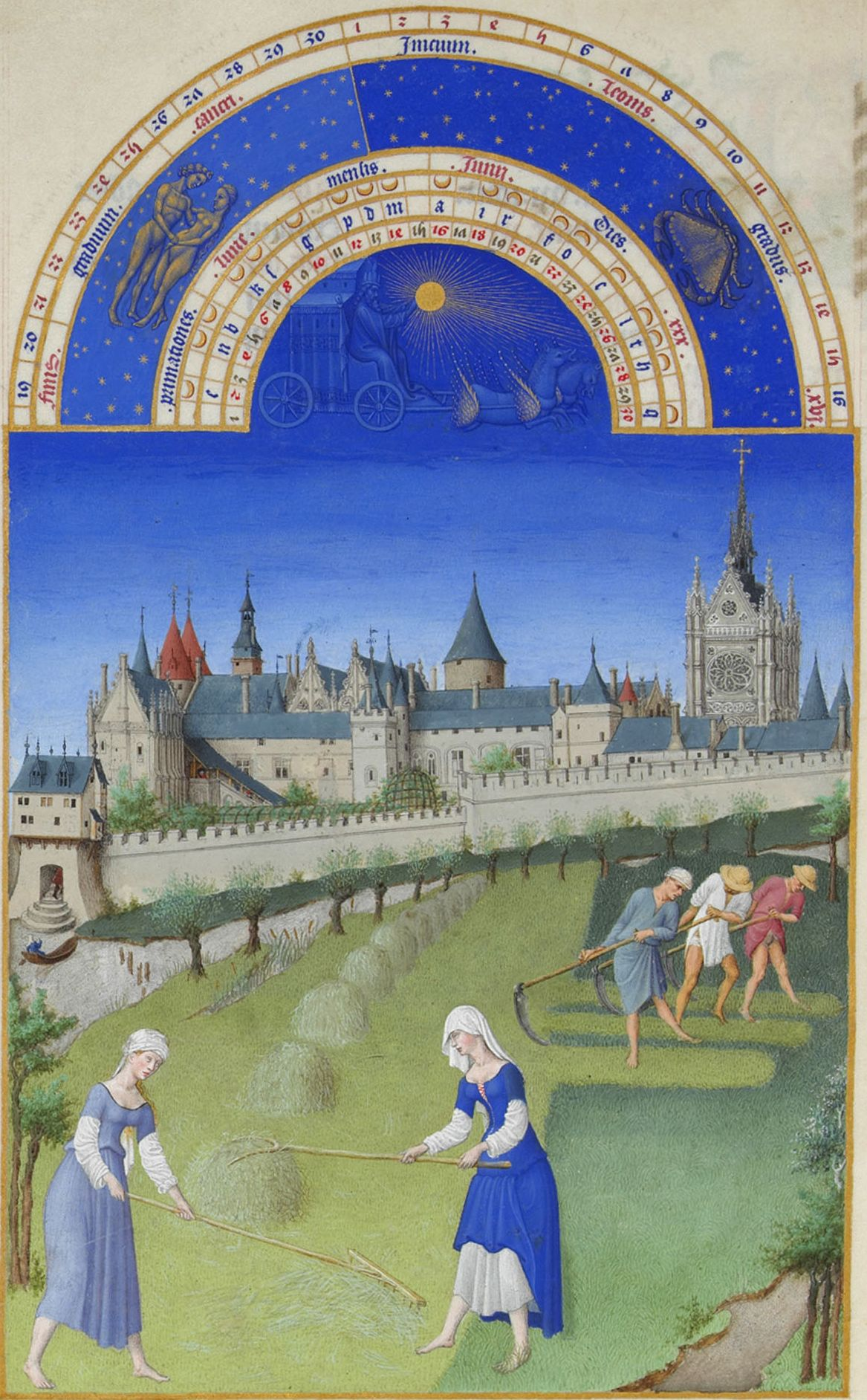
Représentation du palais royal dans les Très Riches Heures du duc de Berry, où l'on aperçoit la façade de la Sainte-Chapelle avec sa rosace d'origine.

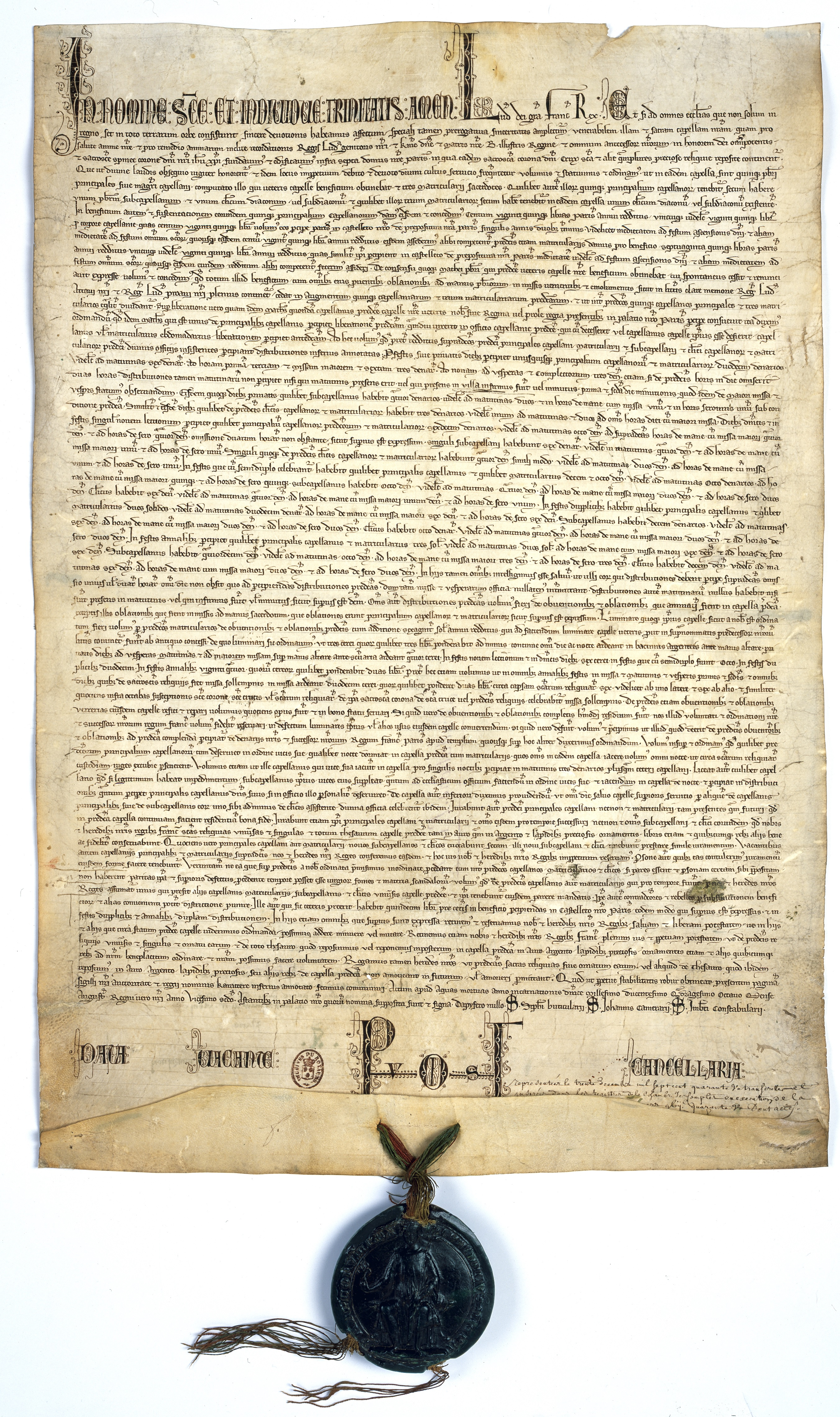
Diplôme de Saint Louis pour la fondation de la Sainte Chapelle. Archives nationales France.

Peu enclin à une aide militaire, Saint Louis se montre en revanche intéressé par l'achat de la Sainte Couronne. Après une série de pourparlers afin de vérifier l'authenticité de la relique, il acquiert la Sainte Couronne pour 135 000 livres tournois, plus de la moitié du revenu annuel du domaine royal, qui, selon de Wailly, pour les seuls revenus ordinaires, s'élevait en 1238 à 235 285 livres parisis. Sous la conduite des prêcheurs dominicains Jacques et André de Longjumeau, la relique prend la route de la France en 1239. Le 10 août, elle fait une entrée solennelle à Villeneuve-l'Archevêque (Champagne), puis le cortège s'arrête à Sens le jour suivant. Le roi, son frère Robert Ier d'Artois, évêque du Puy, leur mère Blanche de Castille et l'archevêque de Sens, Guillaume Cornut, vont à la rencontre du cortège et vérifient les sceaux, qui garantissent l'authenticité de la relique. Le roi dépose le sien. Ensuite le voyage se poursuit par voie fluviale. Le 18 août, la Sainte-Couronne entre à Paris, en la présence d'une grande foule de spectateurs et l'ensemble du clergé de la capitale. Lors d'une grande cérémonie qui se tient le lendemain, la relique est déposée en la chapelle Saint-Nicolas du palais de la Cité. Deux ans plus tard, en 1241, le roi poursuit son ambition en se portant acquéreur d'un large morceau de la Sainte Croix et de sept autres reliques de la Passion du Christ, notamment le Saint Sang et la Pierre du Sépulcre. L'année suivante, ce sont des morceaux de la Sainte Lance et de la Sainte Éponge qui sont ajoutés à la Sainte Collection.

### Construction

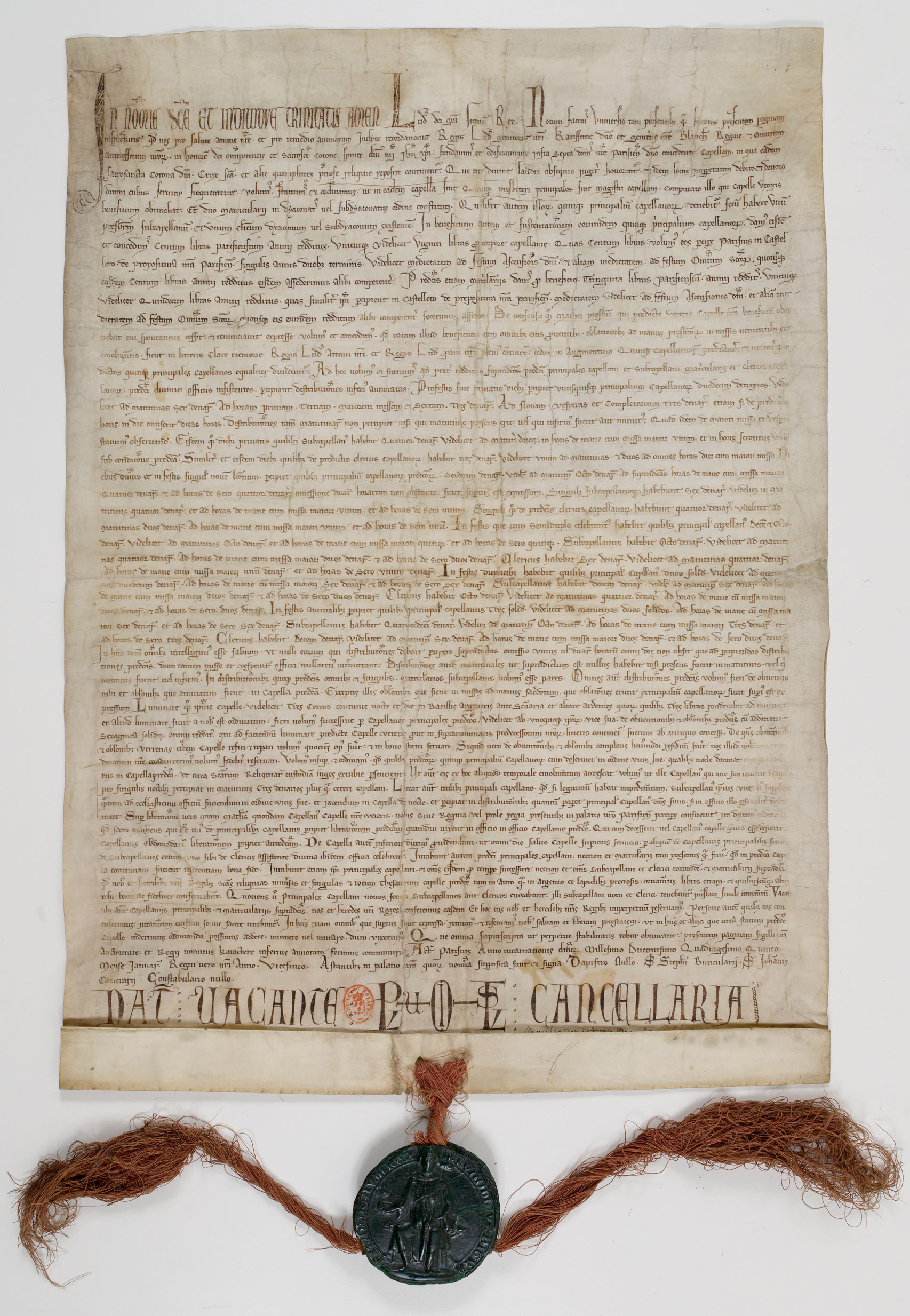
Charte de fondation de la Sainte-Chapelle par Louis IX. Archives nationales France

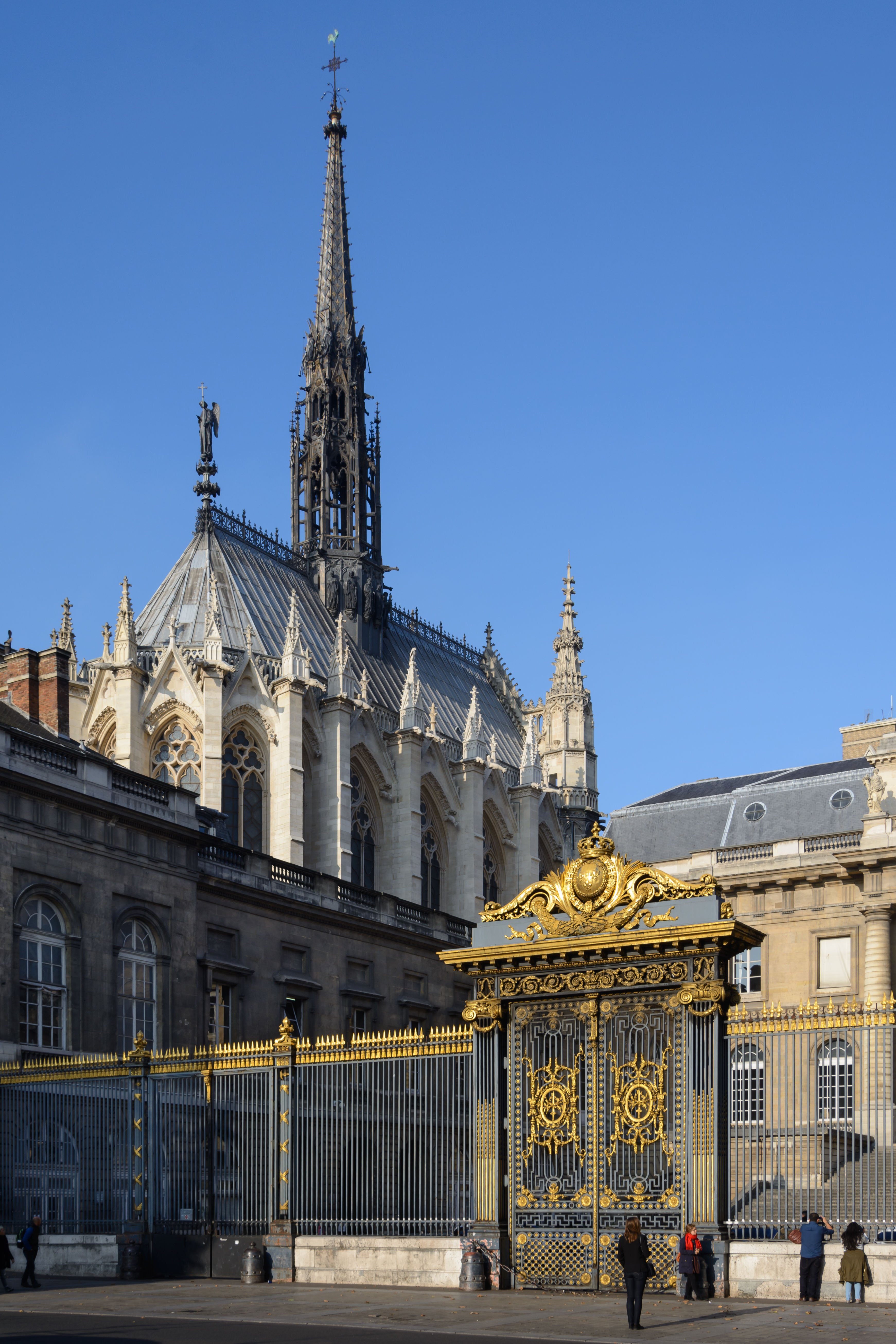
Le chevet de la Sainte-Chapelle, intégrée dans l'actuel Palais de justice de Paris, pris depuis le Boulevard du Palais.

Fort de l'acquisition de cette collection de reliques, Saint Louis décide l'édification d'une chapelle conçue comme une véritable châsse afin de pouvoir la vénérer. Il n'a toutefois pas l'intention d'en faire un sanctuaire national ou un lieu de pèlerinage de premier ordre, ce qui est exprimé par l'absence d'accès extérieur à la chapelle haute, lieu d'exposition de la grande châsse. Le nouvel édifice prend place dans le Palais de la Cité, principal lieu de résidence de Saint Louis avec Vincennes, et remplace l'ancienne chapelle Saint-Nicolas qui est alors détruite. Le choix d'une implantation au sein du Palais n'est pas anodin : il affirme le lien sacré entre les reliques et la couronne royale, comme le faisaient les empereurs byzantins et germaniques, avec respectivement les chapelles des palais de Boucoléon et d'Aix-la-Chapelle. Cette proximité a également un rôle judiciaire, car c'est sur les reliques que l'on prête serment dans les procédures entre seigneurs et vassaux.
La chapelle doit répondre à une quadruple vocation : écrin pour la conservation des reliques permettant également leur vénération ; chapelle palatine ; siège d'un collège de chanoines ; et lieu de culte pour le personnel du château. Toutes les chapelles liées à une résidence royale ou épiscopale ne réunissent pas nécessairement toutes ces fonctions. L'exemple le plus ancien est certes la Cámara Santa d'Oviedo, qui date du milieu du IXe siècle. C'est déjà une chapelle double. En France, la forme de la Sainte-Chapelle se cristallise avec les chapelles épiscopales de Laon, de Paris et de Noyon, et surtout celle de l'archevêché de Reims. Elle n'est pas la mieux adaptée pour faire face à l'afflux de foules de pèlerins : l'absence de déambulatoire ne permet pas un défilement devant les reliques, et les visiteurs doivent emprunter l'un des deux escaliers à vis de la façade occidentale. L'on pense que c'est la volonté de Louis IX de disposer d'un lieu de prière tranquille qui motive ce parti, et non le désir du roi de réserver les reliques à la famille royale et son entourage, ce qui cadre moins bien avec la personnalité de saint Louis. Aussi, la chapelle ne dispose-t-elle pas d'une tribune royale, car les jours ordinaires, seulement le clergé, la famille royale et ses invités ont accès à la chapelle. Elle est reliée au palais par la galerie des Merciers, qui délimite à l'ouest la cour de mai et dessert les appartements privés du roi. Dans la chapelle, le roi dispose d'un oratoire qui est juste une niche ménagée dans le mur de la quatrième travée, au sud. La chapelle ne contient initialement pas de stalles : l'assistance, y compris les chanoines, prennent place sur les bancs de pierre qui courent tout autour. Un jubé n'est installé que postérieurement, un peu à l'est de la limite entre la seconde et la troisième travée.

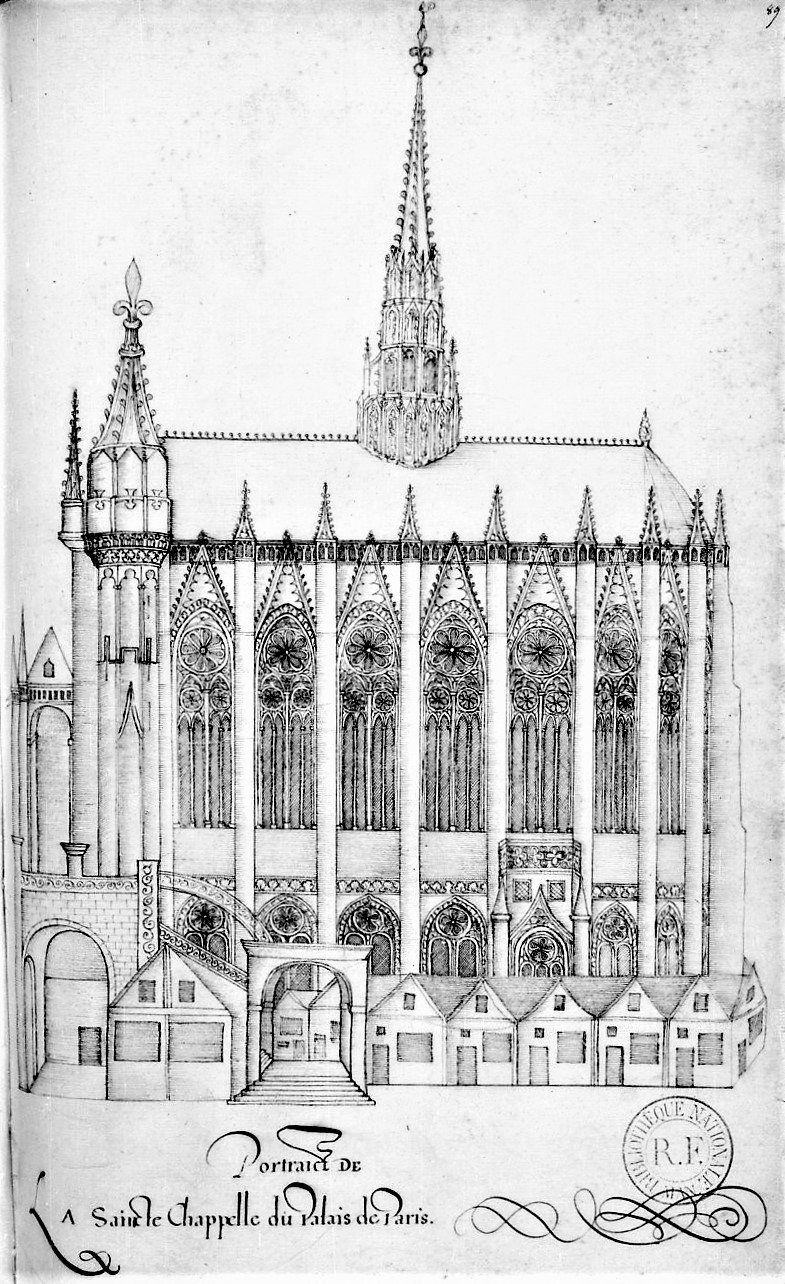
Dessin de la Sainte-Chapelle, dans BnF Manuscrit français 9152 : « Recherches de plusieurs singularités, par Françoys Merlin, controlleur général de la maison de feu madame Marie-Élizabeth, fille unique de feu roy Charles dernier,... portraictes et escrites par Jacques Cellier, demourant à Reims. » (1583-1587)

La date exacte du début de la construction reste inconnue. Les travaux commencent entre l'automne 1241, date de l'arrivée des reliques à Paris, et mai 1244, date à laquelle une bulle pontificale évoque pour la première fois les travaux. Dès 1246, Saint-Louis fonde un collège de cinq maîtres-chapelains chargé de garder les reliques, entretenir les vitraux et luminaires, et célébrer le culte dans la chapelle. L'édifice est officiellement consacré le 26 avril 1248, le légat du pape Eudes de Châteauroux consacrant la chapelle haute dédiée à la Sainte-Croix, et l'archevêque de Bourges Philippe Berruyer consacrant la chapelle basse dédiée à la Vierge le même jour. La durée des travaux est donc comprise entre quatre et six ans, pour un coût total de 40 000 livres tournois,.
La rapidité avec laquelle est menée le chantier illustre la santé financière du royaume, dont le trésor peut réunir de grosses sommes en très peu de temps. Saint Louis est un roi bâtisseur, qui fait édifier des édifices militaires, tels que les remparts d'Aigues-Mortes et de Jaffa ; des bâtiments civils tels que le château de Tours, l'hospice des Quinze-Vingts et les hôtels-Dieu de Compiègne et de Pontoise ; et surtout de nombreux établissements religieux, tels que l'abbaye de Maubuisson fondée par sa mère en 1236, et l'abbaye de Royaumont, dont il est lui-même le fondateur. Il pousse aussi l'abbé Eudes Clément à reconstruire la basilique Saint-Denis de Suger. L'on sait qu'il visite personnellement les chantiers pour contrôler leur déroulement, prend une part active dans l'ordonnancement des édifices et aide parfois les ouvriers. Ainsi, il est à peu près certain qu'il conçoit la Sainte-Chapelle en étroite collaboration avec le maître d'œuvre. L'architecte chargé de la construction reste inconnu. La tradition orale, remontant au XVIe siècle, évoque Pierre de Montreuil, architecte de la chapelle de la Vierge de l'abbaye de Saint-Germain-des-Prés et du bras sud du transept de la cathédrale Notre-Dame de Paris. Or, seul le style de la sculpture montre un lien de parenté avec la Sainte-Chapelle. Différentes hypothèses ont été avancées sur l'architecte principal, qui a une conception plus conservatrice de l'architecture que Pierre de Montreuil : Robert Branner évoque Thomas de Cormont, maître-maçon de la cathédrale d'Amiens, tandis que Dieter Kimpel et Robert Suckale évoquent son prédécesseur, Robert de Luzarches. Ces hypothèses reposent notamment sur la parenté architecturale relevée entre la Sainte-Chapelle et la chapelle de la Vierge de la cathédrale d'Amiens.

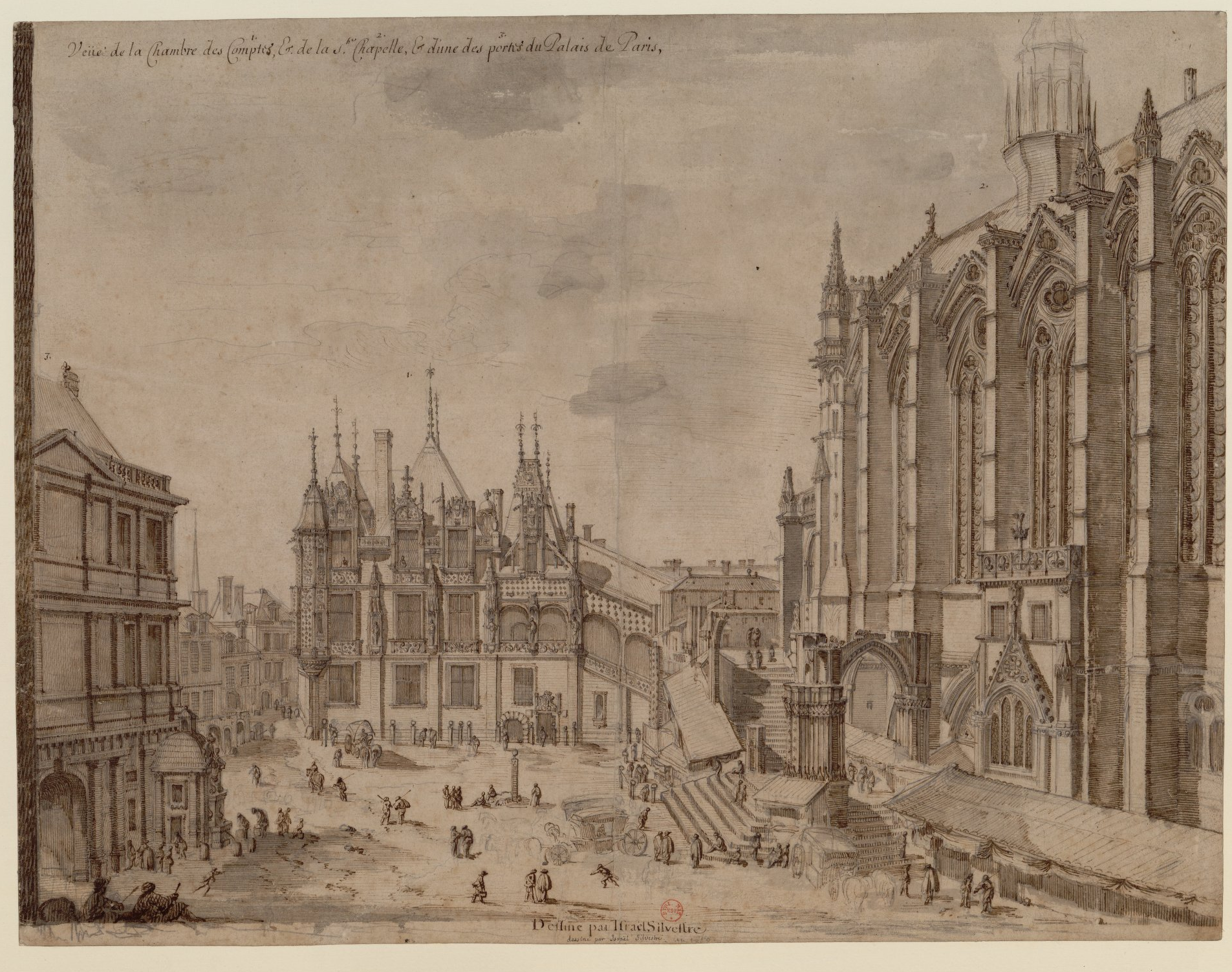
La Chambre des Comptes et l'élévation sud de la Sainte-Chapelle au XVIIe siècle.

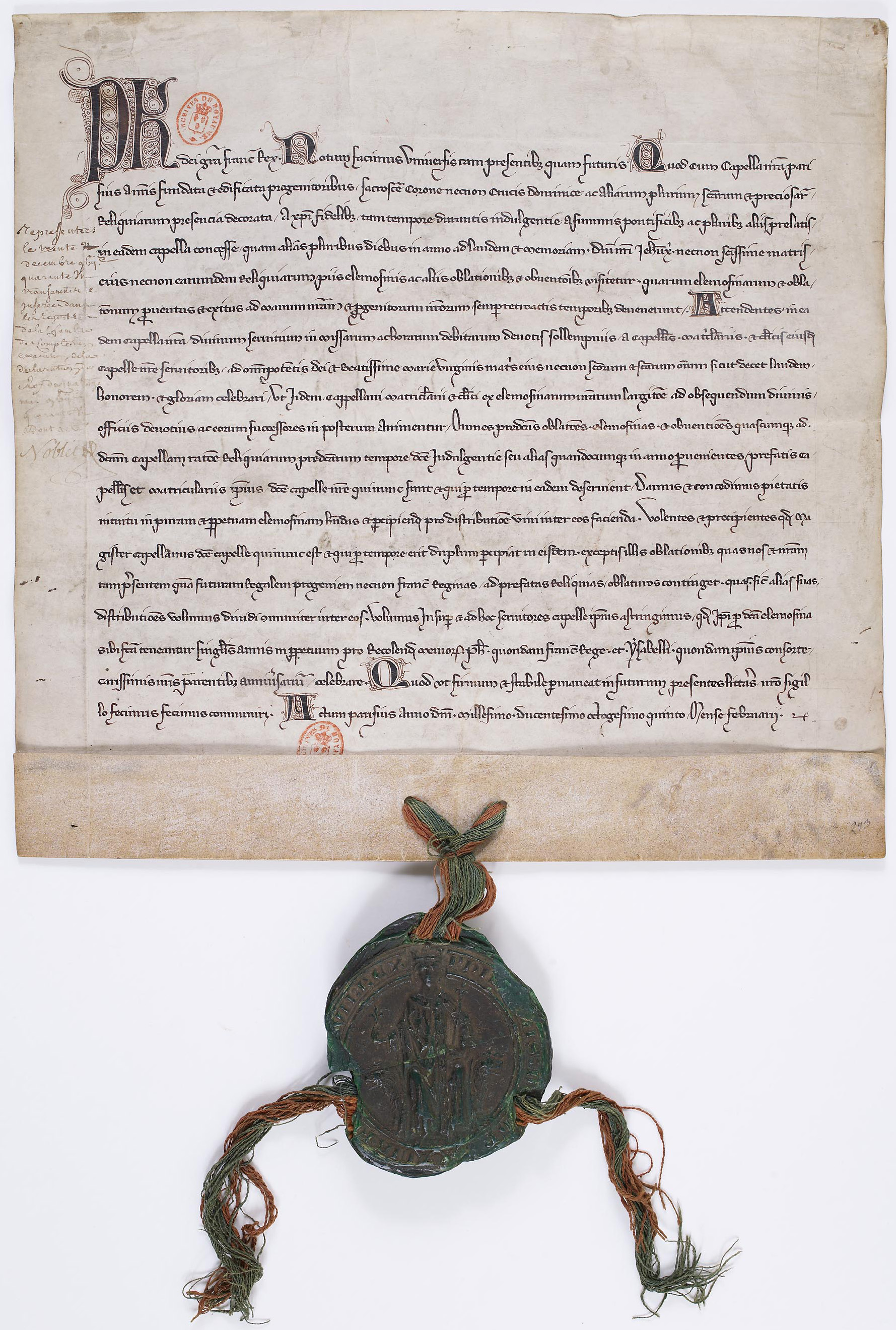
Donation faite par le roi de France Philippe IV Le Bel aux chapelains et marguilliers de la Sainte-Chapelle du palais à Paris. Paris, février 1286. Archives nationales de France.

Rien de précis n'est connu sur le déroulement du chantier. Le programme architectural s'accompagne d'un programme symbolique qui se manifeste à la fois dans le contenu du reliquaire et la décoration de la chapelle haute. Les reliques provenant de l'Empire byzantin — ce que les contemporains savent parfaitement — la monarchie capétienne s'affiche ainsi comme véritable héritière de l'idée impériale, et dans le prolongement de cette idée, le pape Boniface VIII qualifie Louis IX d'empereur dans sa bulle de canonisation de 1297. Il s'agit aussi de répondre à la translation des reliques de la Vierge de la chapelle du palais d'Aix-la-Chapelle dans une nouvelle châsse en 1238/1239, qui est au début d'un nouveau pèlerinage, et place le Saint-Empire pour un moment au centre du monde chrétien.
À l'époque des croisades, les Capétiens cherchent aussi à s'approprier la légitimité de la monarchie d'Israël, ce qui est facilité par la possession de la verge de Moïse, qui se trouve parmi les reliques arrivées de Byzance au début des années 1240 et qui est conservée dans la grande châsse des reliques de la Passion. Louis IX a une prédilection particulière pour le culte de la Passion, et veut sans doute véhiculer une certaine image qui montre qu'il marche dans les traces du Christ, raison pour laquelle il procède au lavement des pieds des pauvres chaque Jeudi saint. Mais contrairement à la vision sombre du XIVe siècle, la Passion est perçue comme indissociable de la Résurrection du Christ, représentée sur une face de la grande châsse.
En dépit de la représentation de scènes de martyres sous les arcatures plaquées des soubassements des fenêtres, le programme symbolique de la chapelle haute et toute son architecture expriment l'optimisme, qui émane de l'élévation vertigineuse de l'espace, de la haute flèche, de la dématérialisation de l'espace où le verre le remporte sur les murs, et de l'harmonie des couleurs. La flèche est une nouvelle tour de Babel, qui, fondée sur le christianisme, ne s'écroule pas. Les piliers entre les travées sont munis des statues des Douze Apôtres, qui par leur prédication ont formé les colonnes sur lesquelles repose l'église. Les vitraux illustrent l'histoire du peuple de Dieu, et mettent en scène les précurseurs, à savoir les prophètes et saint Jean le Baptiste. Dans son ensemble, le programme symbolique de la Sainte-Chapelle et la signification de son architecture sont compris et appréciés par les contemporains. La Sainte-Chapelle constitue aussi la matérialisation réussie d'un rêve, celui d'un édifice aux murs de lumière ou d'une image de la Jérusalem céleste. C'est aussi la fusion de tous les arts du XIIIe siècle : architecture, sculpture, peinture, art du vitrail, orfèvrerie (pour les châsses), enluminure (pour les missels et évangéliaires) et musique (pour le chant des chanoines et leurs diacres).
Si la construction initiale est bien achevée au XIIIe siècle, l'édifice continue à être modifié par les successeurs de saint Louis. Au XVe siècle, Charles VIII fait poser une rose de style flamboyant sur la façade occidentale et Louis XII fait entamer la construction d'un escalier d'accès longeant la muraille sud. Sous François Ier, une ceinture de bois sculptée, de style Renaissance, est ajoutée autour du socle de la Grande châsse pour le mettre au goût du jour. Un nouveau jubé Renaissance est également installé dans la nef ; il est pourvu de deux autels, chacun surmonté d'un retable de cuivre émaillé confectionné par Léonard Limosin. Un orgue Renaissance est aussi ajouté sous Henri II ; il sera remplacé en 1762. 

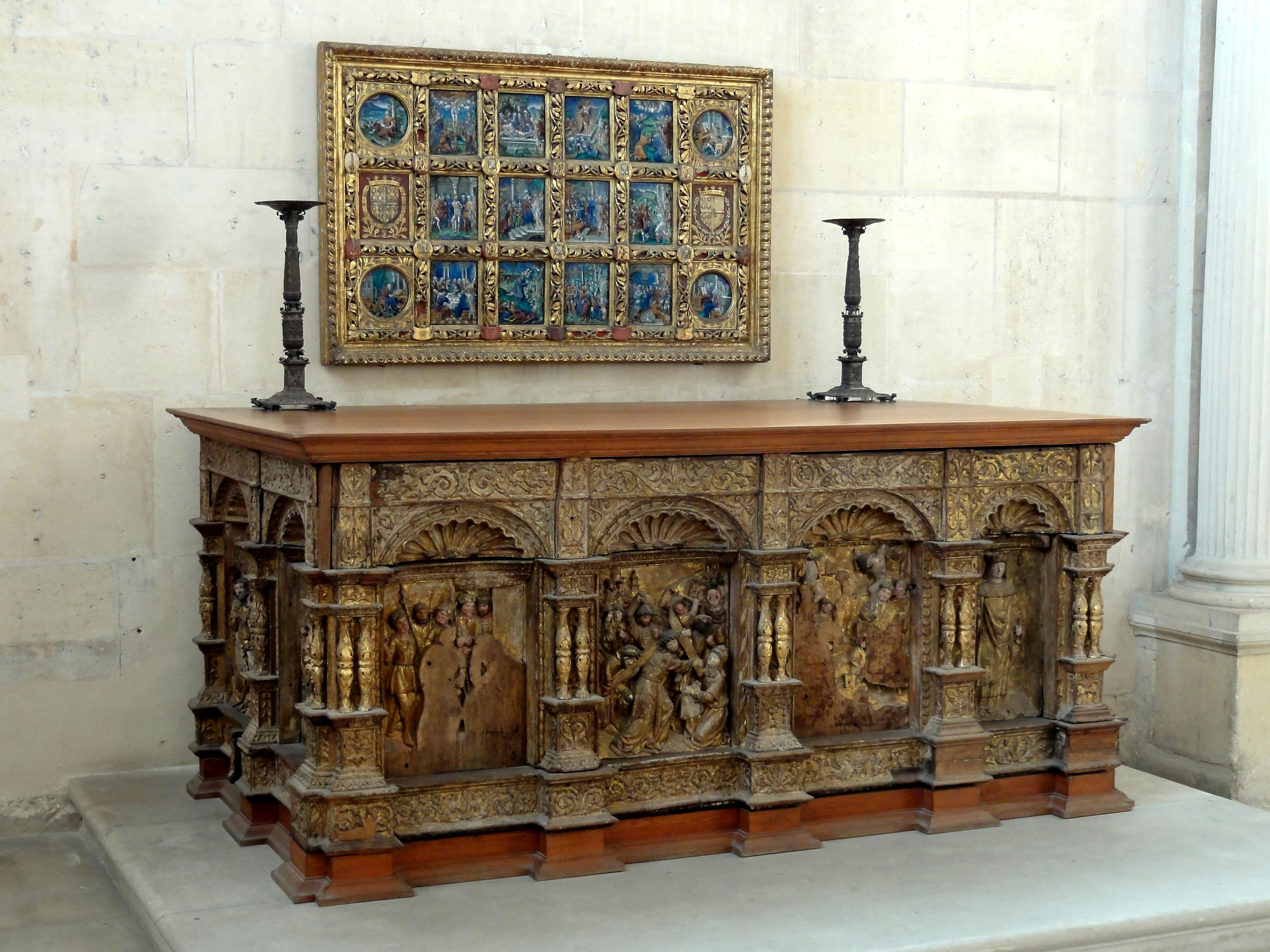
Ceinture Renaissance du socle de la grande châsse (aujourd'hui au château d'Écouen).
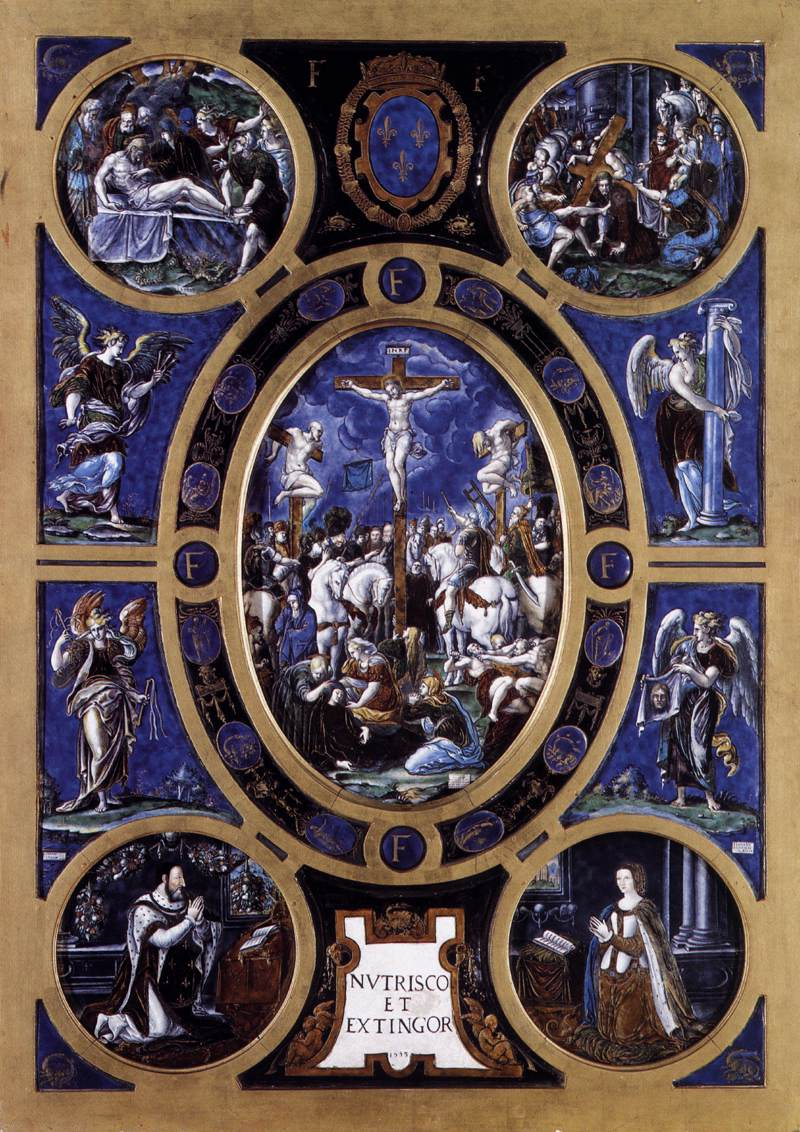
La Crucifixion. Retable de Léonard Limosin pour le jubé Renaissance
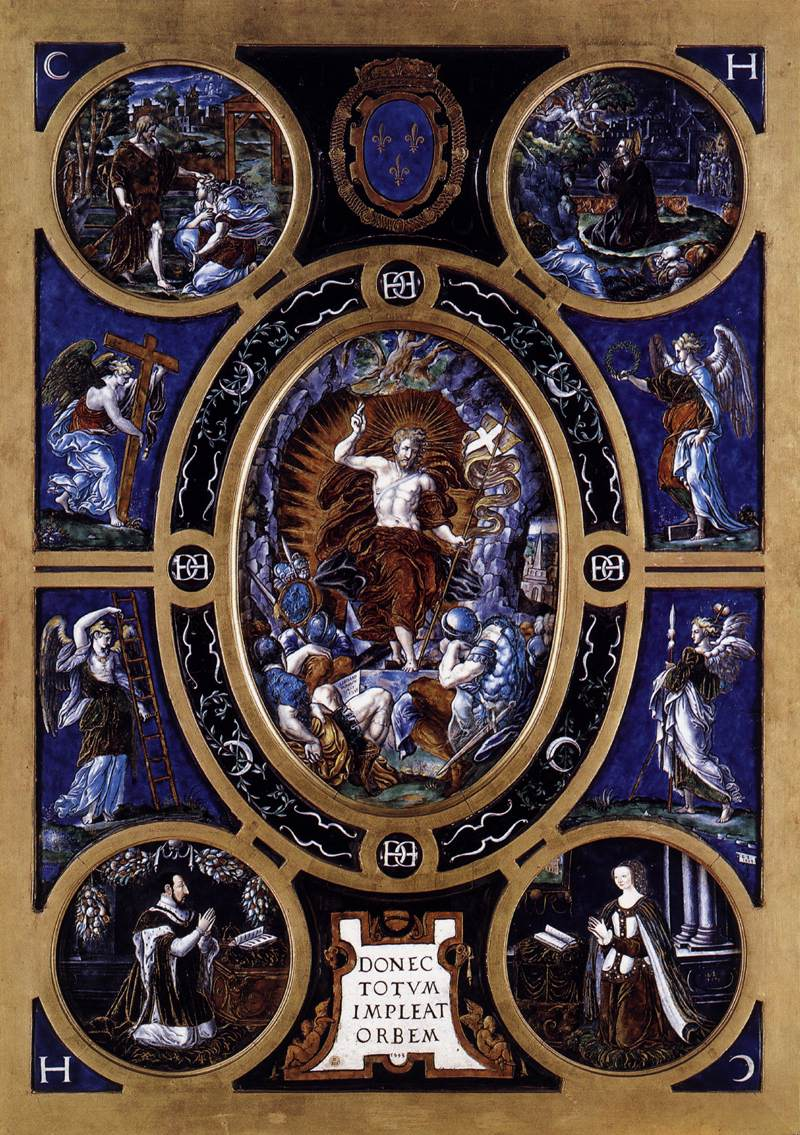
La Résurrection. Retable de Léonard Limosin pour le jubé Renaissance
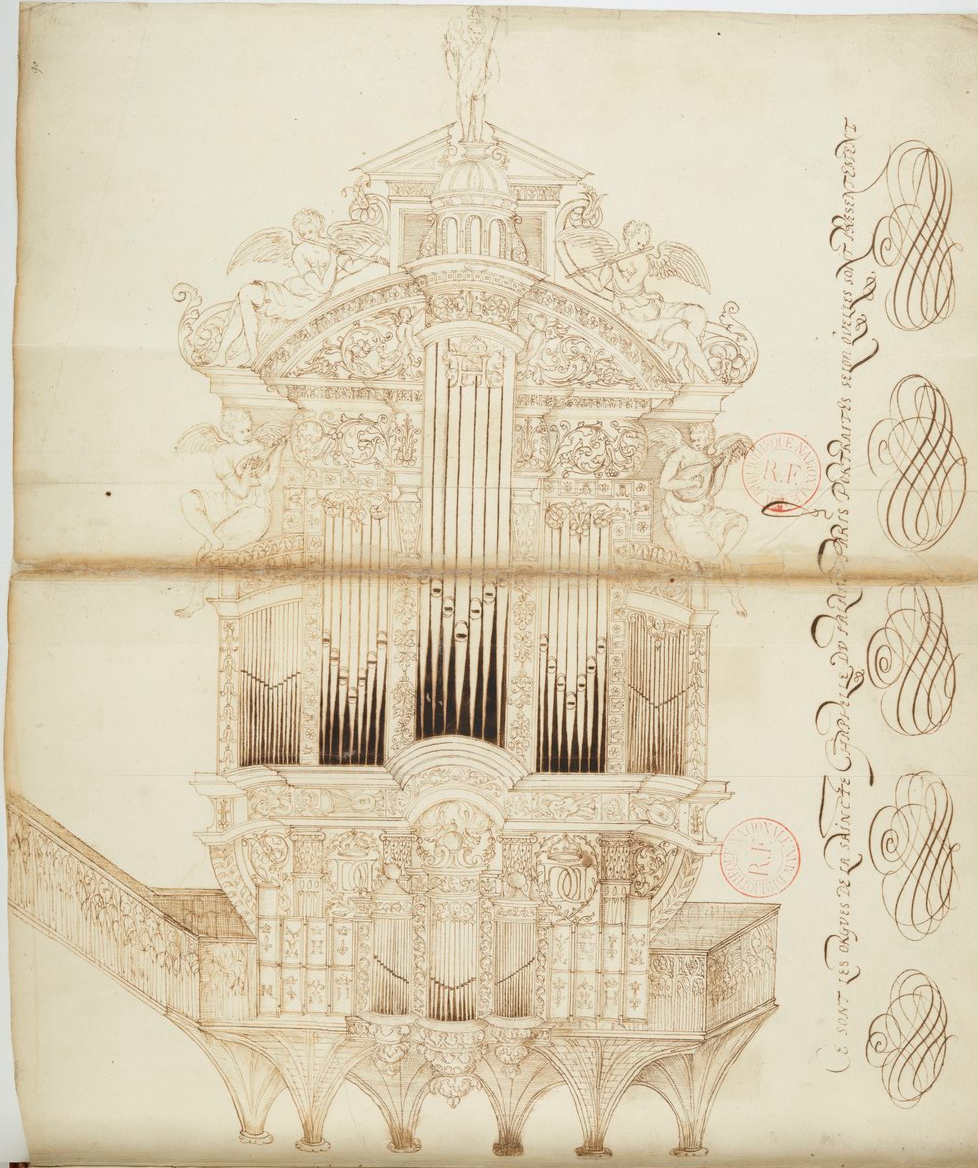
L'orgue du XVIe siècle par Jacques Cellier.
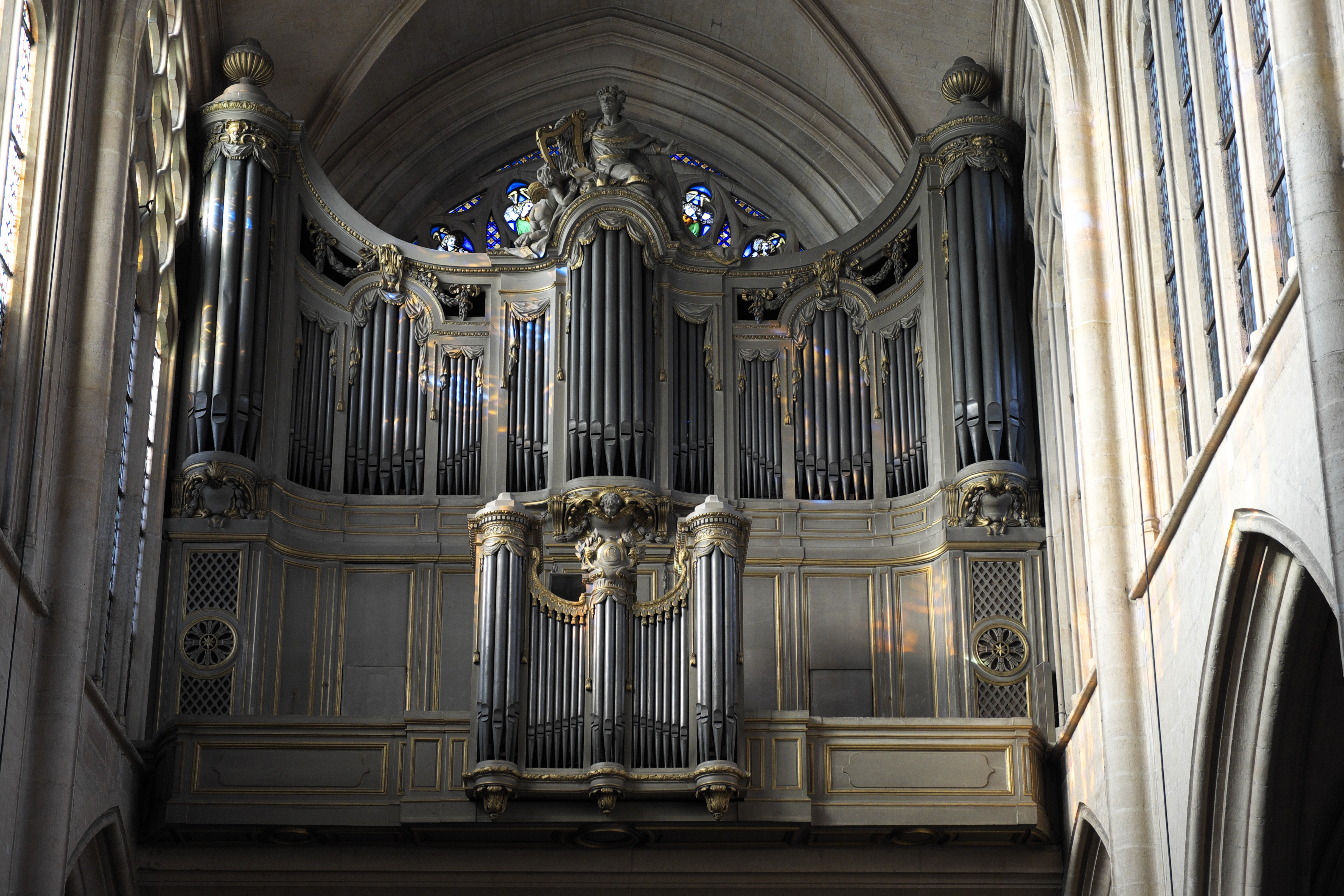
L'orgue de 1762, racheté par la paroisse de Saint-Germain-l'Auxerrois

### Organisation

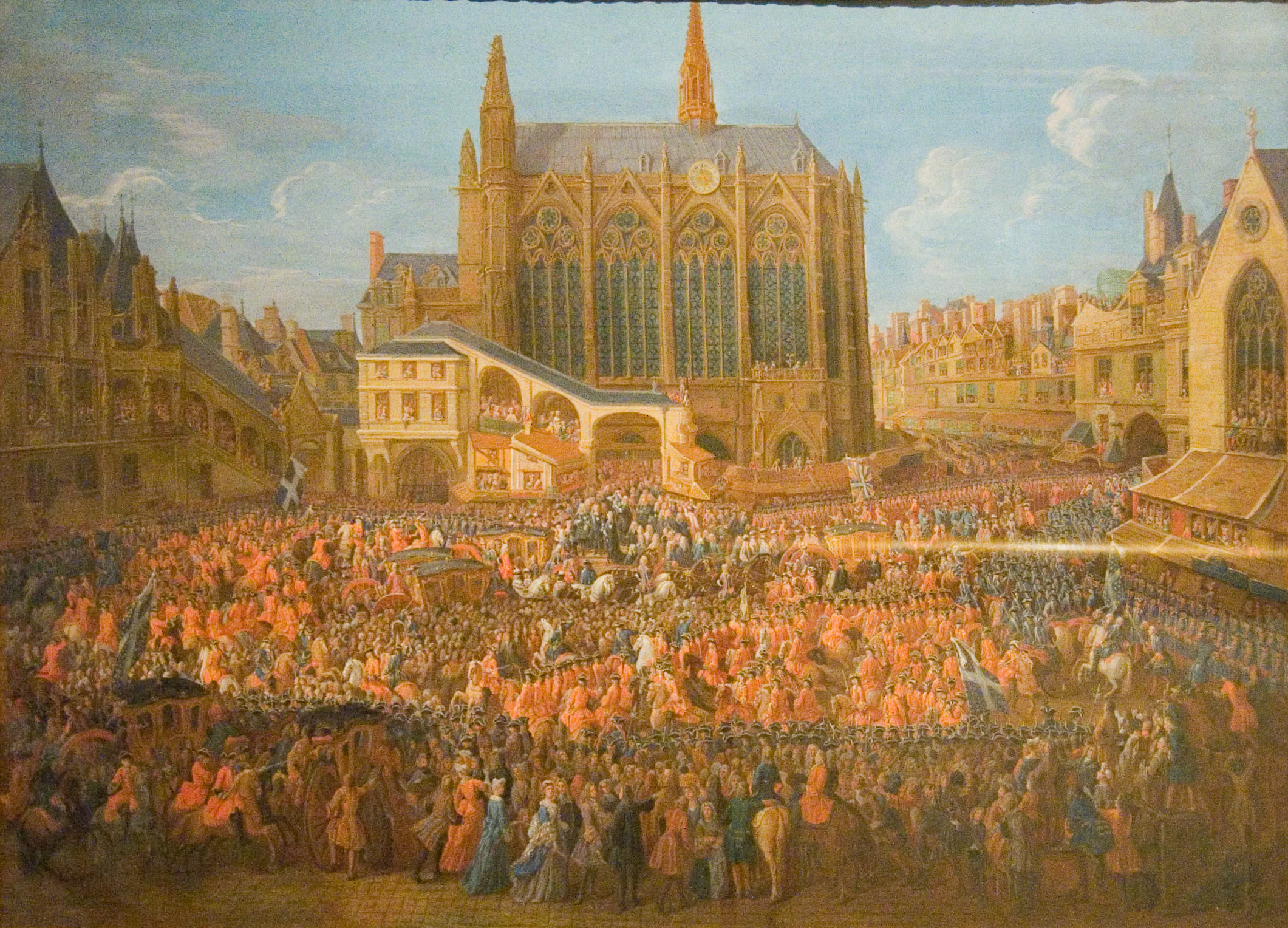
Pierre-Denis Martin, Louis XV sortant du lit de justice tenu au parlement en septembre 1715.

Grâce à un privilège attaché à la couronne de France, le clergé de la Sainte-Chapelle ne dépend pas de l'évêque, ni de la paroisse sur le périmètre de laquelle le Palais de la Cité se trouve, celle de Saint-Barthélémy. Pour que cette exemption ne soit pas contestée par l'évêque de Paris, celui-ci n'est pas invité à la cérémonie de consécration, qui est présidée par le légat apostolique et l'archevêque de Reims.
En 1273, le pape rattache officiellement le clergé de la Sainte-Chapelle au Saint-Siège. Le clergé est installé en janvier 1246 par un acte de Louis IX appelée la « Première Fondation », et se compose de membres de trois rangs : cinq maîtres-chapelains appelés plus tard chanoines, et pour chacun parmi eux, un sous-chapelain et un diacre ou sous-diacre. Le temporel est administré par deux marguilliers, dont les postes sont toutefois supprimés sous Philippe le Hardi. Par contre, son petit-fils Philippe V de France double le clergé. S'y ajoutent des sous-chapelains ou chapelains perpétuels de fondation, qui sont attachés à l'un des autels secondaires, et ont comme attribution de lire des messes pour les défunts de la famille royale. Ces chapelains perpétuels ne font pas partie du collège des chanoines, qui par ailleurs n'est jamais érigé en chapitre, et la Sainte-Chapelle ne devient pas une collégiale, afin de ne pas conférer au collège les droits supplémentaires qui en auraient découlé.
Le chef des maîtres-chapelains est le trésorier, car sa principale responsabilité est la garde du trésor. Il est en même temps curé de la Sainte-Chapelle, et veille sur les âmes de son clergé, de son personnel laïque et de certains officiers du palais, dont le concierge.
Le second personnage le plus important de la Sainte-Chapelle est le chantre, qui doit être présent à l'ensemble des offices et diriger le chœur à toutes les fêtes, ce qui représente de telles contraintes qu'il s'avère souvent difficile de trouver une personne qui accepte d'être nommé chantre. Tout le clergé de la Sainte-Chapelle est astreint à résidence au palais. Il gagne des salaires confortables, et les maîtres-chapelains roulent en carrosse et ont une écurie de quatre chevaux, mais les logements de service sont exigus et insalubres.

### Cérémonies
Ce sont les grandes cérémonies qui ponctuent la vie de la Sainte-Chapelle tout au long de l'année. Il convient de distinguer celles se rapportant aux reliques de la Passion, qui sont au nombre de trois et ont été instituées par Saint Louis, et celles se rapportant au culte de Saint Louis lui-même, instaurées après sa canonisation en 1297, et qui sont au nombre de deux. Le roi assiste bien sûr à ces cérémonies, mais sa présence lors des autres messes est plutôt exceptionnelle. Pour des hôtes ou des personnages de marque, le roi fait parfois célébrer des offices extraordinaires afin de faire profiter ses invités des vertus des reliques.
D'autres cérémonies sont celles découlant de privilèges accordés à de nombreux ordres religieux ; ils peuvent venir tel ou tel jour de l'année et célébrer une messe avec leur propre clergé. La nuit du jeudi au Vendredi saint, la Vraie Croix est exposée à l'intention des malades, notamment ceux atteints d'épilepsie, ce qui se finit souvent par des crises d'hystérie de masse. Des messes sont célébrées quotidiennement dans la chapelle haute et dans la chapelle basse, les unes destinées à la cour, l'autre destinée au personnel du palais et de la Sainte-Chapelle.
La qualité de la musique chantée atteint un haut niveau, et parmi les maîtres de musique, une autre charge qui existe à la Sainte-Chapelle, l'on trouve des musiciens et compositeurs reconnus tels que Marc-Antoine Charpentier (1698-1704) et Nicolas Bernier (1704-1726). Un orgue est attesté dès le début ; il est remplacé en 1493, 1550 et 1762. Un vicaire désigné parmi les chanoines est responsable de la chapelle basse, assisté par l'un des chapelains. Tout le reste du clergé n'intervient que dans la chapelle haute, sauf bien sûr les nombreux chapelains perpétuels qui disent les messes de fondation devant les autels latéraux, qui sont répartis sur les deux chapelles. Les messes de fondation ne sont pas à confondre avec les célébrations eucharistiques s'adressant au cercle de fidèles qui ont accès à la chapelle ; elles se déroulent en silence et souvent sans assistance. La liturgie des Heures est instaurée par Charles VI en 1401, mais il s'avère que ces offices sont peu fréquentés par le clergé lui-même. Il paraît que les obligations et devoirs des chanoines soient si nombreux qu'ils finissent par ne plus être observés ; aussi, des réformes doivent-elles être menées à trois reprises, en 1475, 1521 et 1681, chaque fois, à l'initiative du roi.

### Célébrations et services

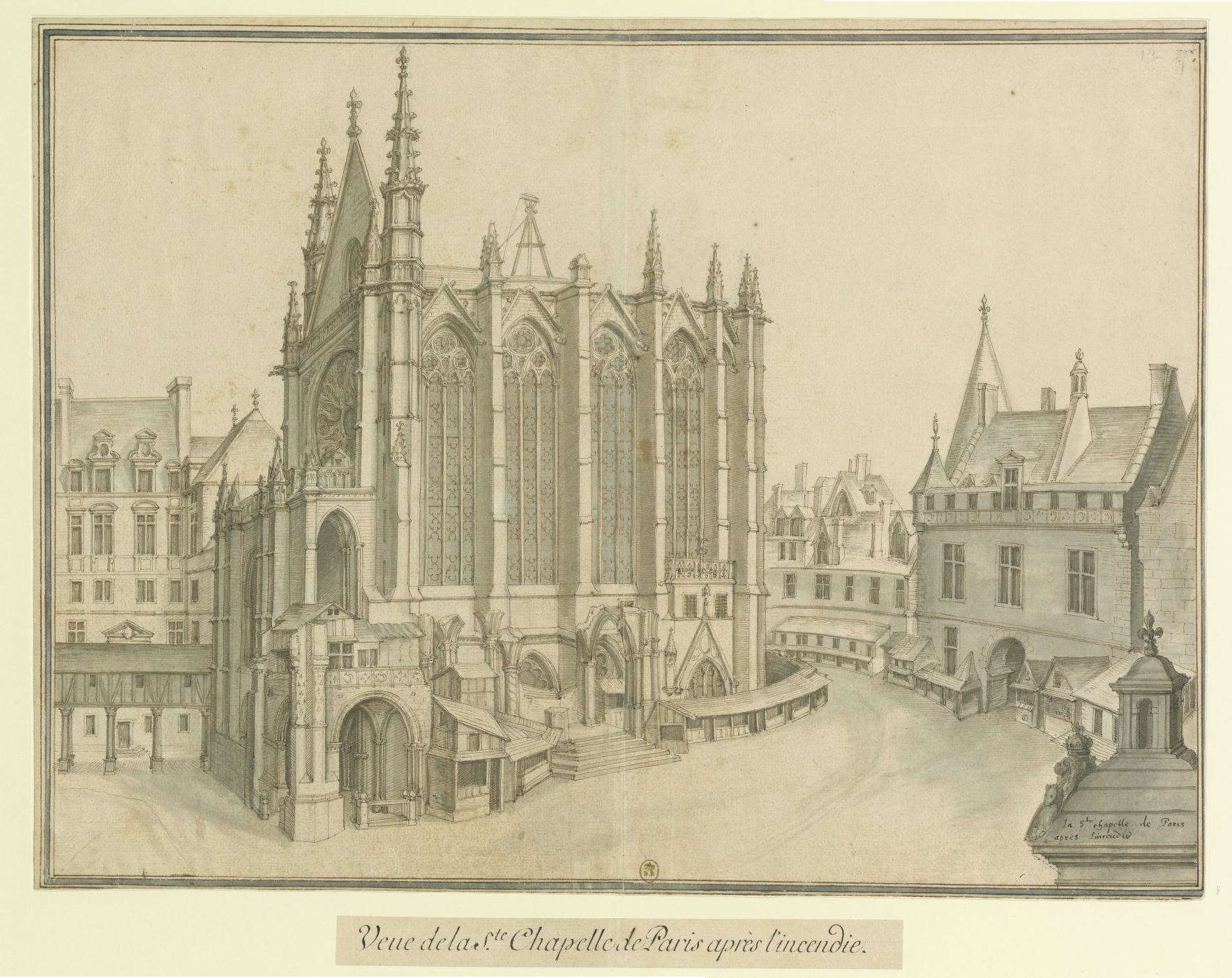
Vue après l'incendie de 1630, qui détruisit la flèche de 1460, qui a été restituée approximativement en 1853.

Si le Palais de la Cité est abandonné comme résidence royale par Charles V, la Sainte-Chapelle est honorée par toutes les dynasties qui se succèdent, et même quand Paris est gouverné par le duc de Bedford après la Bataille d'Azincourt en 1415, celui-ci tient à respecter les usages. Cependant, des mariages royaux et sacres ne sont plus célébrés dans la Sainte-Chapelle depuis la fin du XIVe siècle. Jusque-là, on peut notamment citer le sacre et couronnement de la princesse Marie de Brabant lors de ses noces avec Philippe le Hardi, le 24 juin 1275 ; le mariage du futur empereur Henri VII du Saint-Empire avec Marguerite de Brabant le 9 juin 1292 ; le sacre et couronnement de la princesse Marie de Luxembourg lors de son mariage avec Charles IV le 15 mai 1323 ; le couronnement de Jeanne d'Évreux le 11 mai 1326 ; et le couronnement d'Isabeau de Bavière en 1389.
Puis la Sainte-Chapelle n'est plus retenue que pour les services funéraires, notamment celui de Philippe le Long, fêté en grande pompe chaque année jusqu'à l'époque de Louis XIV. Après la mort de Louis XV en 1774, un différend à propos du droit de choisir l'orateur funèbre et de dresser la liste des invités, éclate entre la chambre des comptes et le collège des chanoines. La conséquence est un ordre du roi Louis XVI, interdisant pour l'avenir tout service funéraire dans la Sainte-Chapelle. Des querelles et procédures judiciaires intentées par des membres de son clergé à d'autres instances officielles ponctuent par ailleurs l'histoire de la Sainte-Chapelle. Vers l'extérieur, les chanoines donnent souvent une image d'âpreté au gain et de mesquinerie ; ils sont suspicieux et défendent jalousement leurs nombreux privilèges. Au détriment du règlement, ils cumulent parfois les fonctions et négligent leurs missions principales.

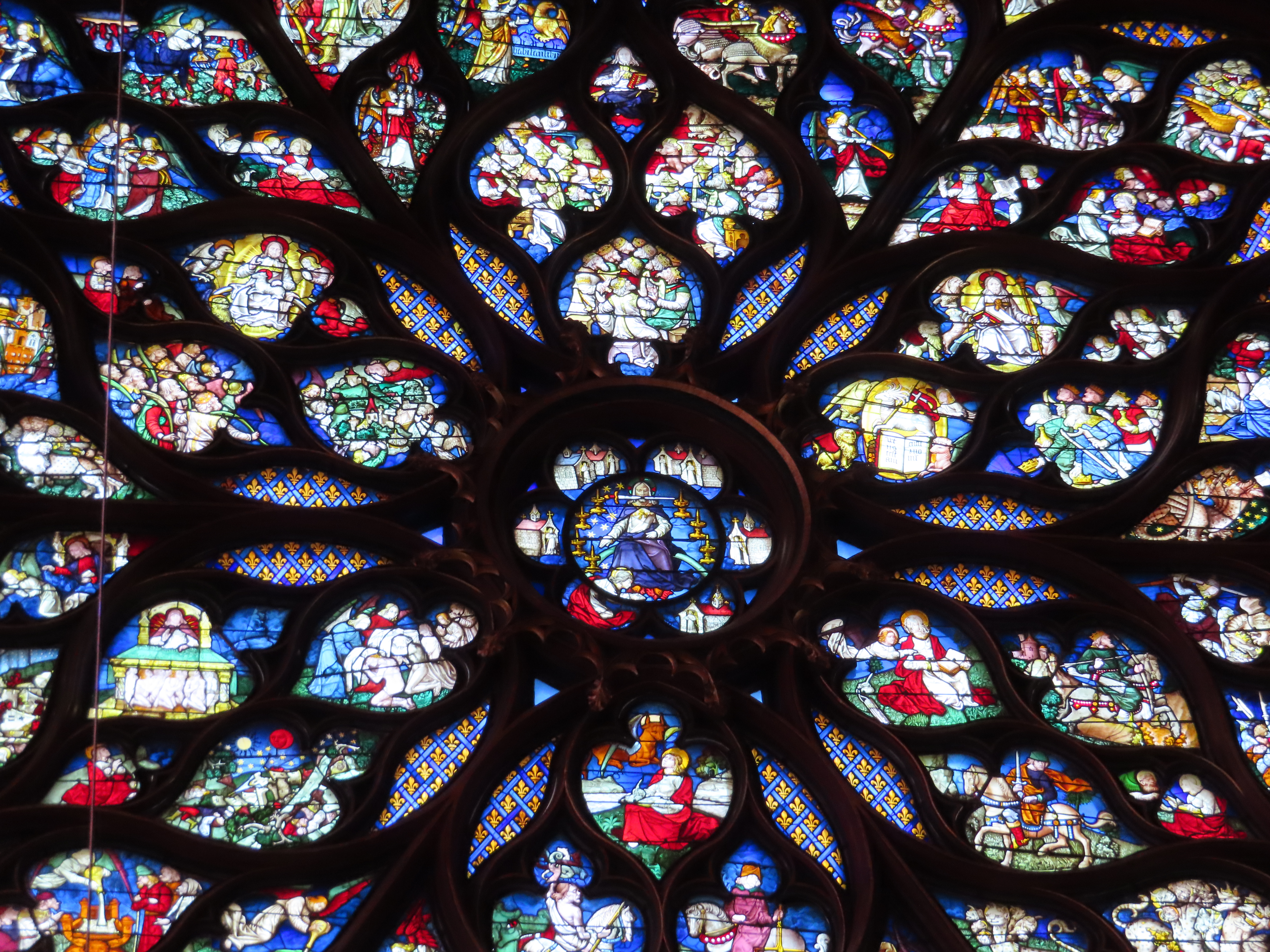
Vitrail de l’Apocalypse de la Sainte-Chapelle.

Au XVIIIe siècle, la philosophies des Lumières contribue à une mise en doute de l'authenticité des reliques et discrédite leur vénération. Le 11 mars 1787, le Conseil du roi de France décide une rationalisation administrative et financière des différentes Saintes-Chapelles du royaume. Les biens et droits du collège de chanoines sont mis sous séquestre, et les nominations aux postes vacants sont interdites. Ainsi, la Sainte-Chapelle tombe dans une léthargie deux ans avant la Révolution française. En 1790, la chapelle basse de la Sainte-Chapelle est cependant encore le siège de l'une des 52 paroisses urbaines du diocèse de Paris. Elle est ouverte aux habitants du palais de Justice et de ses dépendances. Son curé depuis 1784, l'abbé Jean-François Roussineau, prête le serment constitutionnel avec les treize autres prêtres qui composent le clergé de cette paroisse. En février 1791, par une suite de décrets de l'Assemblée Constituante pris sur une proposition de la mairie de Paris, la Basse-Sainte-Chapelle, comme les neuf autres églises de l'ile de la Cité, perd son statut de siège de paroisse au bénéfice de la cathédrale Notre-Dame de Paris.

### Reliquaire et son évolution

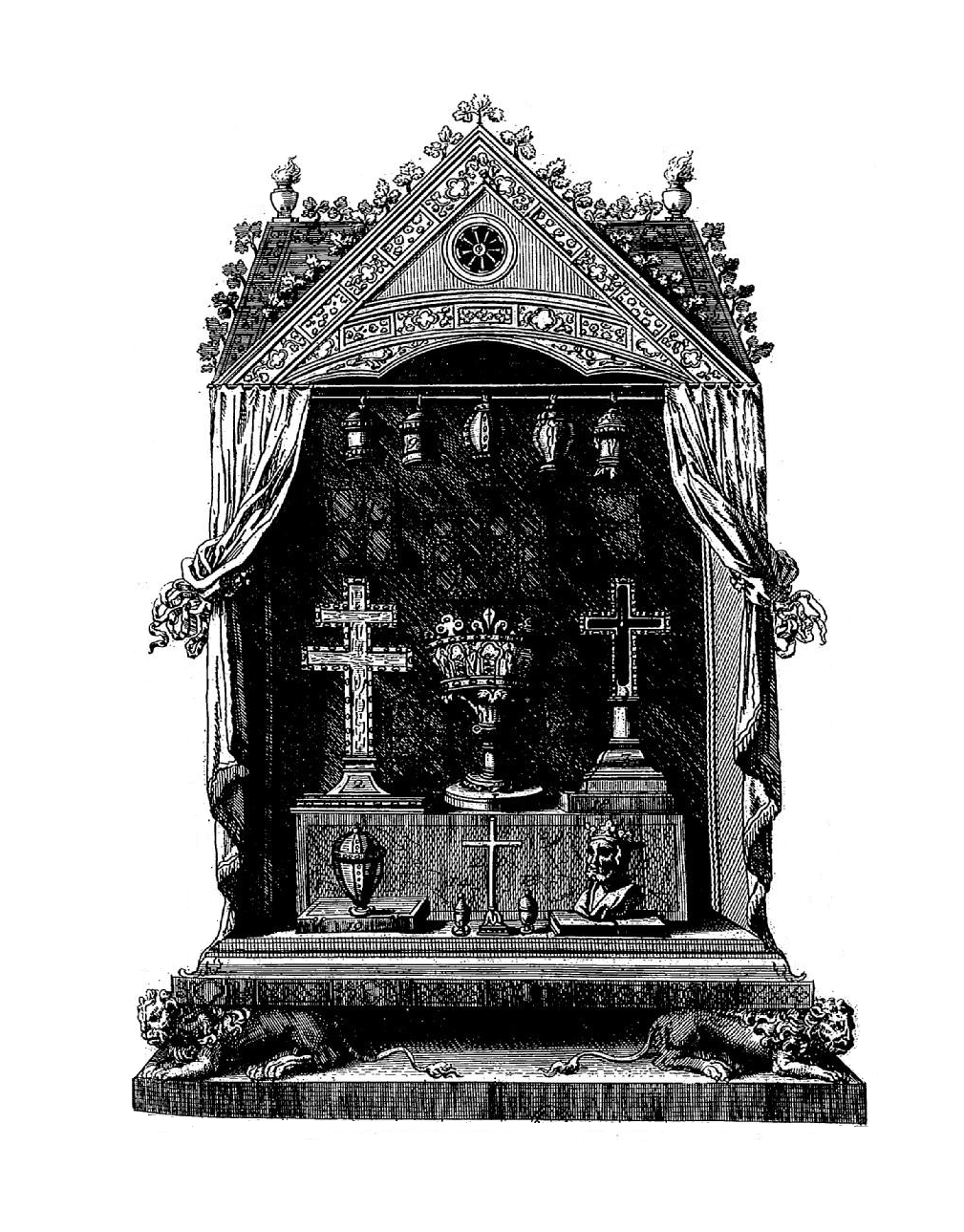
La grande châsse.

Les reliques les plus insignes sont conservées dans la grande châsse qui trône dans l'abside de la chapelle haute, d'abord sur une plate-forme accessible par une chapelle, puis à partir de 1254 environ sur l'édicule voûté que l'on voit actuellement, accessible par deux escaliers à vis en bois, et abrité symboliquement par un dais. La grande châsse est un coffre-fort d'orfèvrerie de 2,70 m de large, avec deux vantaux extérieurs s'ouvrant à l'arrière, et deux vantaux intérieurs en treillis comme seconde protection. Le roi porte les dix clés sur lui-même en permanence, et ne les confie à des personnes de confiance que contre signature de lettres de créance. L'intérieur renferme plusieurs reliquaires sous la forme de croix, vases, bustes et tableaux. Ils contiennent : la Sainte Couronne ; du Sang du Christ ; une grande partie du bois de la Lance ; des morceaux du fer de la Lance, du Manteau de pourpre, du Roseau, de l'Éponge, du Saint-Suaire ; du linge dont le Seigneur s'était servi au Lavement des pieds ; les menottes ; un morceau de la pierre du Saint-Sépulcre ; une Sainte-Face ; la Croix de la Victoire ; des drapeaux de l'Enfance ; du lait de la Vierge ; des cheveux de la Vierge ; des morceaux de son voile ; du sang miraculeux sorti d'une image du Christ frappé par un infidèle ; le haut de chef de saint Jean-Baptiste ; la verge de Moïse. Afin de faciliter l'exposition aux fidèles, un mécanisme de pivotement permet de retourner la grande châsse sur son axe. Son décor était architecturé, et comportait des bas-reliefs sur trois côtés : la Crucifixion à l'ouest, la Flagellation du Christ au nord, et la Résurrection du Christ au sud. — La Sainte-Chapelle possède bien sûr une grande quantité d'autres reliques, dont la plupart sont conservées dans deux grandes armoires dans la sacristie, en réunion avec de petits objets précieux.
Vingt-sept ans après sa mort, Louis IX est canonisé par le pape Boniface VIII, comme avant lui les souverains Clovis et Charlemagne. Cette formalité est importante pour la royauté française, car elle honore toute la dynastie Capétienne et assoit plus solidement le pouvoir royal. L'église espère pour sa part des faveurs de la part du roi de France, et plus particulièrement la protection de la monarchie pontificale. Le corps de Saint Louis est levé dans le cadre d'une grande cérémonie en la basilique Saint-Denis, le 25 août 1298. Puis la nouvelle châsse d'argent est portée en procession à la Sainte-Chapelle. Philippe le Bel veut bien qu'elle y reste pour toujours, mais les religieux de l'abbaye Saint-Denis s'y opposent, et en février 1300, la châsse rejoint la nécropole royale de la basilique de Saint-Denis. Au bout de six ans de négociations avec le pape et les moines de Saint-Denis, le roi obtient finalement de pouvoir retirer la tête de son ancêtre, sauf la mâchoire inférieure, et la place dans un reliquaire d'or le 17 mai 1306. Celui-ci est transporté à la Sainte-Chapelle, près de laquelle le Parlement de Paris a désormais son siège définitif : la présence de la relique, symbole d'un roi qui incarnait l'équité et la justesse, doit rappeler aux juges qu'ils doivent maintenir les lois, protéger les gens de bien et rendre justice à tous. Ainsi, la Sainte-Chapelle devient en quelque sorte le chef du royaume.
La valeur inestimable des reliques de la Passion n'empêche pas les souverains successifs d'en prélever des parcelles afin de les offrir à des communautés monastiques et des évêques en France et à l'étranger, car le partage des reliques ne diminue pas leur sainteté. Louis IX lui-même instaure cette pratique dès 1248, quand il offre des parcelles à l'évêque de Tolède. Ainsi les reliques se multiplient, et pour ne prendre que l'exemple de la Vraie Croix, huit reliquaires en ont été créés en province. Tant que les bénéficiaires sont des établissements religieux, ces générosités sont honorables, mais quand Charles VI offre des ossements de Saint Louis aux ducs de Berry et de Bourgogne en 1492, les moines de Saint-Denis décident de ne plus ouvrir la châsse. Il s'agit en l'occurrence d'un usage des reliques à des fins purement personnelles. En 1672 encore, la reine Marie-Thérèse d'Autriche abuse des reliques dans le même sens, et fait prélever un morceau de la Vraie Croix destiné à son fils, Louis-François de France, afin de le préserver d'accidents. Même des vols diminuent le reliquaire : des morceaux de la Vraie Croix enfermés dans des reliquaires séparés sont subtilisés en 1534 et 1555 et ne seront jamais retrouvés. Puisque le cercle de personnes y ayant accès est restreint, on soupçonne en 1555 Henri III et sa mère Catherine de Médicis d'avoir porté en gage l'objet en Italie. Pour calmer les rumeurs, le roi prélève un autre morceau de la Vraie Croix et le place dans un reliquaire identique à celui qui vient d'être volé. Mais, il retire aussi cinq gros rubis de la Sainte Couronne, estimés à 250 000 écus, afin de les mettre en gage. En 1562, Charles IX retire des ornements à plusieurs reliquaires et les envoie à la Monnaie pour y être fondus.
La Révolution française signifie la fin du reliquaire de la Sainte-Chapelle. Contrairement à ce qui s'observe ailleurs, les reliques elles-mêmes ne sont pas profanées, car du fait de leur antiquité, elles imposent le respect même aux révolutionnaires non croyants. Alors que la grande châsse est fondue en 1791, et les reliquaires en 1791 et 1793 surtout, toujours dans le but de récupérer les métaux précieux, les reliques sont confiées à Jean-Baptiste Gobel, évêque constitutionnel. Elles sont transportées à Saint-Denis, et c'est là que beaucoup parmi elles disparaissent dans des conditions pas encore élucidées. La Sainte-Couronne est déposée dans le cabinet des Antiques en 1793, et remise au cardinal Jean-Baptiste de Belloy en 1804. Elle est conservée aujourd'hui au trésor de Notre-Dame de Paris. Le camée du Triomphe de Germanicus et le buste de Constantin sont envoyés au cabinet des Médailles, et le missel et trois évangéliaires avec des plats de reliure en or au département des Manuscrits de la Bibliothèque nationale de France. Le reliquaire de « la pierre du sépulcre » et la Vierge d'ivoire sont conservées au département des Objets d'art du musée du Louvre ; et le reliquaire de saint Maxien, saint Lucien et saint Junien au musée de Cluny.

### Années 1787-1837

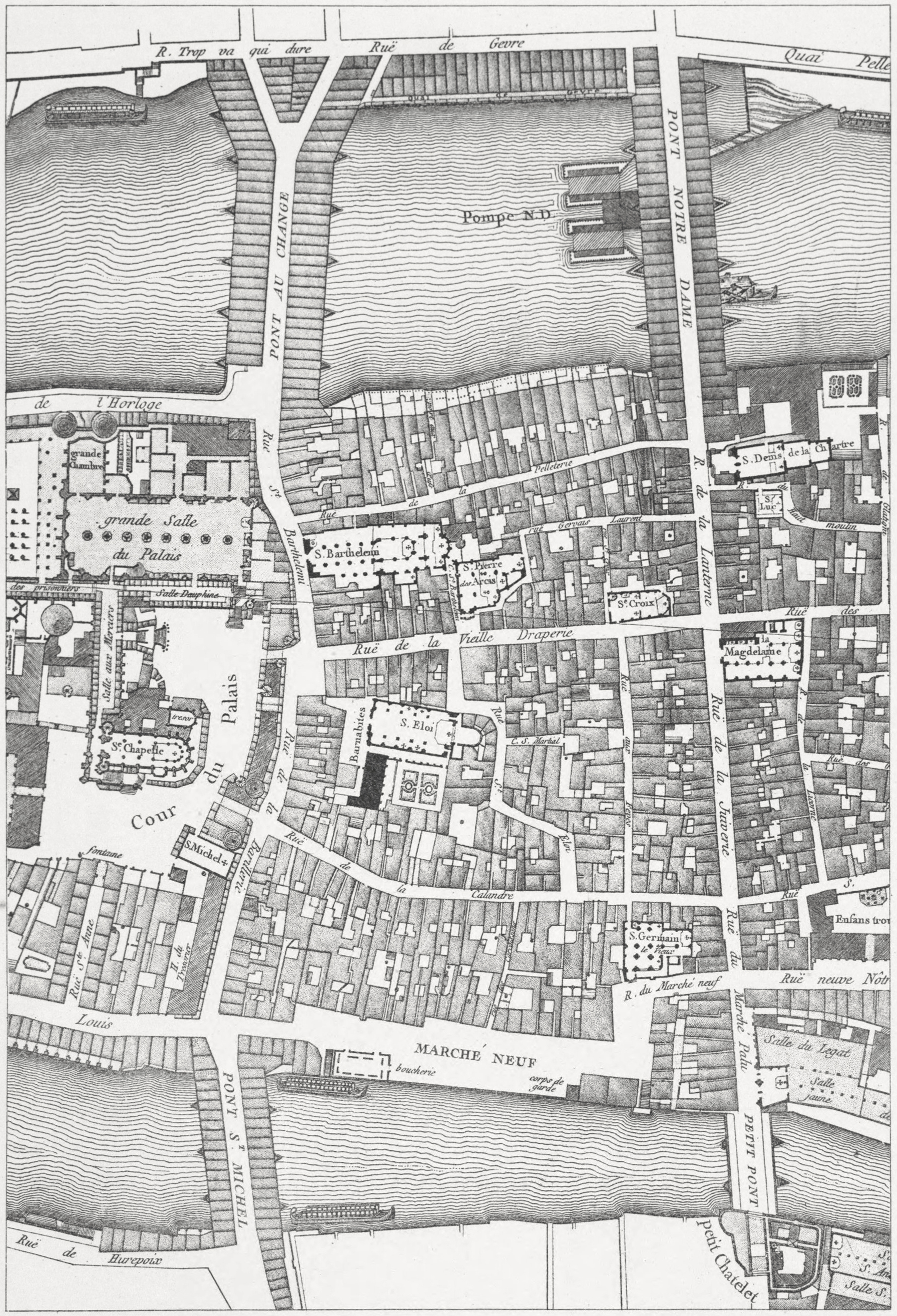
Situation de la Sainte-Chapelle en 1754 (à gauche, au milieu).

La date de la fin définitive du culte n'est pas actée, mais il paraît que la suspension du traitement du clergé par l'arrêté du 11 mai 1787 met déjà un terme au service régulier de la Sainte-Chapelle. À la veille de la Révolution, elle reste officiellement affectée au culte, mais son sort est déjà plus ou moins scellé, et elle se trouve sur le point d'être définitivement sacrifiée aux restrictions budgétaires. Aucune différence n'est faite entre la Sainte-Chapelle de Paris, qui aux yeux de la population revêt une importance symbolique particulière, et les autres Saintes-Chapelles du royaume, qui elles aussi ont un clergé attitré. Cet ensemble occasionne des dépenses non négligeables qui sortent directement des caisses de l'État, alors que les monastères, collégiales et paroisses s'autofinancent par les dîmes et par des rentes, qui proviennent de possessions foncières et de fondations.

L'Assemblée nationale examine la question de la Sainte-Chapelle et commande un rapport au chanoine Sauveur-Jérôme Morand, qui est justement un membre du collège des chanoines de la Sainte-Chapelle. Le chanoine avait été chargé de l'inventaire des titres de la Sainte-Chapelle en 1787 et épluché toutes ses archives. Le résultat est le livre Histoire de la Ste-Chapelle royale du Palais, qui est soumis à l'Assemblée en date du 1er juillet 1790. Morand semble éprouver de l'embarras quand il explique l'adoration des reliques, qui paraît presque suspecte au XVIIIe siècle. Comme déjà évoqué, le trésor de la Sainte-Chapelle est en grande partie anéanti en 1791, bien avant la Terreur et son iconoclasme : l'heure est à la constitution civile du clergé, à la suppression des monastères et à la réduction du nombre de paroisses, mais rien ne présage encore l'interdiction du culte catholique à venir. À l'instar des autres édifices religieux désaffectés, la Sainte-Chapelle aurait dû être vendue comme bien national, mais elle reste finalement propriété de l'État et accueille le Club de la Sainte-Chapelle. La flèche bâtie entre 1634 et 1671 seulement est démolie ; ce fut déjà la quatrième flèche de la Sainte-Chapelle. Dès la levée de l'interdiction du culte, la chapelle basse devient le lieu de rassemblement de l'Église réfractaire à la constitution civile. 

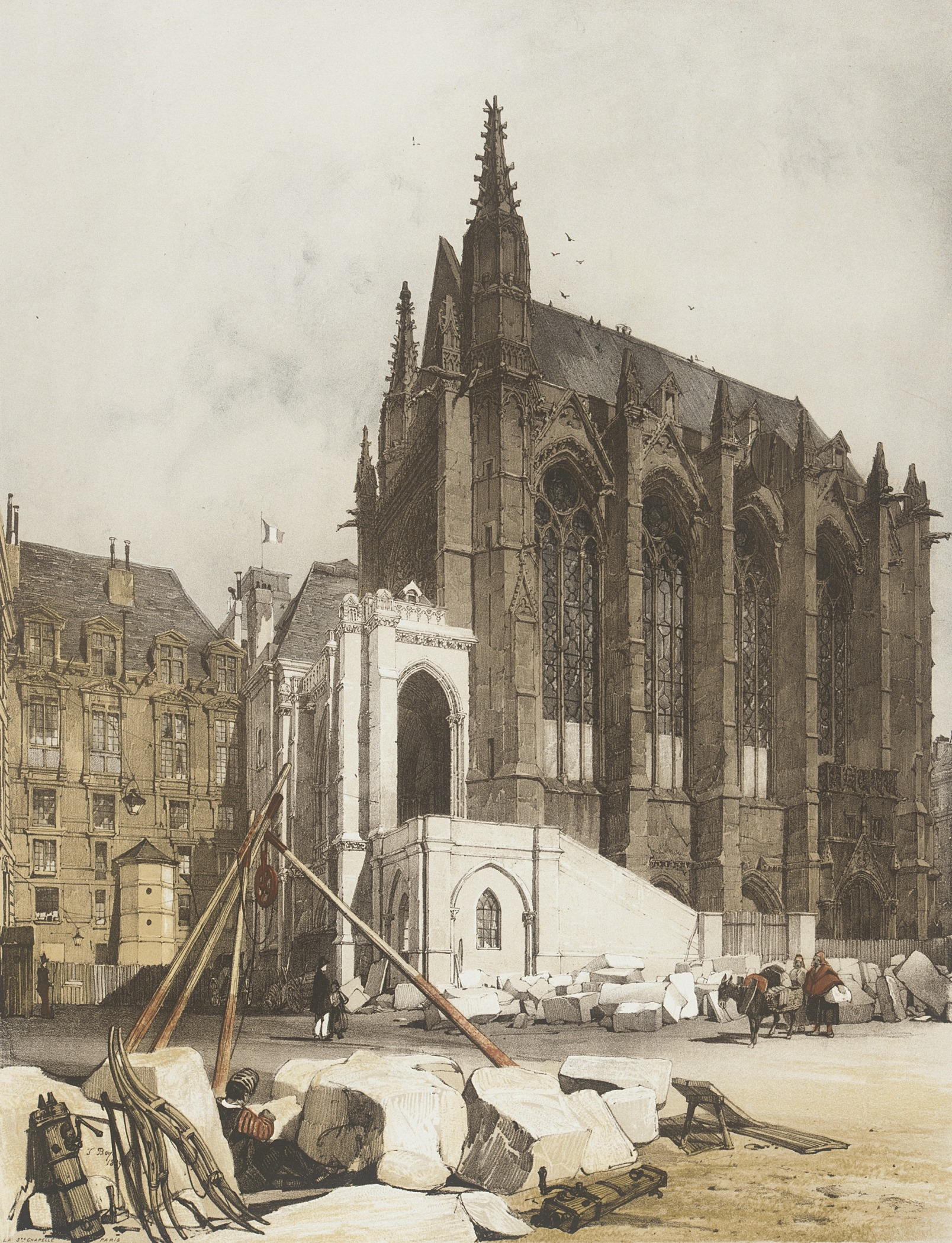
La Sainte-Chapelle à la veille de sa restauration.

 En 1797, la chapelle haute est reconvertie en dépôt d'archives du palais de justice, mais ni l'un, ni l'autre usage empêche le dépeçage de la Sainte-Chapelle, qui devient presque une épave vide : bien qu'elle reste propriété publique, l'on croit nécessaire d'enlever les statues des Apôtres de la chapelle haute. Deux sont cassées, et dix sont envoyées au musée des monuments français d'Alexandre Lenoir, et seront dispersées à la fin de ce musée en 1816.
L'état de la Sainte-Chapelle est déplorable à l'issue de la Révolution, et il n'y a plus le moindre mobilier liturgique, les vitraux sont partiellement disjoints ou brisés, la sculpture du portail inférieur est mutilée, le décor architectural des élévations latérales et du chevet est en grande partie abîmé ou manquant, et plus grave encore, il n'y a qu'une charpente provisoire et plus de flèche. La sacristie, qui comportait à l'étage le Trésor des Chartes et évoquait une petite chapelle au nord du chevet, avait déjà été démolie en 1777. Ni sous l'Empire, ni sous la Restauration, le rétablissement du culte dans la Sainte-Chapelle n'est envisagé. Presque personne ne se soucie de la préservation du patrimoine architectural médiéval : seule l'architecture classique ou néoclassique a le vent en poupe. En 1811, les échoppes et masures établies entre les contreforts sont rasées dans le cadre de la construction d'un escalier extérieur accolé à la façade sud. Création de l'architecte Antoine-Marie Peyre, cet escalier qualifié de néo-égyptien se substitue aux vestiges de celui de Louis XII.
En 1825, les réflexions sur l'avenir du palais de justice commencent : les uns sont attachés à l'ancien palais, les autres veulent un palais entièrement neuf. La Sainte-Chapelle est perçue comme un obstacle par cette faction, et de surcroît elle n'est pas parallèle ou perpendiculaire aux autres bâtiments, car orientée liturgiquement est-ouest. La question de la reconstruction du palais de justice n'est pas tranchée rapidement, ce qui laisse un sursis à la Sainte-Chapelle. Dès lors, le combat mené par les rares partisans de sa préservation est double : celui pour sa restauration, et celui pour son isolement au sein du palais de Justice, afin de mettre en valeur son élévation et de laisser pénétrer suffisamment de lumière par ses vitraux. Au milieu des années 1830, les hommes qui s'engagent pour le patrimoine architectural médiéval sont Adolphe Napoléon Didron et Prosper Mérimée. Or, la sauvegarde du monument n'est possible qu'à travers une sensibilisation de l'opinion publique, qui s'opère en partie grâce au roman Notre-Dame de Paris de Victor Hugo. C'est justement lui qui signale la Sainte-Chapelle comme l'un des édifices les plus populaires de Paris dans un article du Journal des débats en 1835 et demande qu'on lui rende une apparence digne de son histoire. Parallèlement, le jeune architecte Jean-Baptiste-Antoine Lassus présente un travail sur la Sainte-Chapelle au Salon de 1835, ce qui lui vaut une médaille d'or.<

### Restauration

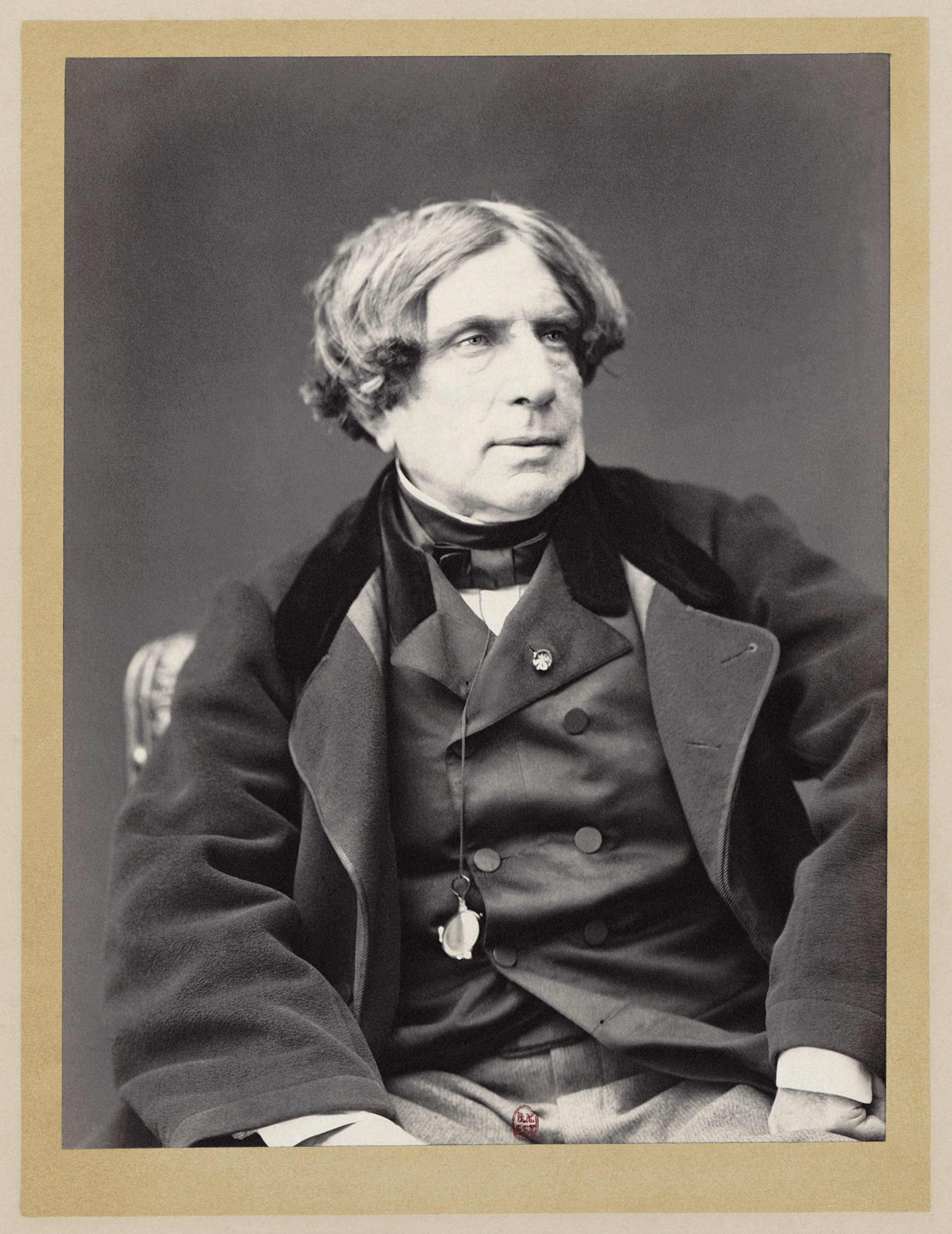
Félix Duban, architecte ayant dirigé la restauration du monument.

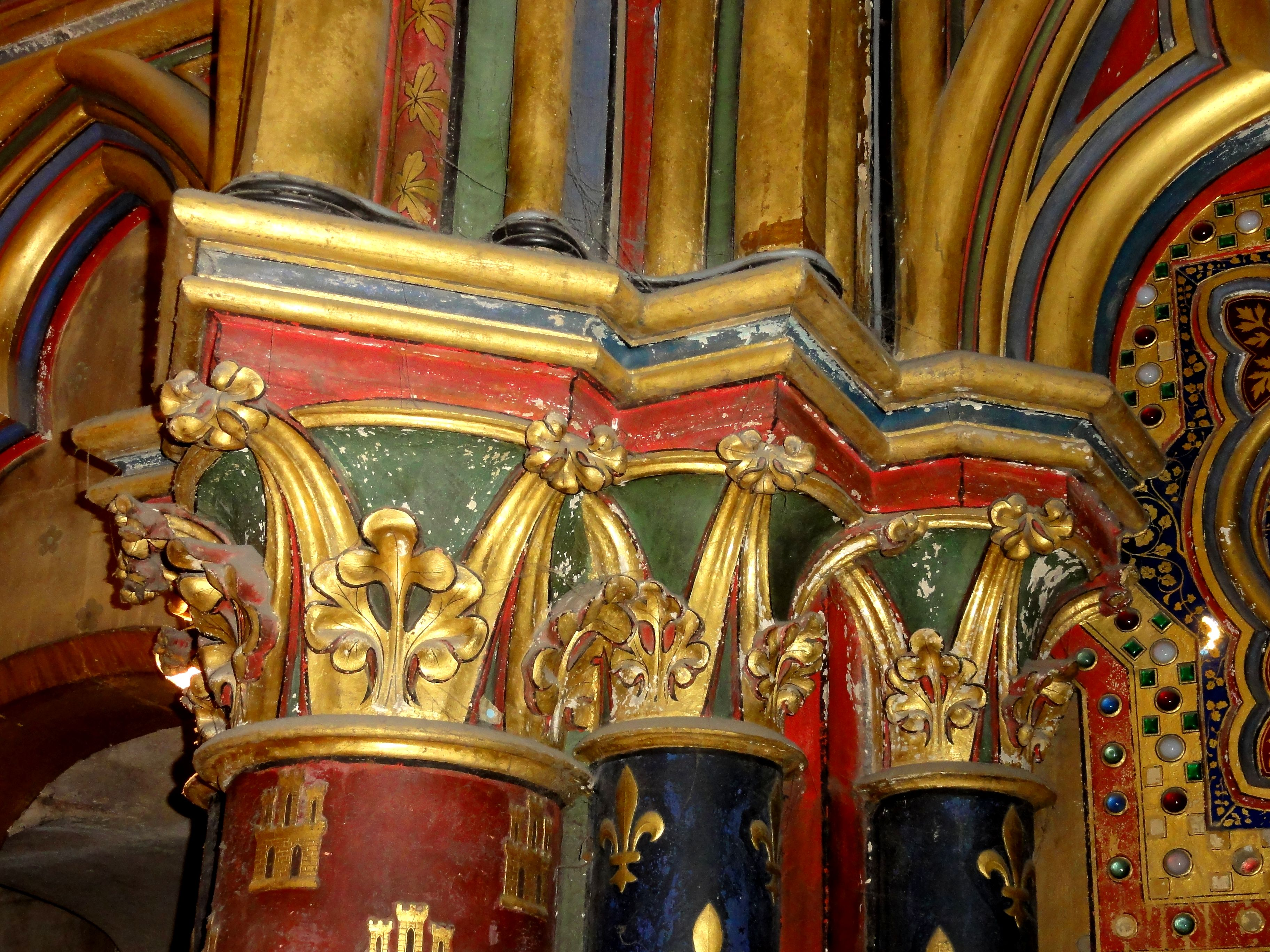
Polychromie des chapiteaux.

Le palais de justice est placé sous la supervision du Conseil des bâtiments civils, qui est constitué d'une large majorité d'architectes néoclassiques. Sous l'impulsion du service des monuments historiques, il décide la restauration de la Sainte-Chapelle en 1836, tout en gardant lui-même la mainmise sur le projet. Celui-ci est placé sous la responsabilité de l'architecte Félix Duban comme maître d'œuvre, auquel est adjoint Jean-Baptiste Antoine Lassus comme premier inspecteur des travaux. Tandis que le premier n'a aucune connaissance de l'architecture médiévale, le second est encore inexpérimenté, mais ensemble, ils forment une excellente équipe. Ils se connaissent déjà de l'atelier de Henri Labrouste, et collaborent si étroitement qu'il est souvent impossible d'attribuer la parenté de tel ou tel élément de la Sainte-Chapelle à l'un ou à l'autre. Ils présentent un premier projet au Conseil des bâtiments civils, et grâce notamment au premier président de la cour royale Pierre-Armand Séguier, un crédit de 600 000 francs est ouvert pour la restauration, et inscrit au budget des Travaux publics.
La restauration se présente comme un chantier expérimental, car peu de restaurations de monuments d'envergure ont encore été menées à l'époque, et souvent, les résultats n'ont pas été concluants. C'est aussi un chantier-école, qui permet à de nombreux artisans et artistes de gagner de l'expérience, qu'ils sauront par la suite appliquer à d'autres projets. Bien que ce soit un pari risqué que d'expérimenter de nouvelles méthodes sur un monument de premier ordre, la restauration de la Sainte-Chapelle s'avère être l'une des restaurations les plus réussies du XIXe siècle. Plusieurs cas de figure qui deviendront récurrents dans la restauration des monuments historiques se posent pour la première fois, tels que l'antagonisme entre les défenseurs du patrimoine et les partisans du progrès accusant les premiers de passéisme, et le conflit avec les urbanistes sur le contexte bâti du monument. Entre les deux principales approches de la restauration, qui sont soit la réfection complète et systématique, soit le remplacement des seules parties manquantes, c'est la seconde qui a été retenue. Tous les acteurs font preuve d'un grand scrupule dans la restitution des moindres détails, et mènent un travail de recherche fastidieux afin de baser solidement leurs apports sur les réalités historiques. La restauration du XIXe siècle est de grande envergure, au point qu'on a parfois estimé que seuls les XIIIe et XIXe siècles avaient compté pour l'édifice ; la façade principale conserve cependant l'aspect acquis après sa modification au XVe siècle, et notamment sa grande rose flamboyante.
Presque tout le parement extérieur doit être repris, car l'absence d'entretien depuis plus de cinquante ans se fait ressentir. Puisque la sculpture, comme l'ensemble de la décoration architecturale, remplit un rôle précis dans la conception de l'édifice, il paraît inconcevable de tout laisser en l'état. Ainsi, la sculpture doit être complétée en grande partie, ce qui soulève la question du raccordement avec les parties subsistantes. Les sculpteurs et élèves des Beaux-Arts ne connaissent que la sculpture classique, et leur expérience de restauration se limite généralement à des pièces de musée. On ne veut pas non plus, comme Eugène Viollet-le-Duc à Vézelay, démonter les fragments et tout recréer de toutes pièces. Il faut donc mettre au point un mortier spécifique. Pour les portails, l'on dispose comme seuls indices de brèves descriptions de l'abbé Lebeuf. On prend donc comme modèles des réalisations contemporaines en meilleur état de conservation, ainsi que des miniatures dans les manuscrits. Les deux portails sont l'œuvre du sculpteur Adolphe-Victor Geoffroy-Dechaume. Concernant les statues des Apôtres à l'intérieur, l'on suppose qu'elles existent encore, mais Duban et Lassus doivent mener une véritable enquête de police pour les retrouver toutes. Quatre avaient été mutilées à la révolution de 1830 et enterrées au mont Valérien ; deux avaient été fracassées à la Révolution en 1793 : elles sont entièrement refaites par Delarue et Perrey en s'inspirant des fragments insignifiants.
À la question de la sculpture, s'ajoute celle de la polychromie architecturale, qui était encore assez bien conservée dans la chapelle haute, sauf sur les soubassements des fenêtres. Dans la chapelle basse, une inondation en 1690 avait gravement altéré le décor, et au revers de la façade, il était absent en raison de la présence de l'orgue jusqu'à la Révolution. Pour Duban et Lassus, la restauration de la polychromie paraît indispensable pour rendre au monument son apparence d'origine, mais la démarche ne fait pourtant pas l'unanimité, et certains la décrient comme astuce ridicule pour exalter le sentiment religieux. Duban est le partisan d'une certaine retenue dans l'intensité des couleurs, alors que Lassus se montre plus ambitieux. Dans la mesure du possible, la polychromie d'origine est toutefois conservée en l'état, notamment dans la chapelle haute, et les couleurs sont ravivées grâce à une application de cire à chaud, méthode qui avait fait ses preuves au château de Fontainebleau. Partout où il faut repeindre, l'état avant les travaux est scrupuleusement documenté par des aquarelles. Cette tâche est confiée au peintre Auguste Steinheil, qui restaure également les médaillons avec incrustations en pâte de verre et verroteries au revers de la façade, et exécute les peintures murales sous les arcatures de la façade, où rien n'avait subsisté. Des échantillons des peintures anciennes sont prélevés et soumis à des analyses chimiques effectués par Jean-Baptiste Dumas et Jean-François Persoz, afin de retrouver les procédés utilisés au Moyen Âge. Ainsi, il s'avère que les médaillons de la chapelle basse consistent en un fond de dorure appliqué directement sur le mur sans aucune préparation, et d'une couche de laque. L'on n'oublie pas non plus les détails, tels que le dallage du sol exécuté par Bœswillwald suivant le projet de Lassus, ou les luminaires. Mais l'on reste à des luminaires provisoires en bois, qui sont rapidement démontés, alors que les lustres définitifs ne sont livrés que beaucoup plus tard. Ils sont curieusement exécutés à échelle réduite, et le nombre de lustres passe ainsi de deux à six par travée.

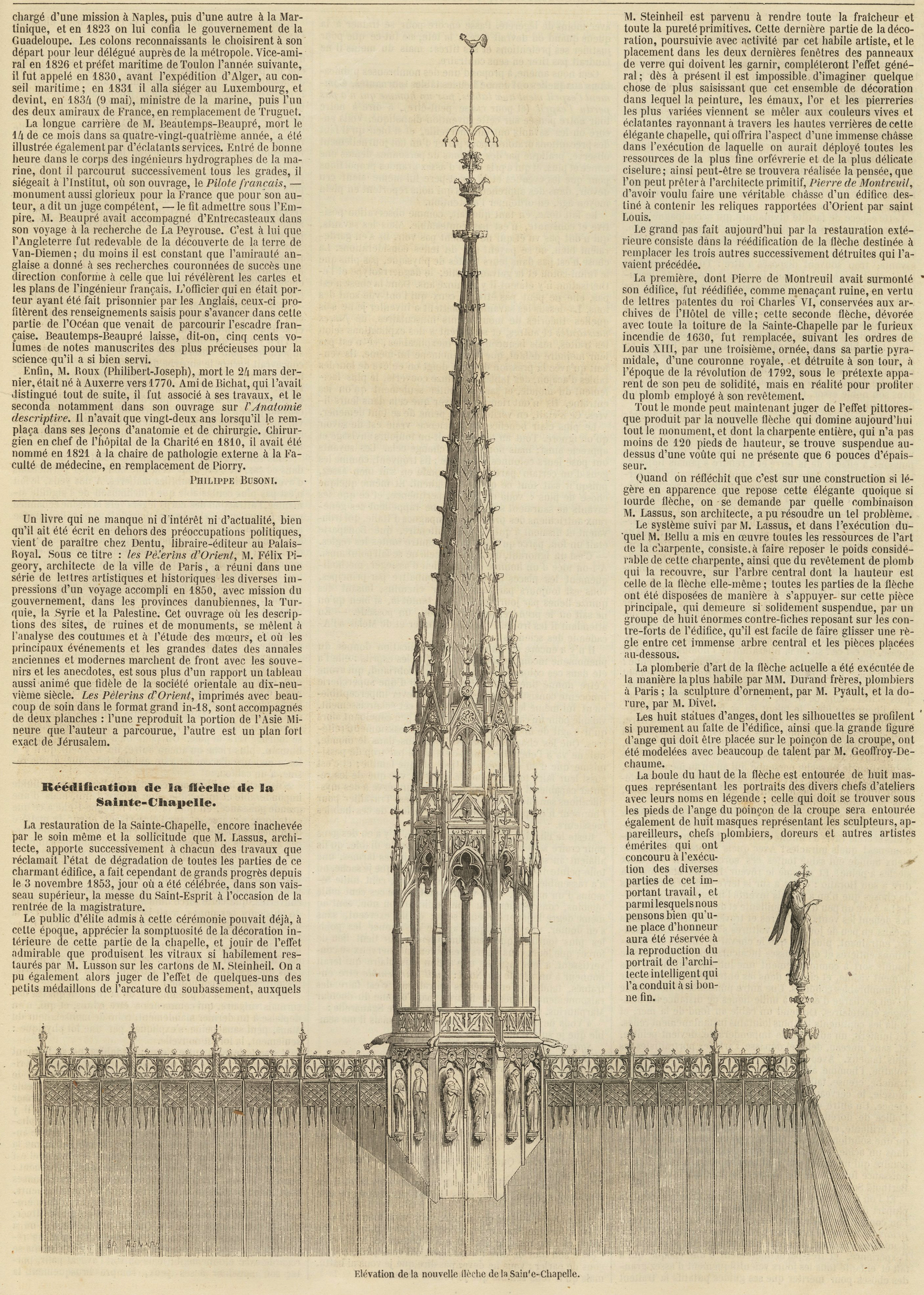
Article de journal sur la nouvelle flèche.

Le projet-phare de la restauration est l'édification de la nouvelle flèche, qui est dessinée par Lassus en 1850, et imite le style gothique flamboyant du XVe siècle. Vers 1460, la troisième flèche de la Sainte-Chapelle avait été entamée, peu avant la mort de Charles VII. La seconde datait de 1383, et la raison pour la disparition de celle-ci, et de la première flèche d'origine, n'est pas connue. Normalement, la déontologie aurait voulu que l'on restitue la dernière flèche terminée en 1671, qui était de style gothique en dépit de sa période de construction, mais le style « bâtard » de l'époque moderne était mal vu des amateurs de l'architecture gothique du milieu du XIXe siècle. Sinon il aurait été logique de retenir le style du XIIIe siècle, mais la proposition soumise par Viollet-le-Duc en 1841 est rejetée, et il s'avère impossible de redessiner la flèche d'origine du fait de la rareté des représentations iconographiques. Dans une moindre mesure, le problème se pose aussi pour la flèche de 1460, et Lassus reconnaît lui-même qu'elle est une création plutôt qu'une reconstitution. Pour l'érection de la flèche en 1853, le nouveau toit terminé au plus tard en 1840 est entièrement découvert, et l'œuvre est un travail de charpente virtuose comme on n'en avait plus fait depuis le XVIe siècle. Elle apparaît comme une prouesse technique, et ce sont les méthodes du Moyen Âge que l'on adopte, au lieu de monter des pièces préfabriquées en fonte, comme Jean-Antoine Alavoine l'avait fait en 1838 à la cathédrale de Rouen.

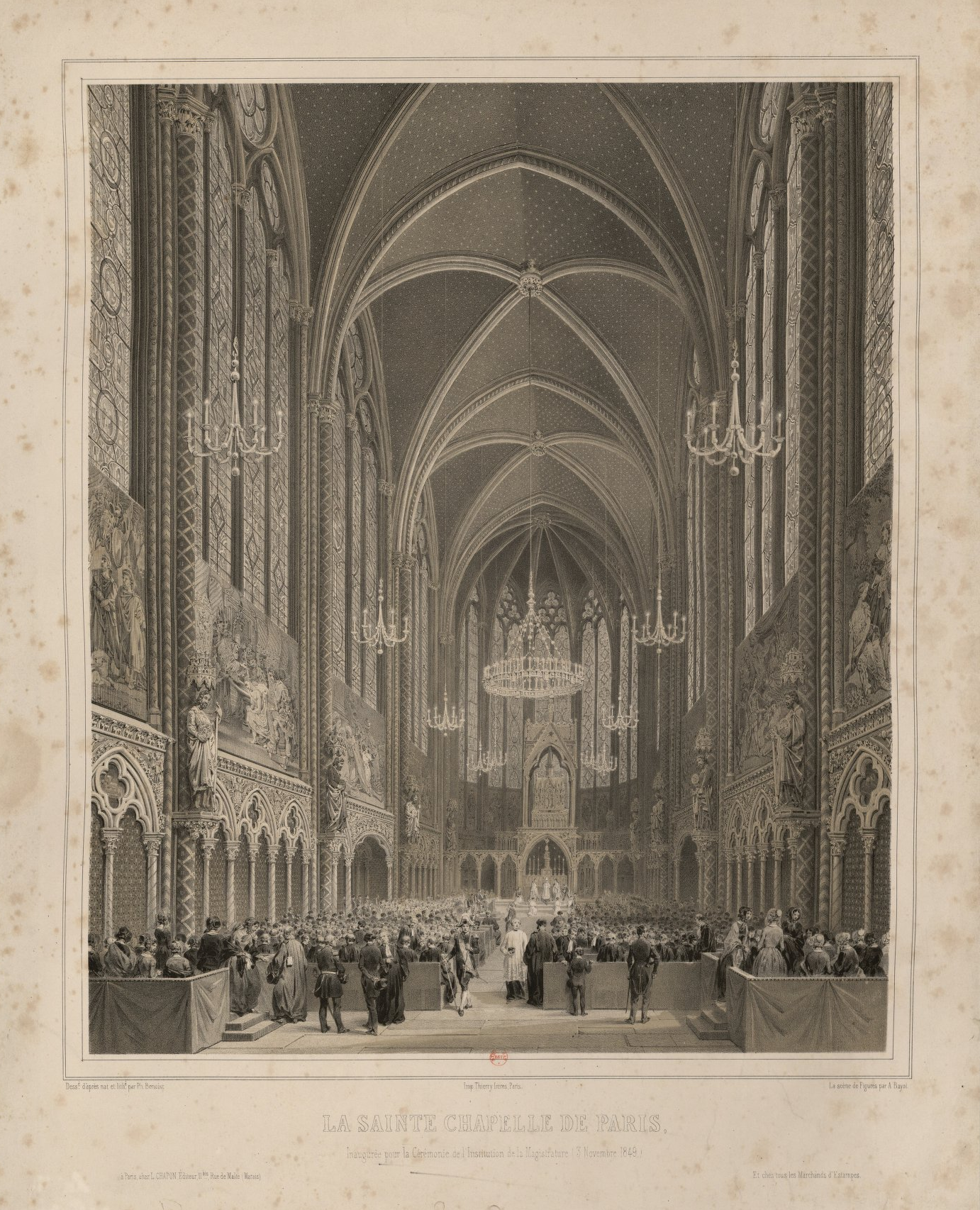
Première messe de l'institution de la magistrature en 1849.

Tout en sachant que la Sainte-Chapelle n'avait obtenu un escalier extérieur qu'à la fin du XVe ou au début du XVIe siècle, Duban et Lassus proposent un nouvel escalier dans le style du XIIIe siècle, assez sobre, pour remplacer l’escalier « néo-égyptien ». Cette création de Peyre est bien démolie en 1849/1850, mais les fonds pour sa reconstruction néogothique ne sont pas alloués. En 1849, Duban démissionne, et la direction du chantier est confiée à Lassus. La restauration est suffisamment avancée pour célébrer la « messe de l'institution de la magistrature » en la chapelle haute en cette année, à l'imitation des messes du Saint-Esprit sous l'Ancien Régime. Cette messe annuelle reste la seule utilisation cultuelle que connaît l'édifice postérieurement à la Révolution. Elle est supprimée en 1895 dans le cadre des premières lois de laïcité. Les crédits se raréfient dès le début des années 1850, ce qui entraîne un ralentissement du chantier. Lassus perd le combat pour l'isolement de la Sainte-Chapelle en 1855, et une courte discussion qu'il mène avec Napoléon III lors de sa visite ne change pas la donne. L'édifice n'avait jamais été entièrement isolé : la première travée communiquait avec la galerie des Merciers du palais, rebâtie sous Saint Louis. Au nord de l'abside, se dressait le Trésor des chartes, et entre les deux, la parcheminerie avait été construite ultérieurement. Mais lors des grands travaux lancés dans le secteur du Palais de justice en 1855, l'élévation septentrionale disparaît jusqu'à mi-hauteur derrière une nouvelle aile, qui borde la cour du mai au sud. Hormis l'escalier, d'autres projets restent lettre morte : la grille de clôture de la tribune des reliques, un maître-autel définitif, et surtout la grande châsse. Sans autel, une église n'en est pas une, et sans la châsse, la Sainte-Chapelle perd tout son sens. Seulement le dais d'autel est reconstruit en réemployant des éléments jusque-là entreposés à l'école des Beaux-Arts, l'ancien musée d'Alexandre Lenoir. Lassus meurt prématurément le 15 juillet 1857, âgé de seulement cinquante ans. Il est remplacé par Émile Bœswillwald qui termine la restauration en 1863 au bout de vingt-sept ans de chantier. Le classement aux monuments historiques par la liste de 1862 intervient si tardivement qu'il n'a plus d'incidence sur le déroulement de la restauration.
La Sainte-Chapelle devient par la suite un modèle de restauration pour d'autres églises, dont on tente souvent d'imiter le goût, sans tenir compte du fait que de profondes recherches sur l'état primitif avaient été menées en amont, et que leurs résultats avait dicté les choix des restaurateurs.
À partir de 2008, plusieurs campagnes de restauration sont conduites par les architectes en chef des monuments historiques, Alain-Charles Perrot, puis Christophe Bottineau. À ce jour, les maçonneries et les verrières des élévations est, nord et ouest (avec la rose du XVe siècle) ont été restaurées.

### Mesures de conservation
Comme tout monument ouvert au public, la Sainte-Chapelle est continuellement exposée à des risques de dégradation. Ne pouvant les empêcher, les conservateurs tentent tout de même de les minimiser et de les ralentir le plus possible. Plusieurs mesures ont alors été mises en place.
On y retrouve notamment des verrières de protection, étudiées pour ne pas nuire à la lisibilité générale du bâtiment. Réalisées à partir d’un verre thermoformé sur une empreinte d’un vitrail choisi, elles reprennent alors tous ses détails et défauts. Placées dans la serrurerie médiévale de la Sainte Chapelle, elles ont pour rôle de stopper les facteurs d’altérations externes pouvant léser les verrières, tout en assurant à l’édifice une certaine étanchéité.
Bien que pouvant sembler insignifiant, la délimitation de l’espace réservé aux visiteurs par des barrières s’avère jouer un grand rôle dans la sauvegarde des œuvres et de l’édifice en lui-même. En effet, elles tiennent à distance le public des ouvrages, les empêchant de toucher ou de détériorer accidentellement les objets exposés. Ces barrières remplissent aussi un rôle de prévention au vandalisme, par leur simple présence, elles dissuadent les quelques personnes qui pourraient être mal intentionnées.
Afin de préserver au mieux la Sainte-Chapelle, conservateurs et restaurateurs surveillent fréquemment l’état général du bâtiment afin de prévoir certaines dégradations et intervenir avant qu’elles ne prennent trop d’importance.

## Architecture

### Aperçu général

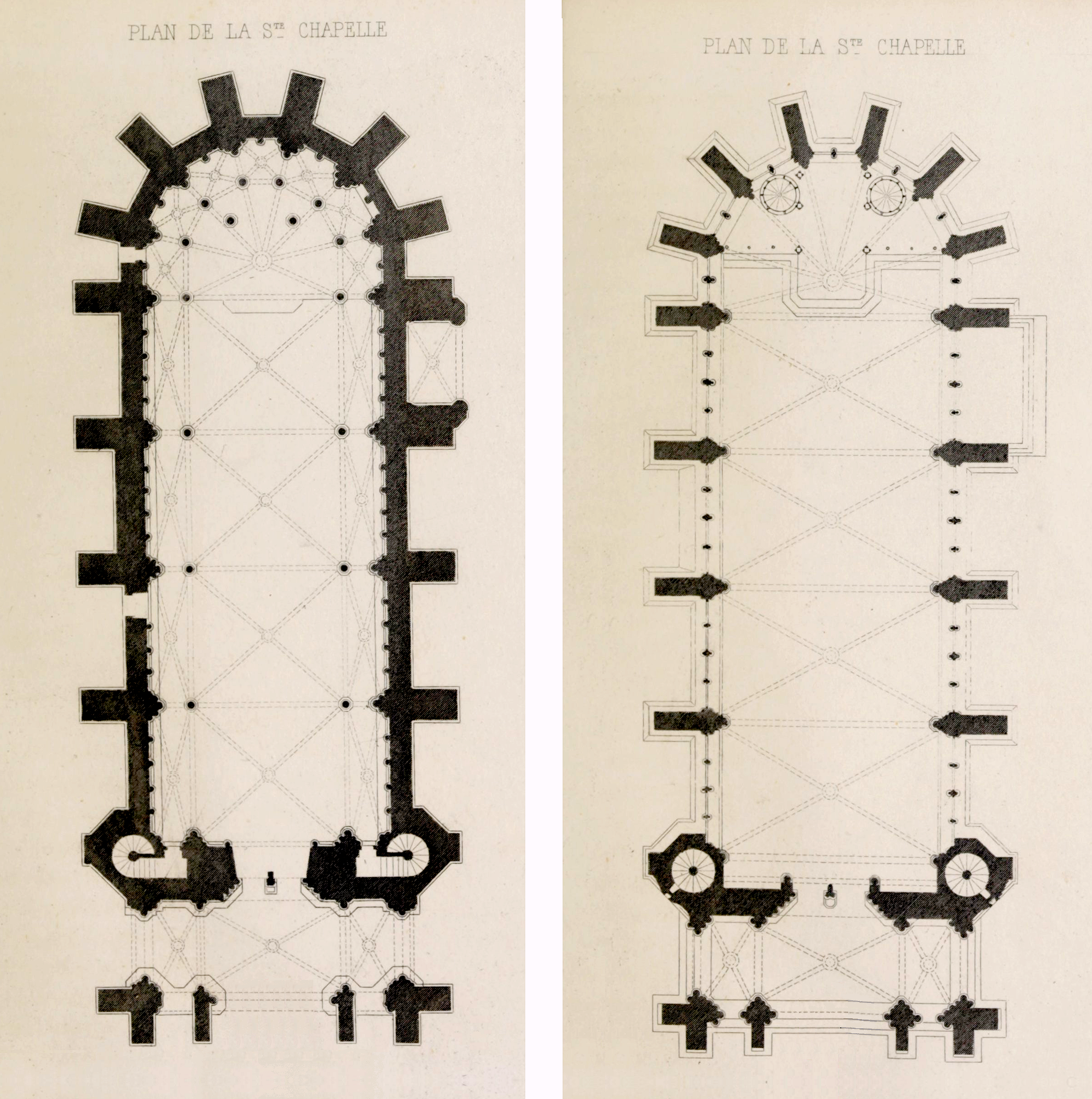
Plan des deux étages de la chapelle.

Ce chef-d'œuvre de l'architecture gothique rayonnant répond à un plan d'une grande simplicité sans collatéraux, ni transept, ni déambulatoire, ce qui fait l'une des deux principales caractéristiques des Saintes-Chapelles, l'autre étant une élévation à un seul niveau, sans grandes arcades, ce qui découle de l'absence de collatéraux, ni triforium. Régulièrement orientée, la chapelle comporte deux étages, ce qui donne deux chapelles superposées, dites la chapelle basse et la chapelle haute. L'ensemble est précédé par un porche du côté de la façade occidentale, et comporte quatre travées barlongues (plus une travée de chœur) ainsi qu'une abside à sept pans, toutes voûtées d'ogives. Des tourelles d'escalier situées aux angles nord-ouest et sud-ouest flanquent la façade et permettent l'intercommunication entre la chapelle basse et la chapelle haute. Sous l'Ancien Régime, l'accès à la chapelle haute se faisait essentiellement par la galerie des Merciers qui aboutissait sur le porche côté nord, mais un escalier extérieur a existé à certaines époques. La quatrième travée de la chapelle haute comporte un renfoncement du côté sud, qui fait légèrement saillie entre les contreforts. Cette niche est dite l'oratoire de saint Louis.
Extérieurement, la Sainte-Chapelle mesure 36,0 m de long, 17,0 m de large et 42,5 m de haut sans la flèche. Celle-ci atteint une hauteur de 33,25 m, ce qui place son sommet à 75,75 m au-dessus du niveau du sol. Intérieurement, les deux chapelles sont longues de 33,0 m et larges de 10,7 m. La hauteur sous voûtes de la chapelle basse est de 6,6 m seulement, alors que la chapelle haute s'élève à 20,5 m. Par sa superficie intérieure, la Sainte-Chapelle est comparable à une église villageoise, mais la largeur du vaisseau unique est comparable à la nef de la cathédrale de Laon, et sa hauteur est comparable aux premières cathédrales gothiques, dont la cathédrale de Noyon. Jusqu'en 1777, un petit bâtiment annexe dit le Trésor des chartes se situait au nord de l'abside, et reproduisait à petite échelle le plan de la Sainte-Chapelle, ce qui permettait mieux d'appréhender ses dimensions. Le niveau inférieur servait de sacristie, tandis que la pièce située au niveau de la chapelle haute accueillait les actes et les sceaux royaux, ainsi que deux armoires reliquaires gardées jour et nuit par l'un des chanoines. Les deux niveaux étaient reliés à la Sainte-Chapelle moyennant de courtes galeries. L'on trouve une disposition analogue à la Sainte-Chapelle de Vincennes.

### Élévations latérales et chevet

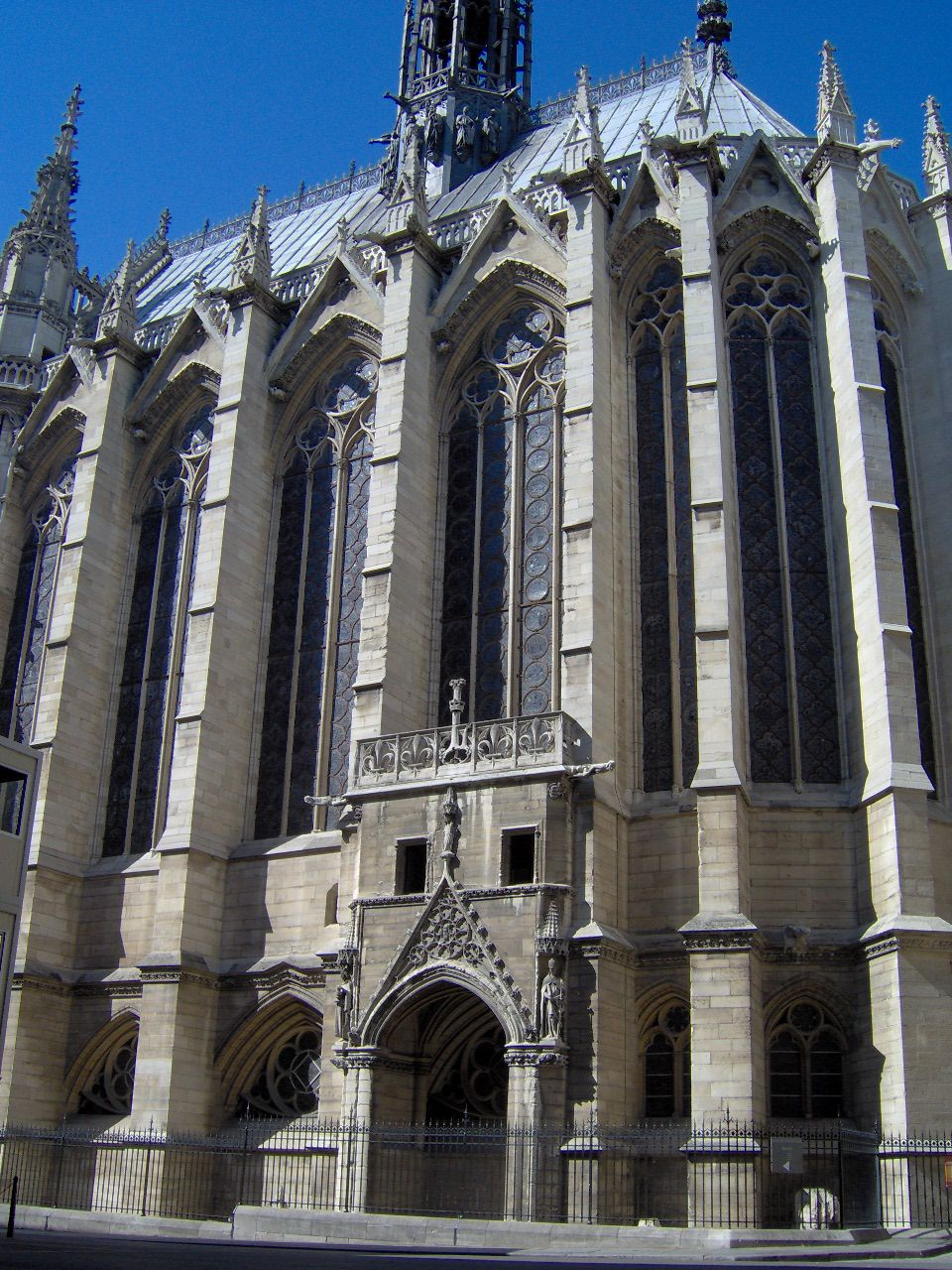
Élévation sud.

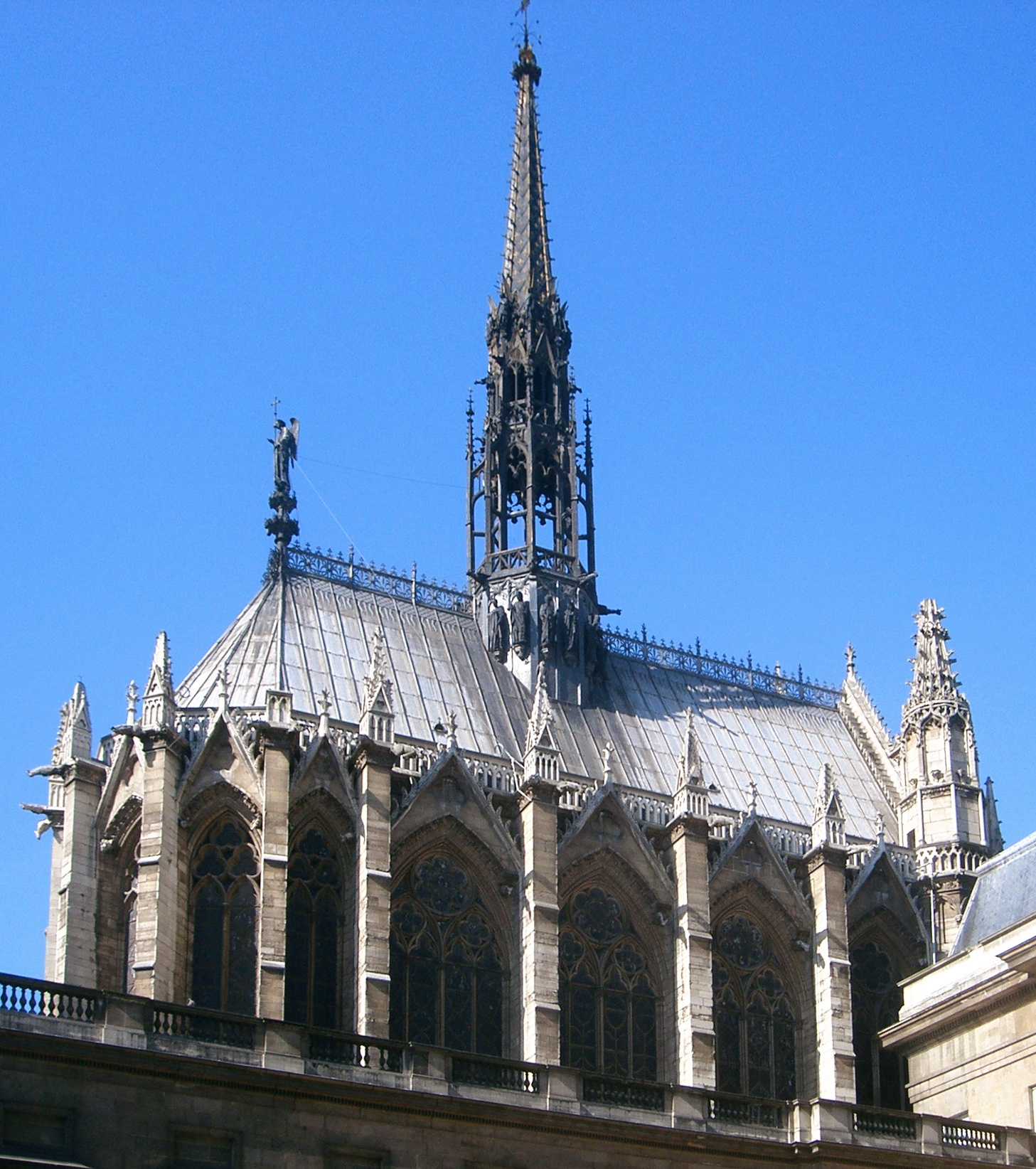
Élévation nord.

La Sainte-Chapelle est conçue comme une châsse de verre mettant en valeur les reliques qui y étaient conservées. Les élévations latérales et le chevet sont analogues, sauf que les pans de l'abside sont, bien entendu, plus étroits. Le premier et le dernier pan de l'abside sont encore plus étroits que les autres, car l'architecte voulait qu'en entrant dans la chapelle, on ne les voie pas, pour faire ainsi visuellement reculer le chevet et faire paraître l'édifice plus long. La grande hauteur de l'ensemble et les contreforts particulièrement saillants et strictement verticaux, sont les traits les plus marquants de l'édifice. L'architecte n'a utilisé aucun subterfuge pour diminuer visuellement l'ampleur des contreforts, ce qu'il aurait pu faire en repoussant les fenêtres vers l'extérieur et en créant une coursière ou passage champenois à l'intérieur. Mais malgré leur saillie, les contreforts sont insuffisants pour contrebuter un édifice d'une telle hauteur et pour opposer assez de résistance à la poussée des voûtes. Des arcs-boutants n'étaient pas envisageables en l'absence de collatéraux, car leurs culées doivent nécessairement prendre du recul par rapport aux parois.
La solution a été l'innovation d'un chaînage métallique, très en avance pour l'époque puisqu'il ne fut redécouvert qu'à la fin du XIXe siècle. Les étrésillons sont horizontaux et traversent les piliers, mais restent imperceptibles car se confondant avec les barres de fer qui séparent les différents registres des vitraux. Les contreforts tout comme les murs présentent trois retraites moyennant des glacis formant larmier : au seuil des fenêtres des deux étages, ainsi qu'à l'intersection entre les deux étages. À ce niveau, une frise de crochets de feuilles d’acanthe court tout autour. Au niveau des fenêtres de la chapelle haute, les contreforts présentent en outre quatre niveaux de larmiers. Les fenêtres occupent toute la largeur disponible entre les contreforts : à gauche et à droite, reste juste assez de place pour les deux fines colonnettes du remplage. Pratiquement toute la décoration sculptée se concentre sur les parties hautes, près de la toiture. Chaque fenêtre est surmontée d'un gâble sommé d'un fleuron, les rampants étant garnis de crochets. Les fenêtres elles-mêmes possèdent des archivoltes moulurées de tores et de gorges, qui, à la retombée, se fondent dans les contreforts. Une frise faisant alterner crochets et feuilles appliquées complète les archivoltes. Quant aux contreforts, ils sont amortis par des pinacles richement décorés et munis de gargouilles, reliés entre eux par une balustrade à jour percée d'étroites arcatures trilobées, avec des trèfles aux écoinçons. Ces balustrades prennent appui sur une corniche de crochets,.
Au sud, le mur de l'oratoire de Saint Louis se remarque par sa balustrade de fleurs de lys, par deux gargouilles et par des personnages en buste tenant des phylactères en haut de chaque angle. Les fenêtres sont rectangulaires, et au centre du trumeau, l'on aperçoit une petite statue de la Vierge dans une niche, qui marque le sommet d'un gâble. Garni de crochets et orné de réseaux plaqués, il repose sur des piliers ondulés, qui, tout comme les bustes et les soufflets sur le réseau plaqué, annoncent le style gothique flamboyant. Deux grandes niches à statues et leurs dais finement ciselés agrémentent les angles et abritent des statues de Saint Louis et d'un évêque. Ces aménagements remontent à la période de Louis XI. Le gâble suggère un portail, mais il n'en est rien : l'on ne trouve qu'une niche sous une voûte d'ogives. C'est l'ancienne chapelle du cimetière, supprimée à la faveur du rétablissement de l'état primitif dans la chapelle basse.
Le toit est couvert de grandes feuilles de plomb. À la limite orientale de la ligne de faîte, se trouve une statue monumentale de l'archange Saint Michel, conçue pour tourner avec le soleil moyennant un mécanisme d'horloge. La flèche de 1853-1855 a été entièrement exécutée en bois et revêtue de plomberies historiées. De plan octogonal, elle se compose d'un soubassement, de deux étages ajourés d'arcatures et d'une haute pointe qui est la flèche proprement dite. De fins clochetons entourent le premier étage et y sont reliés par des arcs-boutants. Les détails foisonnent : feuillages, crochets, fleurons et fleurs de lys dorées sur les arêtes de la pointe. Des baguettes d'or recouvrent les joints entre les feuilles de plomb. Des statues colossales des douze Apôtres sont adossées aux arcatures trilobées plaquées du soubassement, à raison de deux par face, sauf devant les faces ouest et est, où les rampants du toit ne laissent pas de la place. Selon une coutume médiévale, saint Thomas a reçu les traits de Lassus ; on le reconnaît grâce à son attribut, l'équerre. Le peintre Steinheil a prêté ses traits à saint Philippe. D'autres statues, plus petites, se trouvent à la naissance de la pointe ; ce sont des anges porteurs des instruments de la Passion. Les statues ont été exécutées par l'atelier d'Adolphe-Victor Geoffroy-Dechaume, par Michel-Pascal et Aimé-Napoléon Perrey, qui collaborent habituellement aux chantiers de Lassus et Viollet-le-Duc. Exhibées à l'Exposition universelle de 1855 avant d'être montées, elles ont été favorablement accueillies par le public, et la flèche a suscité un concert de louanges pour sa prouesse technique, le scrupule archéologique de son concepteur, et son élégance. Elle a servi d'inspiration pour la flèche de Viollet-le-Duc à Notre-Dame de Paris,.

### Façade occidentale

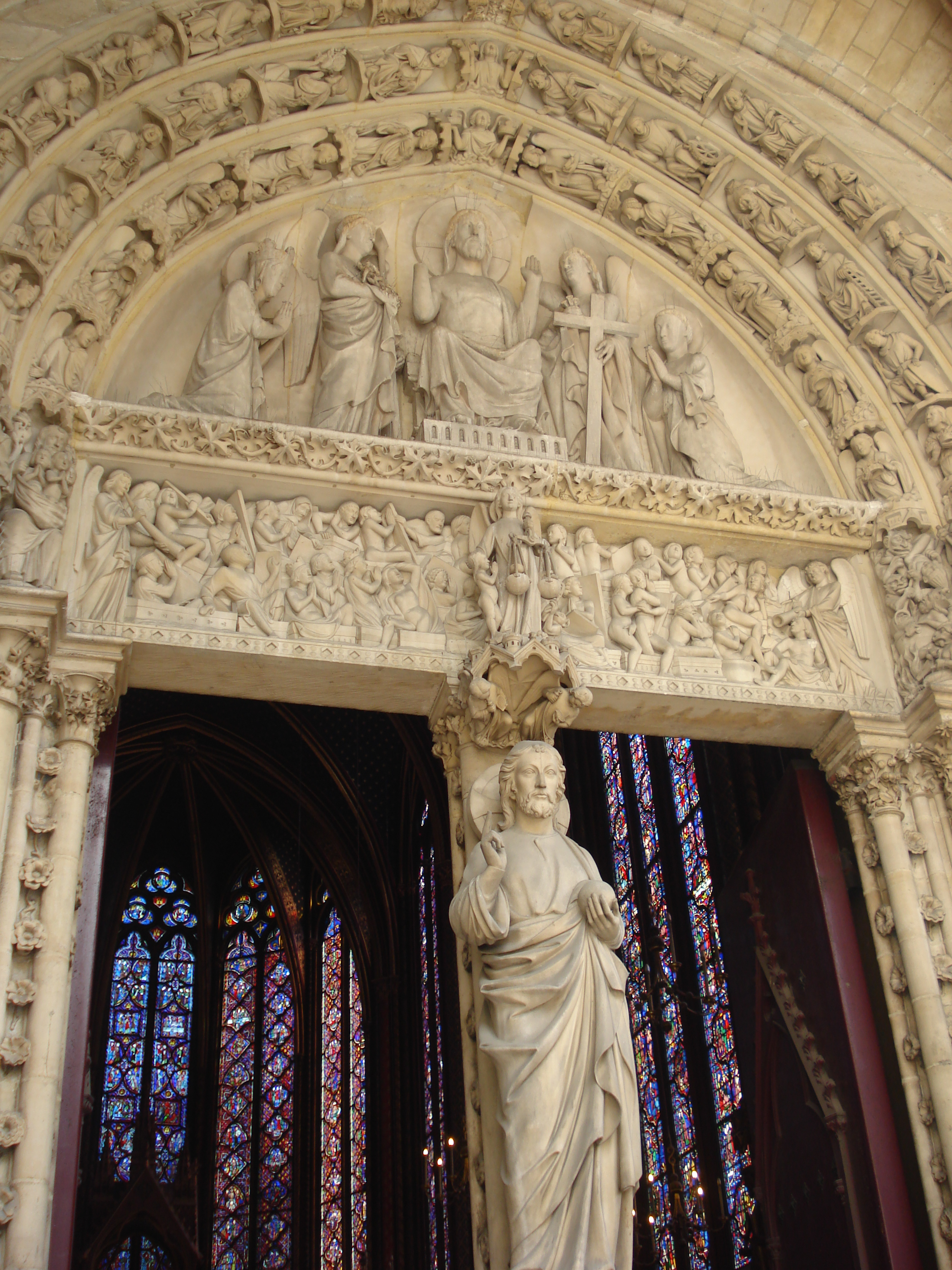
Portail supérieur.

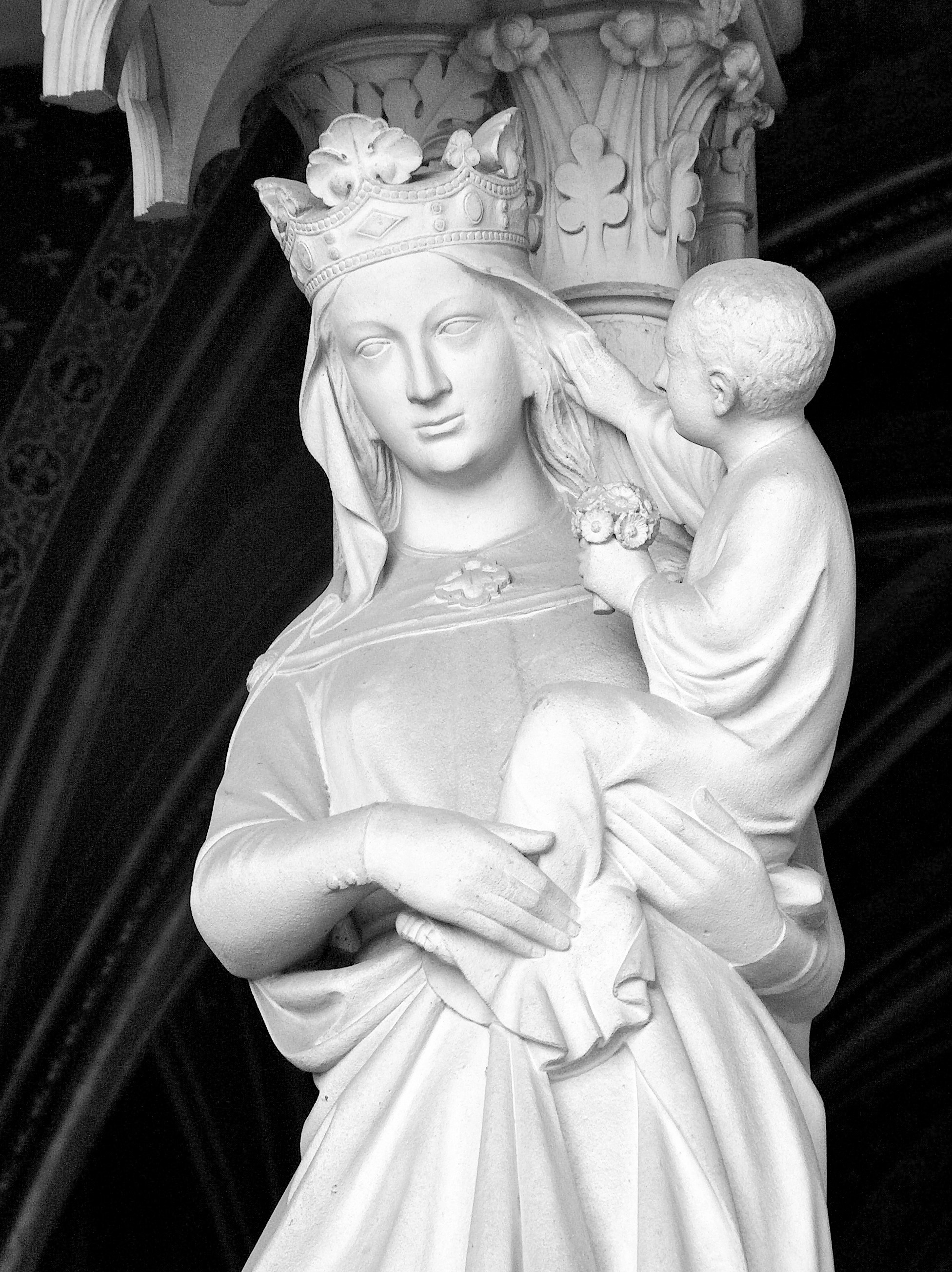
Vierge à l'Enfant au trumeau du portail inférieur.

La façade occidentale s'organise sur quatre niveaux : le pignon flanqué des petites flèches des deux tourelles d'escalier d'angle ; la grande rosace flamboyante des années 1485-1495 qui éclaire la chapelle haute ; et les deux étages du porche qui ne se distinguent que par leur hauteur.
Un effort particulier de décoration a été fait pour les tourelles octogonales et leur flèches, dont celle de l'angle nord-ouest n'est plus complète. Les flèches reposent sur des plates-formes rondes, et leurs arêtes sont garnies de crochets. L'étage supérieur des tourelles est placé en retrait par la précédente, ce qui permet la décoration par des arcatures plaquées, à raison d'une par face. L'avant-dernier étage se situe derrière les clochetons qui amortissent les contreforts, et des portes s'y ouvrent vers une coursière reliant les deux tourelles, en passant derrière une balustrade à jour qui rappelle celle du faux porche sous l'oratoire.
Le pignon est placé en retrait par rapport à cette balustrade ornée de fleurs de lys, et est percé d'une rosace qui éclaire les combles. Le réseau de cette rosace est aujourd'hui limité aux formes d'inscription des cinq trèfles et du pentalobe central. Trois oculi feints entourent la rosace. Ils sont d'une forme particulière qui résulte de la superposition d'un carré et d'un quatre-feuilles, comme les oculi de l'étage des galeries de la nef de Saint-Martin-aux-Bois, et du transept de Saint-Antoine de Compiègne. Les rampants sont garnis de crochets, et reliés aux tourelles par des arcatures à jour sommées de fleurons. Tous ces détails sont difficilement appréciables par le visiteur, qui ne peut guère contempler la façade avec suffisamment de recul. En revanche, l'immense rosace ne peut passer inaperçue. Elle séduit par les formes organiques de son réseau, qui s'articule autour d'un hexalobe central. L'on peut globalement distinguer six festons identiques, qui ont chacun un réseau primaire de trois mouchettes, dont une, symétrique, est accolée à l'oculus central et pointe vers l'extérieur, alors que les deux autres, dissymétriques, sont accolés aux flancs de la première, et pointent vers le centre de la rosace. Le réseau secondaire comporte trois petites mouchettes pour les formes symétriques, et quatre pour les formes dissymétriques. Les écoinçons comportent également des mouchettes, et le réseau plaqué sur les murs restant libres est toujours une variation du même sujet, incontournable à la période flamboyante,.
Les deux niveaux inférieurs de la façade comportent les portails, qui sont un peu cachés par le double porche. L'architecture de celui-ci est avant tout fonctionnelle. Il est épaulé par quatre contreforts regardant vers l'ouest, qui délimitent deux arcades particulièrement étroites, et une arcade largement ouverte. Les deux contreforts encadrant l'arcade centrale sont plus étroits, mais sinon analogues aux contreforts des élévations latérales. Ils se terminent également par des clochetons. Chaque étage se termine par une frise de crochets et une balustrade. Les arcades ont des archivoltes moulurées et s'ouvrent entre deux paires de colonnettes à chapiteaux. Les chapiteaux des arcades étroites se situent largement en dessous de la retombée des arcs, surtout au rez-de-chaussée, où ils sont alignés sur ceux de l'arcade centrale.
Ce qui fait l'intérêt de la partie inférieure de la façade, sont bien sûr les portails. Leur statuaire avait été intégralement détruite à la Révolution, ne laissant subsister que les contours. On doit la reconstitution à Geoffroy-Dechaume, qui a également mené les recherches préalables. La Vierge à l'Enfant du trumeau du portail inférieur était réputée miraculeuse : Vers 1304, le théologien Jean Duns Scot aurait prié devant cette statue, et elle aurait penché sa tête comme signe d'approbation de la théorie de l'Immaculée Conception enseignée par ce Docteur. Le soubassement du trumeau et les stylobates sur lesquels reposent les deux groupes de quatre colonnettes sont couverts de losanges galonnés, où alternent fleurs de lys et châteaux de Castille.
Le tympan représente le Couronnement de la Vierge et est inspiré du portail nord de la façade occidentale de la cathédrale Notre-Dame, ainsi que du portail principal de la basilique de Longpont-sur-Orge. Le Jugement dernier est représenté sur le portail de la chapelle haute. Les principaux éléments iconographiques sont attestés pour le portail d'origine. Un Christ bénissant accueille les fidèles depuis le trumeau. Des cordons de fleurs et de feuillages sont insérés entre les colonnettes, dont les stylobates comportent de petits bas-reliefs avec des scènes de l'Ancien Testament, dont l'histoire de Jonas, non sans rapport avec le sujet principal. Le linteau représente la résurrection générale des morts, avec au milieu, saint Michel procédant à la pesée des âmes et, de part et d'autre, les morts qui soulèvent leur dalle funéraire au son des olifants des anges. À gauche, Abraham reçoit dans son sein les âmes élues, symbolisées par de petits personnages nus. Au tympan, figure le Christ Rédempteur. La Vierge est assise à sa droite, et saint Jean à sa gauche, intercédant pour le sort des âmes. Deux anges agenouillés tiennent des instruments de la Passion (Couronne d'épines et Lance à gauche, Croix et Clous à droite). Les trois voussures de l'archivolte contiennent seize anges qui conduisent les âmes au ciel, apportent des couronnes, et tiennent des encensoirs, puis deux groupes d'élus : dix martyrs qui montrent les instruments de leurs souffrances, et les douze Apôtres. Le baron Ferdinand de Guilhermy loue la patience et l'adresse du sculpteur, et rapporte que le portail était jadis célèbre parmi les hermétistes, et que de singulières interprétations ont été livrées dans les traités de sciences occultes. Les vantaux d'origine subsistent, mais leur état de conservation a motivé la mise en place de copies. Ils présentent un arc ogival avec crossettes et fleuronLeniaud et Perrot 1991, p. 32-33,.

### Chapelle basse

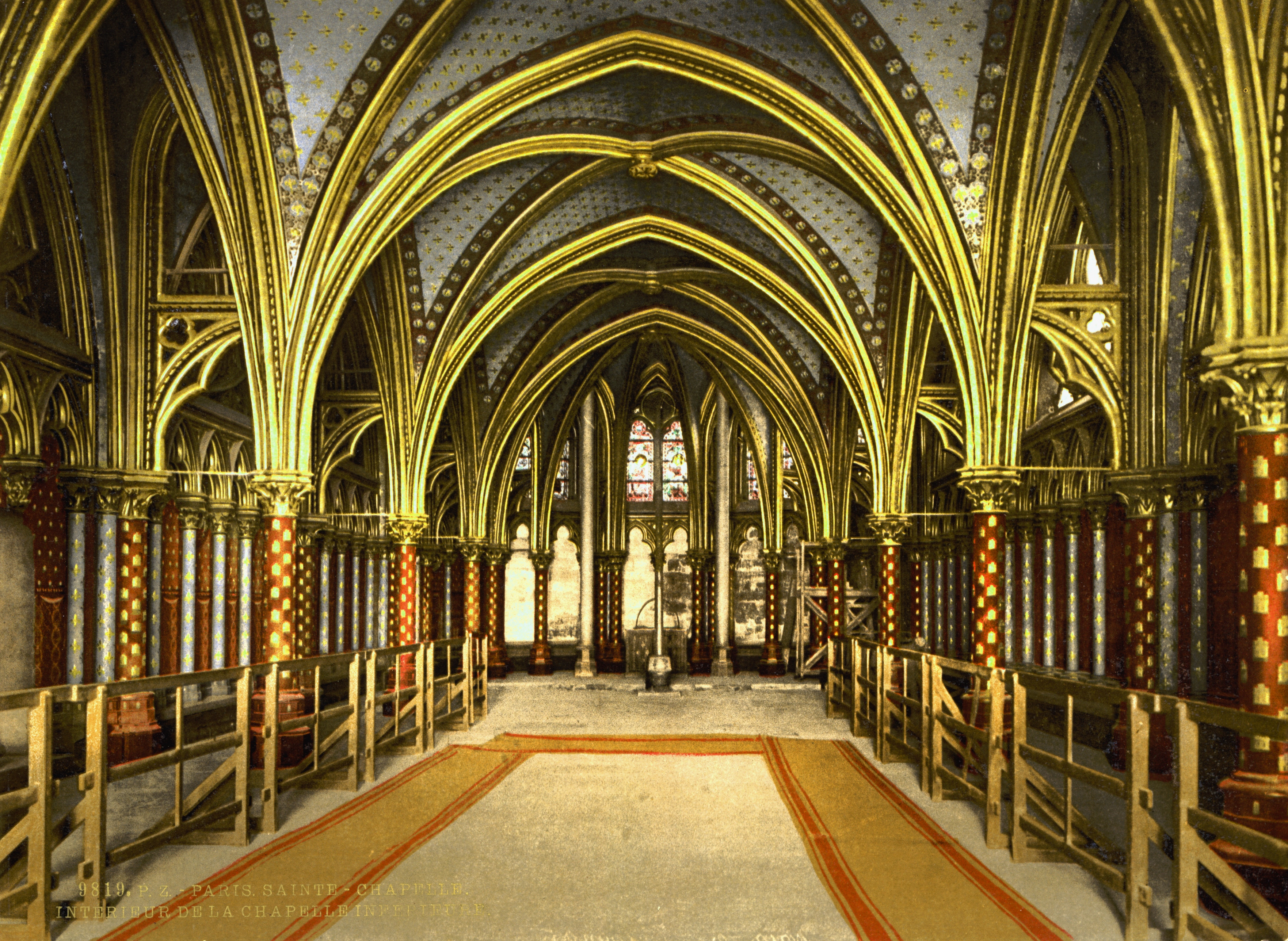
Vue à la fin du XIXe siècle.

L'ambiance sombre de la chapelle basse et ses proportions évoquent une crypte, mais la finesse des supports contraste avec cette impression, et le décor montre la même élégance que dans la chapelle haute. Comme l'exprime Jean-Michel Leniaud : « tout y est précieux et délicat : mouluration des socles, proportions des colonnes, sculpture des chapiteaux à crochets et végétaux, dessin des tailloirs, profil des nervures qui s'interpénètrent à la retombée, évidement des étrésillons qui supportent la voûte centrale, originalité du réseau des baies de la nef ». Afin que la chapelle basse puisse supporter le poids de la chapelle haute, chacun des piliers est dédoublé par une colonne isolée, placé à peu de distance à l'intérieur de la nef et de l'abside. Il en résulte des faux bas-côtés et un pseudo-déambulatoire comme à Morienval : dans les deux cas, l'écart entre murs et colonnes est trop faible pour permettre une circulation sans encombre, et la seule raison d'être de l'enfilade de colonnes est la consolidation de l'ensemble. Les faux bas-côtés et le pseudo-déambulatoire sont voûtés d'ogives indépendamment, et leurs voûtes sont si étroites que les arcades séparant leurs travées sont presque invisibles entre les voûtains. Ce que l'on aperçoit, sont les étrésillons sous la forme d'une demi-arcade à tête tréflée, aux écoinçons ajourés. Deux barres de fer relient en outre chacune des colonnes aux piliers engagés dans les murs. Les colonnes libres ont des chapiteaux aux tailloirs en forme d'étoile à huit branches, car le nombre de nervures à supporter est de huit : quatre ogives et quatre doubleaux. L'interpénétration des nervures est rendu nécessaire en raison de la petite dimension des tailloirs. Le profil est d'un tore aminci en forme d'amande, accompagné de deux tores pour les ogives, et de quatre tores pour les doubleaux,.
Du côté des murs, les ogives et doubleaux retombent sur des faisceaux d'une colonne au tailloir à bec et de quatre colonnettes, dont deux sont sans rapport avec le voûtement et font partie des arcatures plaquées du soubassement des fenêtres. Les formerets se fondent dans ces arcatures. Elles sont au nombre de cinq par travée, et retombent sur un total de cinq colonnettes en délit moyennant des tailloirs octogonaux. Des têtes tréflées sont inscrites dans les arcs en tiers-point, et des trèfles sont percés dans les écoinçons. Les socles reposent sur des bancs de pierre au droit des murs. Les fenêtres, poussées haut sous les voûtes à l'instar des fenêtres hautes d'une petite église à trois niveaux d'élévation, sont presque triangulaires sur les élévations latérales. Leur réseau primaire est formé justement par un triangle aux côtés curvilignes, dans lequel s'insère un oculus rond. Le réseau secondaire comporte un hexalobe pour l'oculus, deux trèfles pour les parties du triangle restées libres, et deux têtes tréflées pour les écoinçons en dessous du triangle, à gauche et à droite. Tout comme pour les nervures des voûtes, les arcatures plaquées et les voûtes, la mouluration est torique, ce qui confère une grande cohérence à l'ensemble de la chapelle. L'abside présente des fenêtres aux proportions plus conventionnelles, car l'étroitesse des sept pans leur donne des piédroits, qui manquent sur les fenêtres triangulaires. Néanmoins très petites, les sept fenêtres de l'abside sont pourvues d'un remplage de deux lancettes dans lesquelles s'inscrivent des têtes trilobées, les meneaux étant porteurs de chapiteaux. Les deux lancettes sont surmontées d'un hexalobe. À gauche de l'abside, l'on aperçoit une piscine liturgique reconstituée par Bœswillwald, et dont il est incertain si elle reprend une disposition d'origine,.
La polychromie architecturale avec ses teints très intenses marque profondément la Sainte-Chapelle. Elle est destinée à mettre en valeur les vitraux, qui dans la chapelle basse ont tous été arrachés en 1691 et remplacés par du verre blanc. Pour masquer les dégâts occasionnés par l'inondation de 1690, les murs avaient été badigeonnés à la même époque. Depuis la restauration dirigée par Bœswillwald, ils éclatent de nouveau en rouge et bleu, et l'or est utilisé pour rehausser toute la mouluration, les chapiteaux et clés de voûte. De petits motifs en or sont appliqués sur les voûtes, sur les colonnes et sur les murs ; ce sont essentiellement des fleurs de lys, des châteaux de Castille en référence à Blanche de Castille, et des motifs végétaux sur les écoinçons des arcades. Cette décoration est basée sur les vestiges retrouvés, à l'exception des fausses tapisseries des arcatures, qui ont été imaginées par Bœswillwald. Elles ne correspondent pas au projet élaboré par Lassus, qui avait voulu un quadrillage en diagonales, à l'imitation des fonds de manuscrits. Les vitraux actuels sont l'œuvre de Steinheil, et font recours à la technique de la grisaille. Steinheil a également restitué les médaillons, qui se trouvaient initialement au milieu de chaque série d'arcatures. Très peu de vestiges ont subsisté de ces peintures du XIIIe siècle enrichies d'incrustations en pâte de verre et de verroteries ; dans l'abside, on a dégagé en 1849 une Annonciation, ainsi qu'une Vierge à l'Enfant entourée de deux anges. Ces deux médaillons ont été repeints après analyse chimique, mais les autres peintures du chevet étaient trop effacées pour deviner leurs motifs. Les douze médaillons de la nef représentent les Apôtres, et tiennent lieu de croix de consécration. Ce ne sont apparemment pas de véritables reconstitutions, mais le sujet des Apôtres était une donnée sûre, et l'iconographie est essentiellement tirée du missel de Saint Louis. Quant au sol, il était encore recouvert de pierres tombales à la fin de la restauration du milieu du XIXe siècle, mais il a été refait depuis,. La chapelle basse est aujourd'hui utilisée comme boutique de souvenirs du Centre des monuments nationaux, et n'est apparemment pas perçue comme suffisamment intéressante pour justifier une mise en valeur. L'éclairage parcimonieux renforce l'ambiance de crypte, alors que le caractère sombre de la chapelle est en grande partie imputable aux bâtiments contigus du palais de justice, et non un souhait de l'architecte.

Chapelle basse
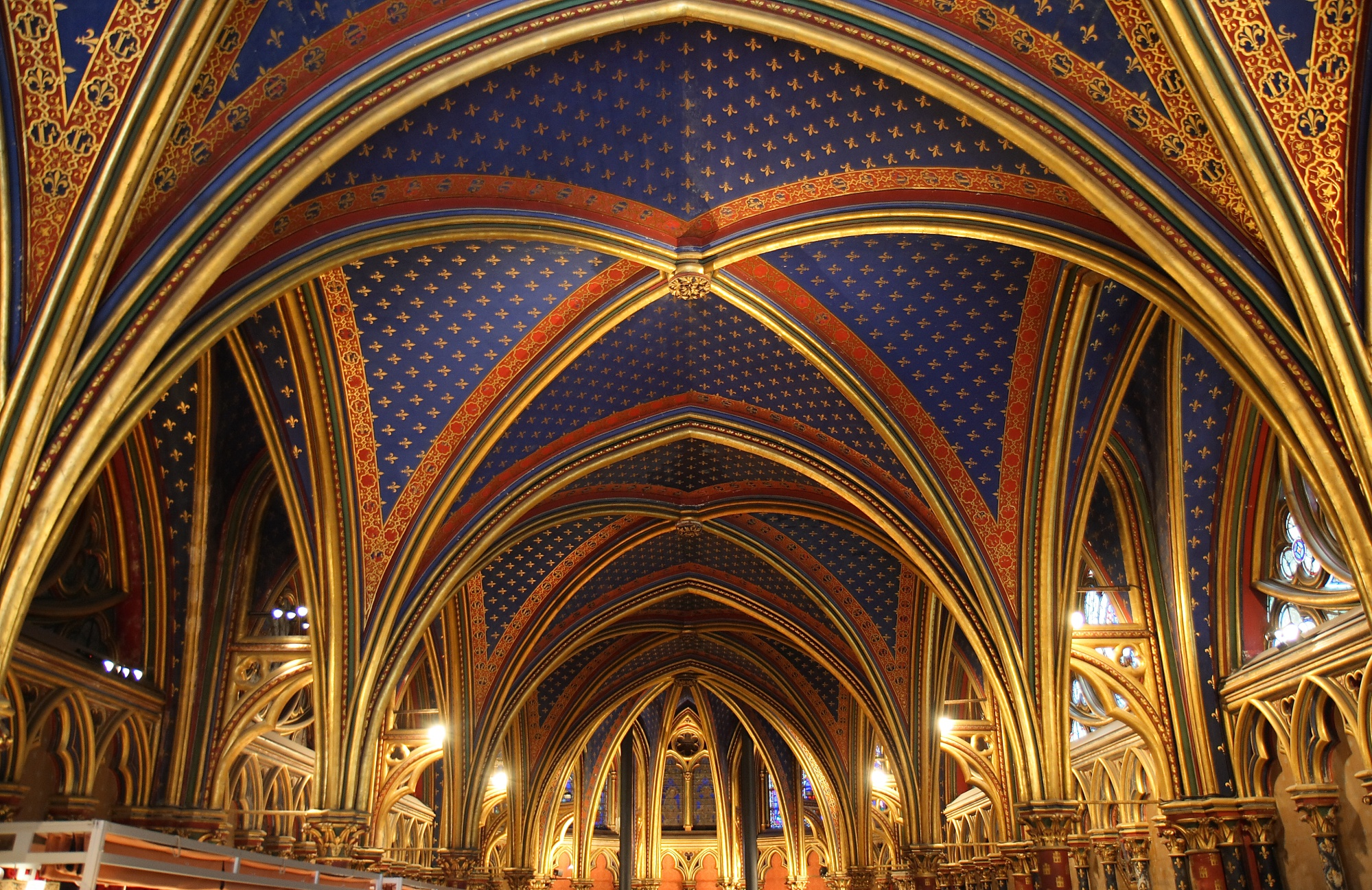
Plafond de la chapelle basse.
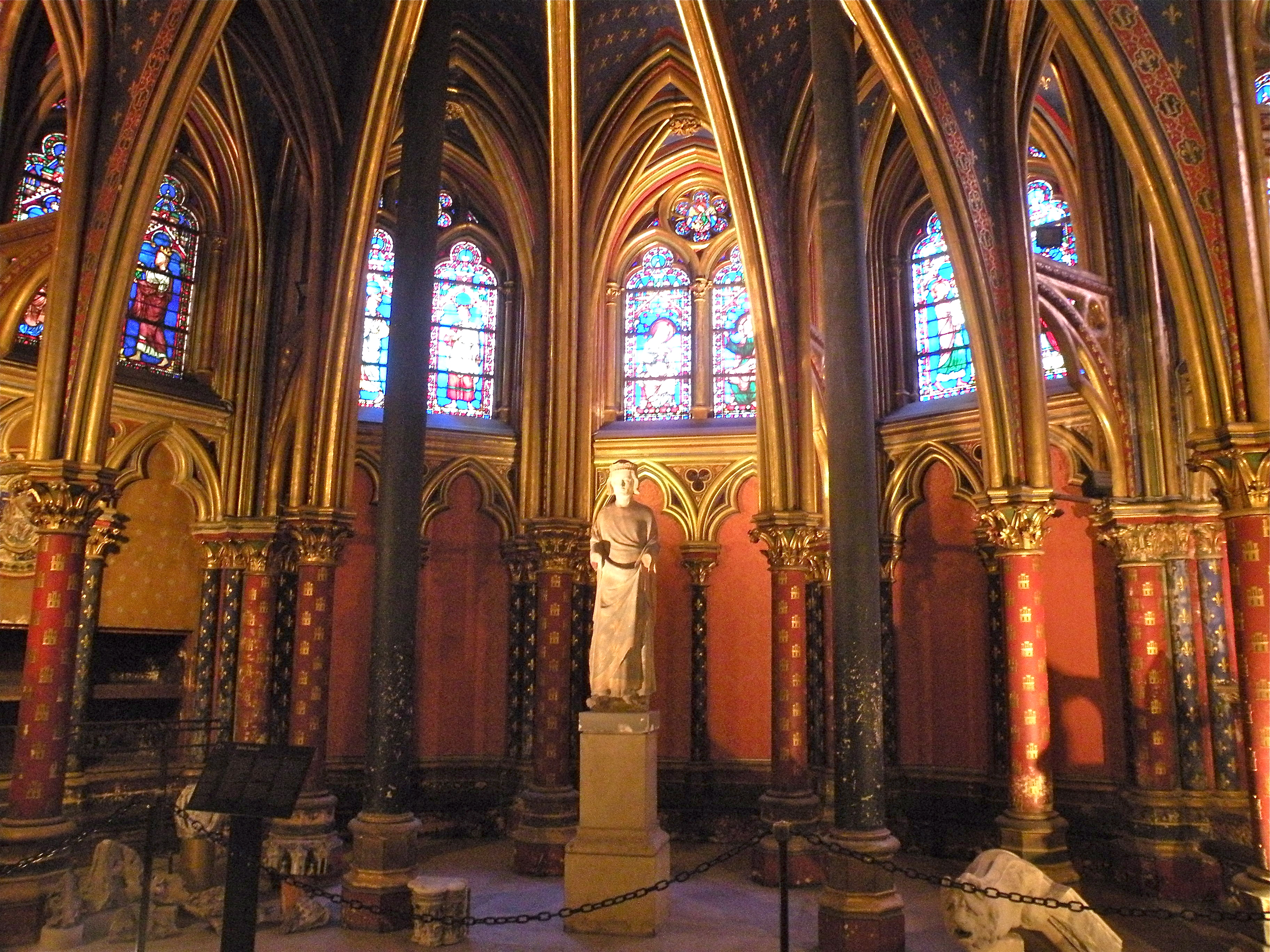
Abside de la chapelle basse.
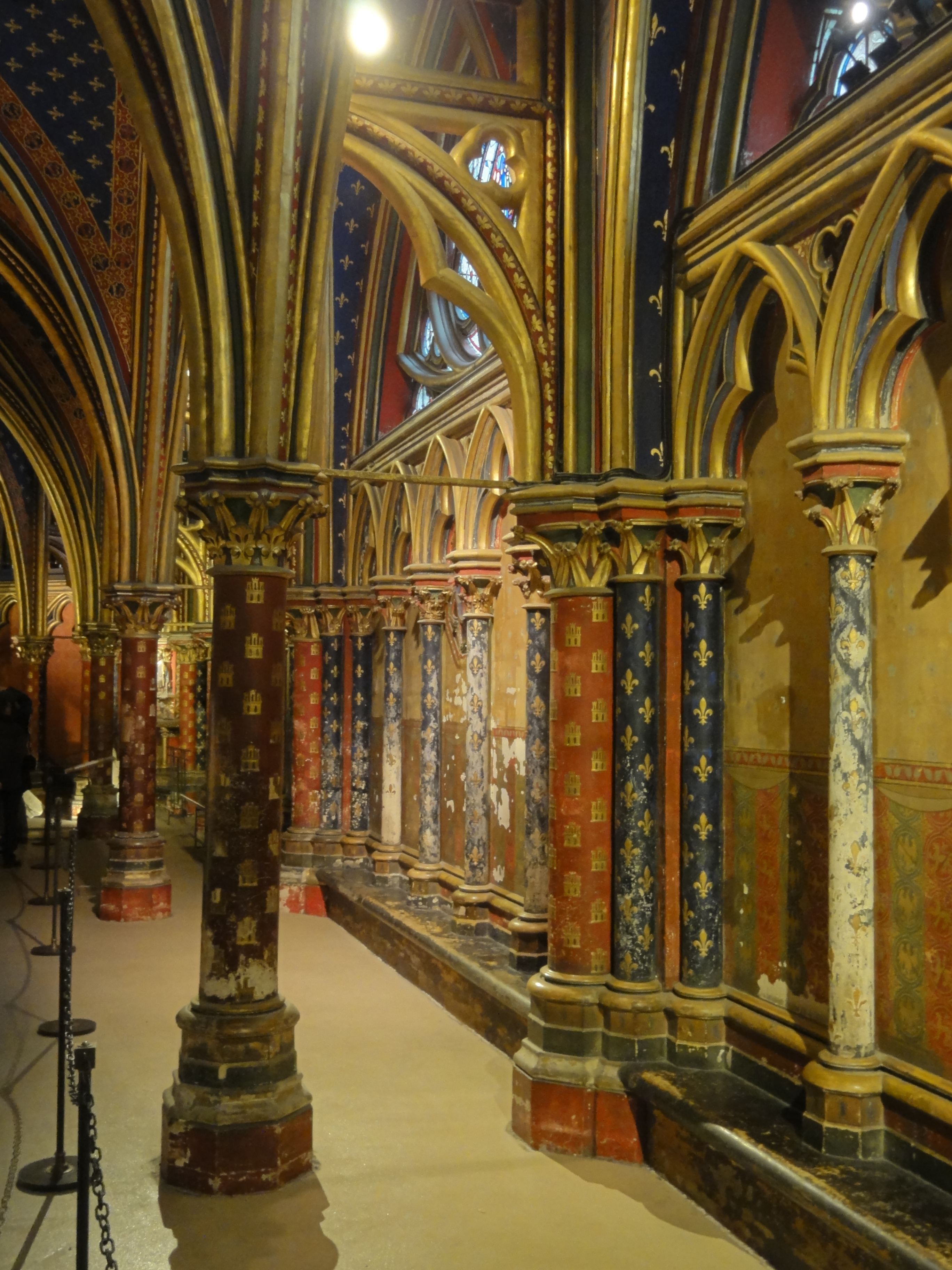
Faux bas-côté sud.
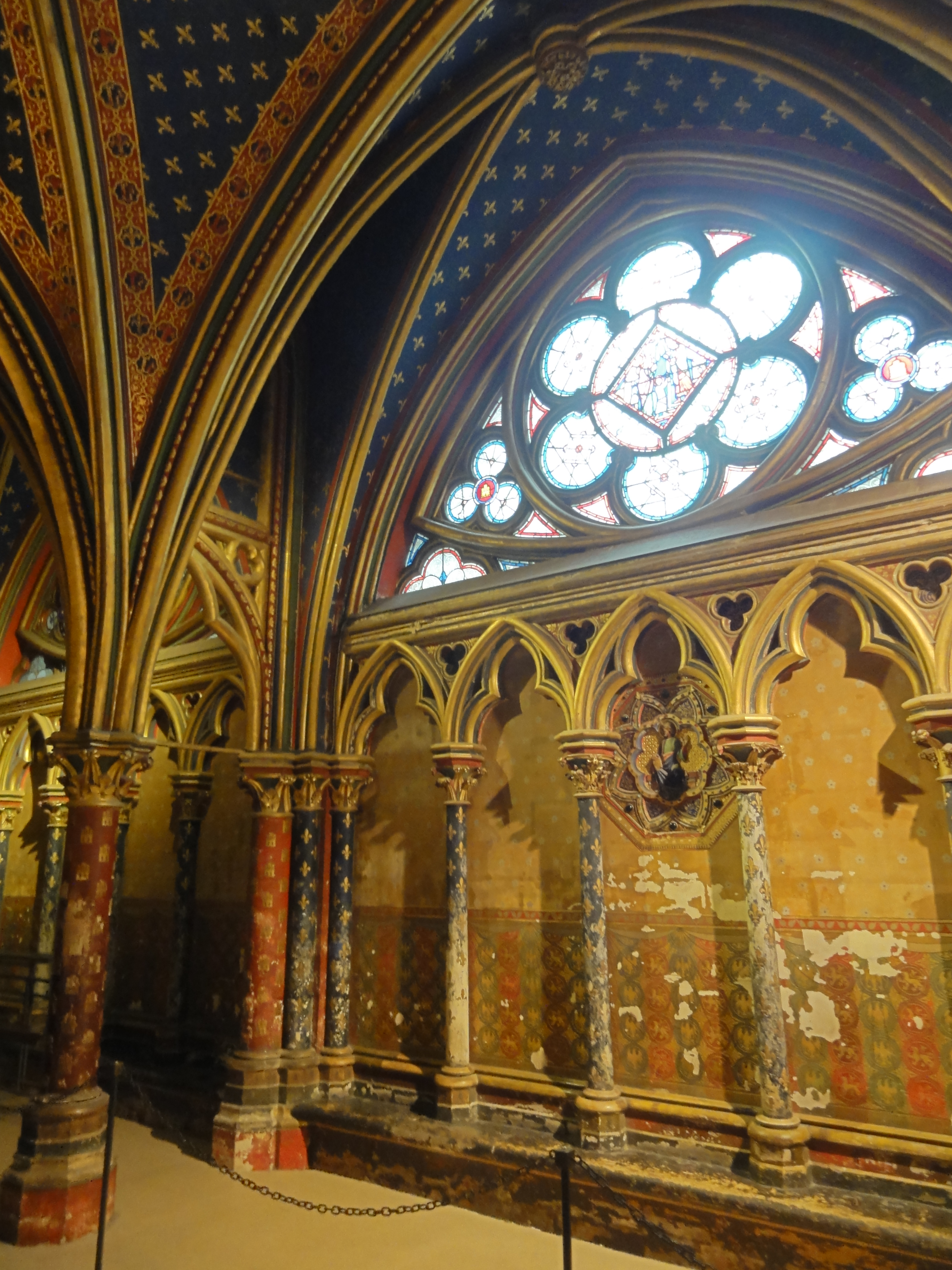
3e travée, côté sud.
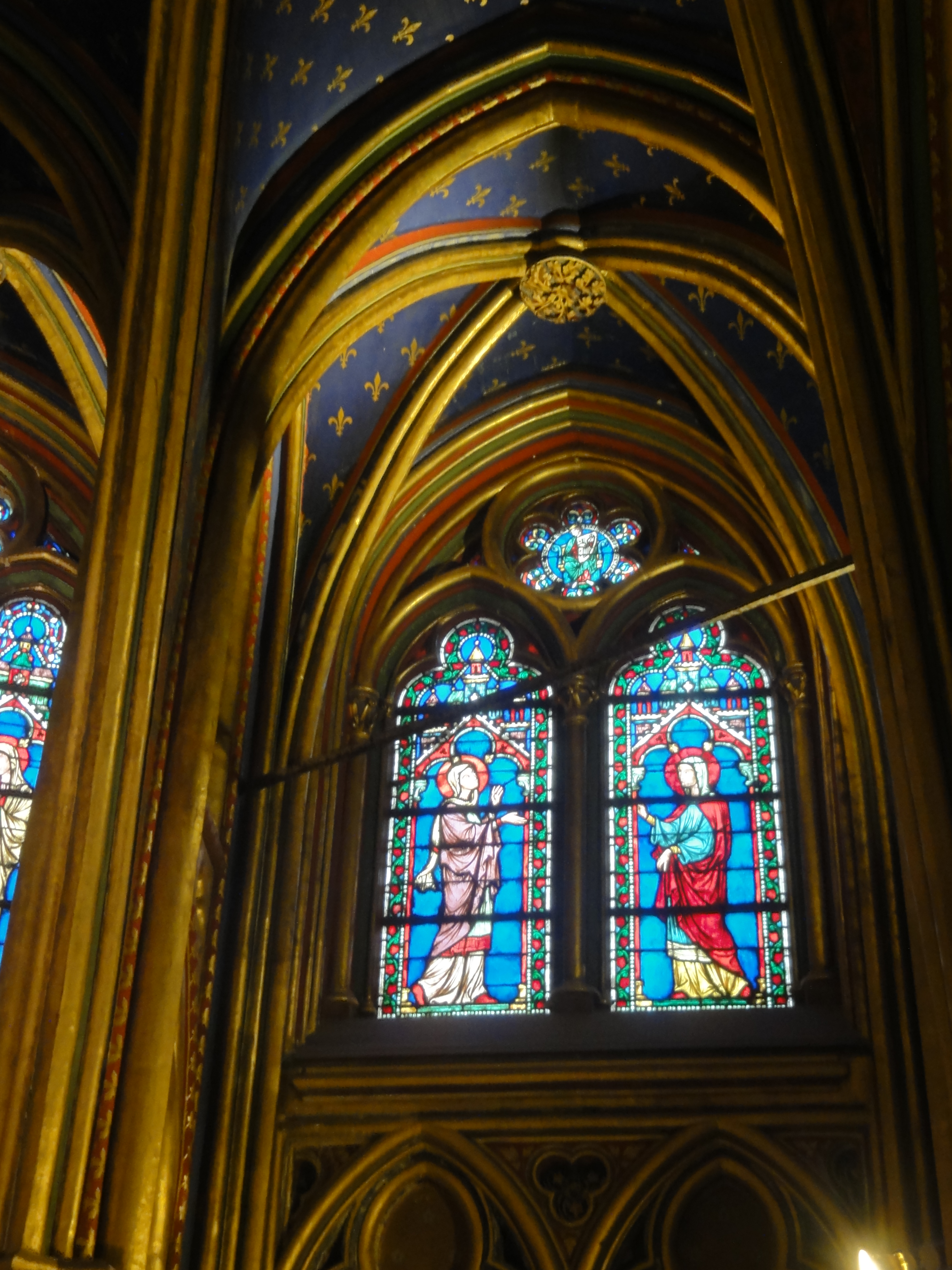
Fenêtre de l'abside.
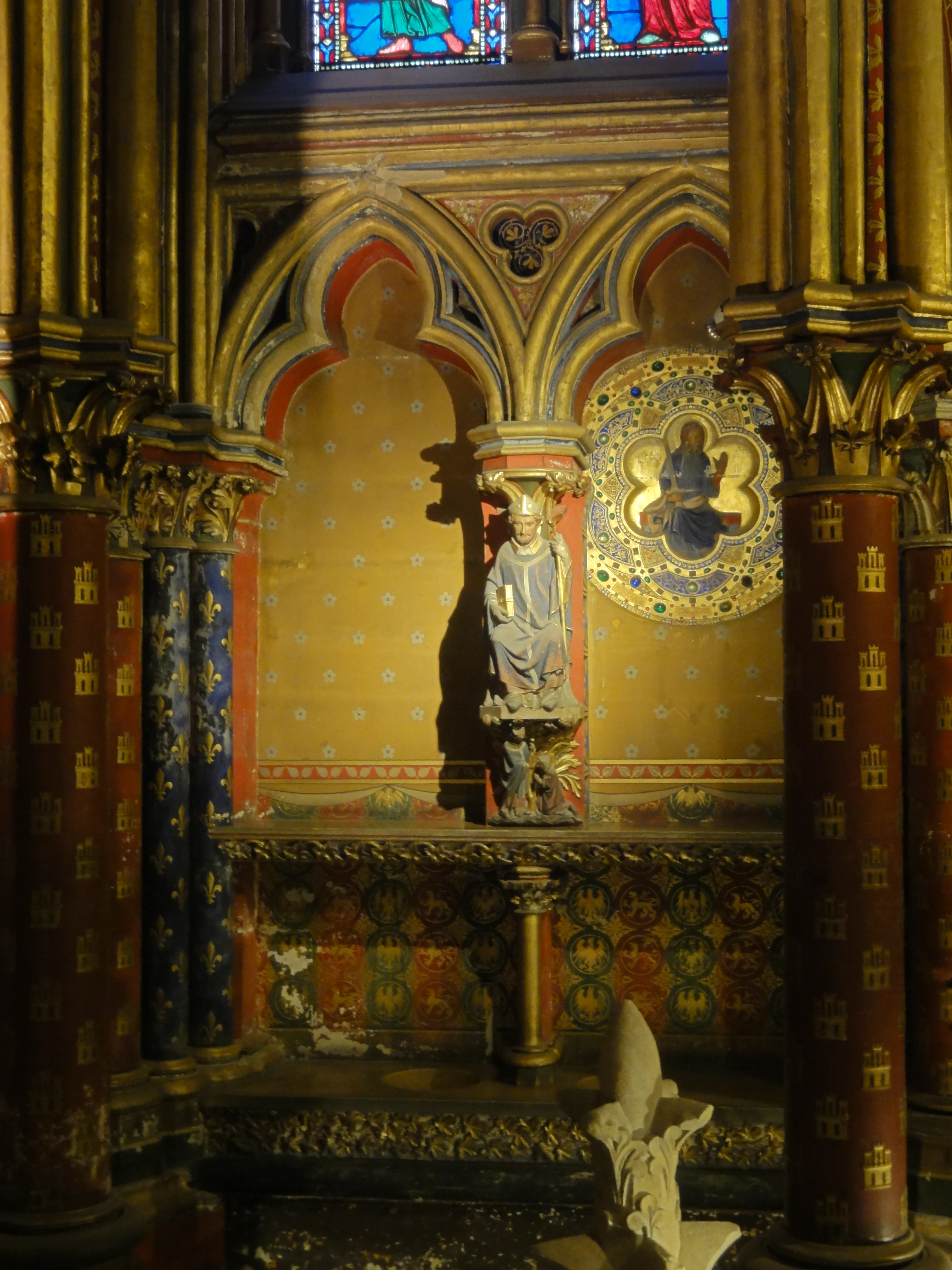
Piscine reconstituée.
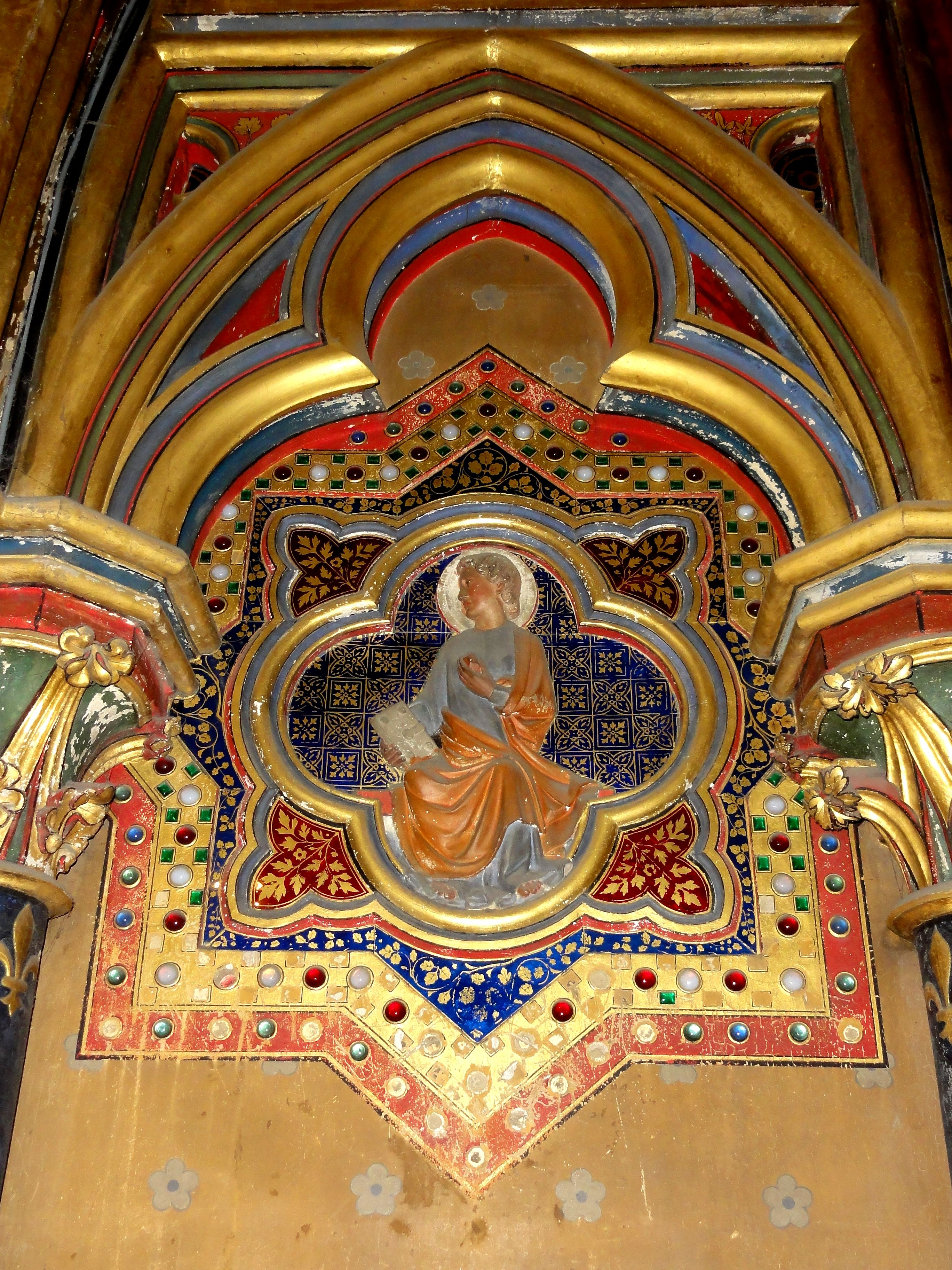
Médaillon côté ouest.
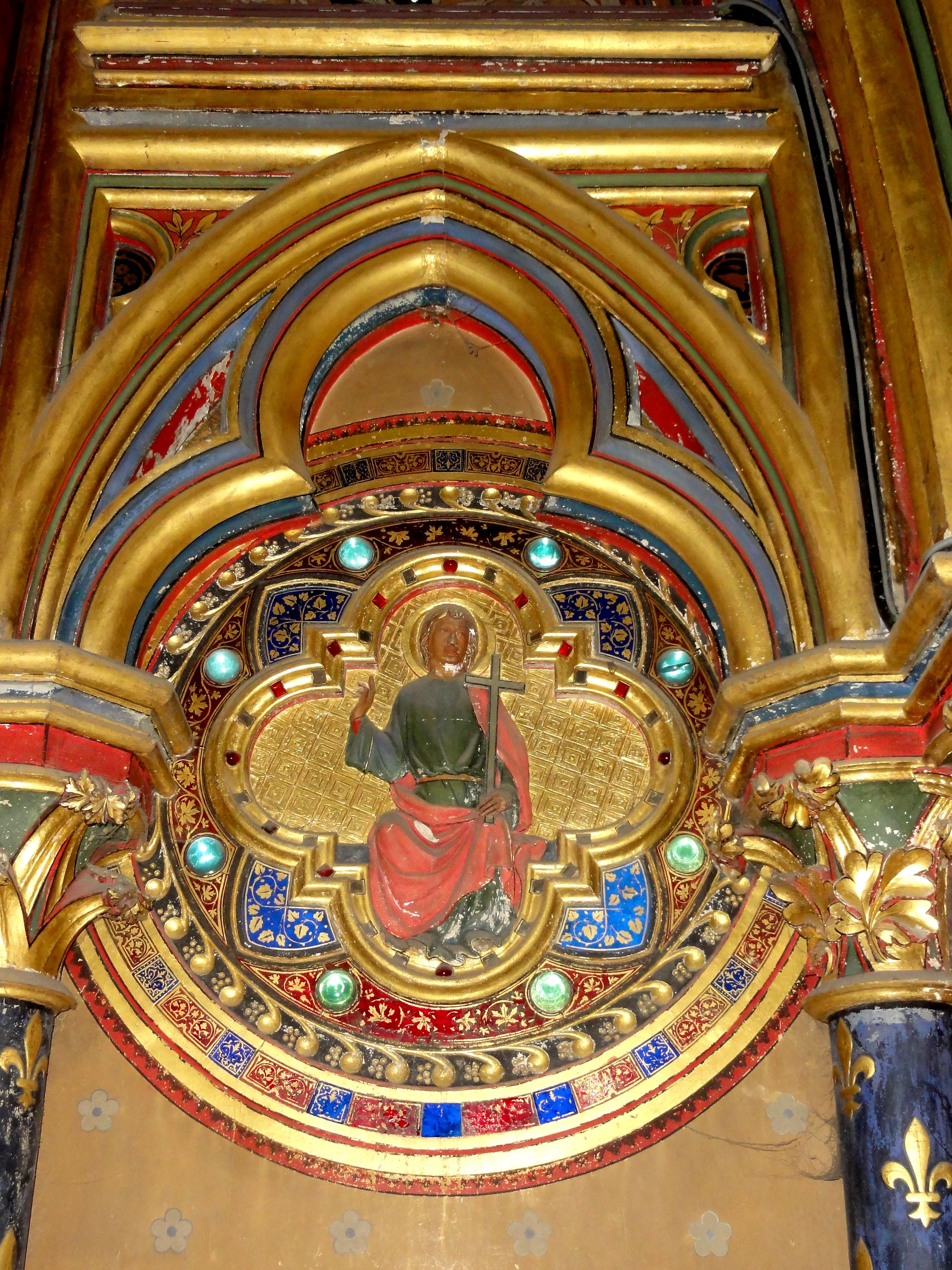
Médaillon côté ouest.

### Chapelle haute

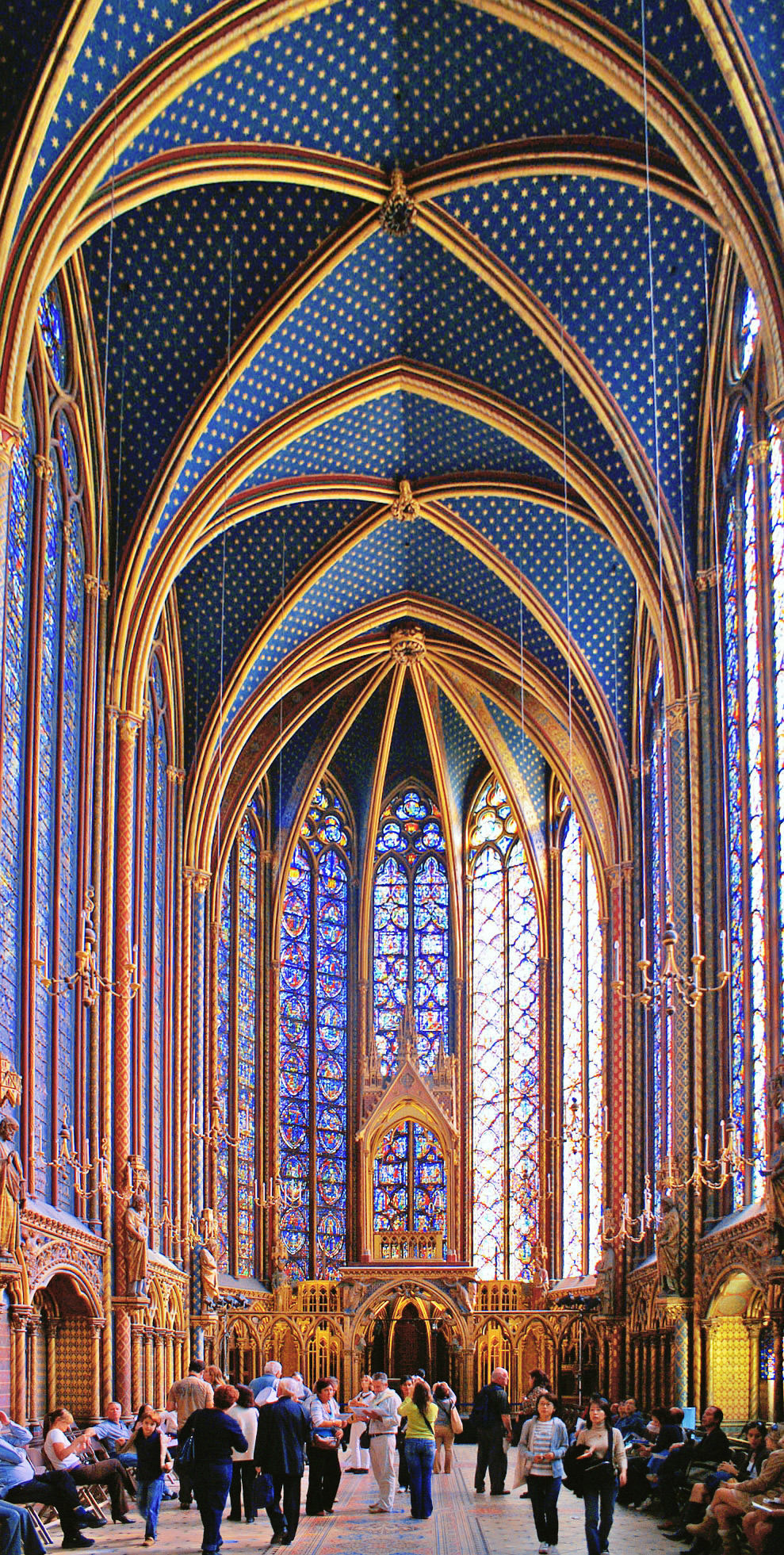
La Chapelle haute.

La multitude et l'intensité des couleurs marquent le plus l'ambiance de la chapelle haute, ainsi que son élégance et sa hauteur, qui équivaut à presque deux fois sa largeur. Bien que lumineuse, la chapelle haute n'est généralement pas inondée de lumière, car les vitraux du XIIIe siècle sont semi-opaques. L'élévation est beaucoup plus simple et plus clairement structurée que dans la chapelle basse, et toute l'architecture de la Sainte-Chapelle a été pensée pour permettre ce grand espace unique encombré par aucun pilier libre, qui met en exergue la verticalité des parois presque entièrement évidées. Comme le présage l'agencement extérieur, aucun intervalle ne reste entre les colonnettes des fenêtres et celles des supports de la voûte. C'est sans doute pour renforcer l'effet de dématérialisation que le maître d'œuvre n'a fait aucune concession à l'esthétique de l'extérieur de la chapelle, et n'a pas poussé les vitraux vers l'extérieur pour faire apparaître les contreforts moins saillants. Il n'y a donc pas de coursière en bas des fenêtres, et leur réseau n'est pas dédoublé comme à Saint-Germain-en-Laye, ce qui aurait donné un effet de profondeur qui n'était apparemment pas voulu. Ce parti peut passer pour conservateur pour les années 1240, mais c'est la simplicité qui a été recherchée, et non la multiplication des perspectives en fonction de la position qu'adopte le spectateur, caractéristique de la plupart des grands édifices gothiques. Certaines astuces ont néanmoins été utilisées pour faire paraître le vaisseau plus long : les deux pans droits de l'abside sont de 35 cm plus étroits que les autres et ne se découvrent qu'en approchant, et les fenêtres de l'abside sont moins hautes que les autres : elles mesurent 13,45 m au lieu de 15,35 m. Le chevet paraît donc plus éloigné du portail occidental qu'il ne l'est réellement. En même temps, l'étroitesse des pans de l'abside et le rapprochement des voûtains fortement saillants, agissant comme des abat-jour, auraient fait perdre de vue les sommets des fenêtres si celles-ci étaient plus hautes. La différence de hauteur des fenêtres ne se voit pas facilement, ni la forme bombée des voûtains de l'abside qui en résulte. La largeur des fenêtres latérales est de 4,70 m, et celle des baies du chevet de 2,10 m,.

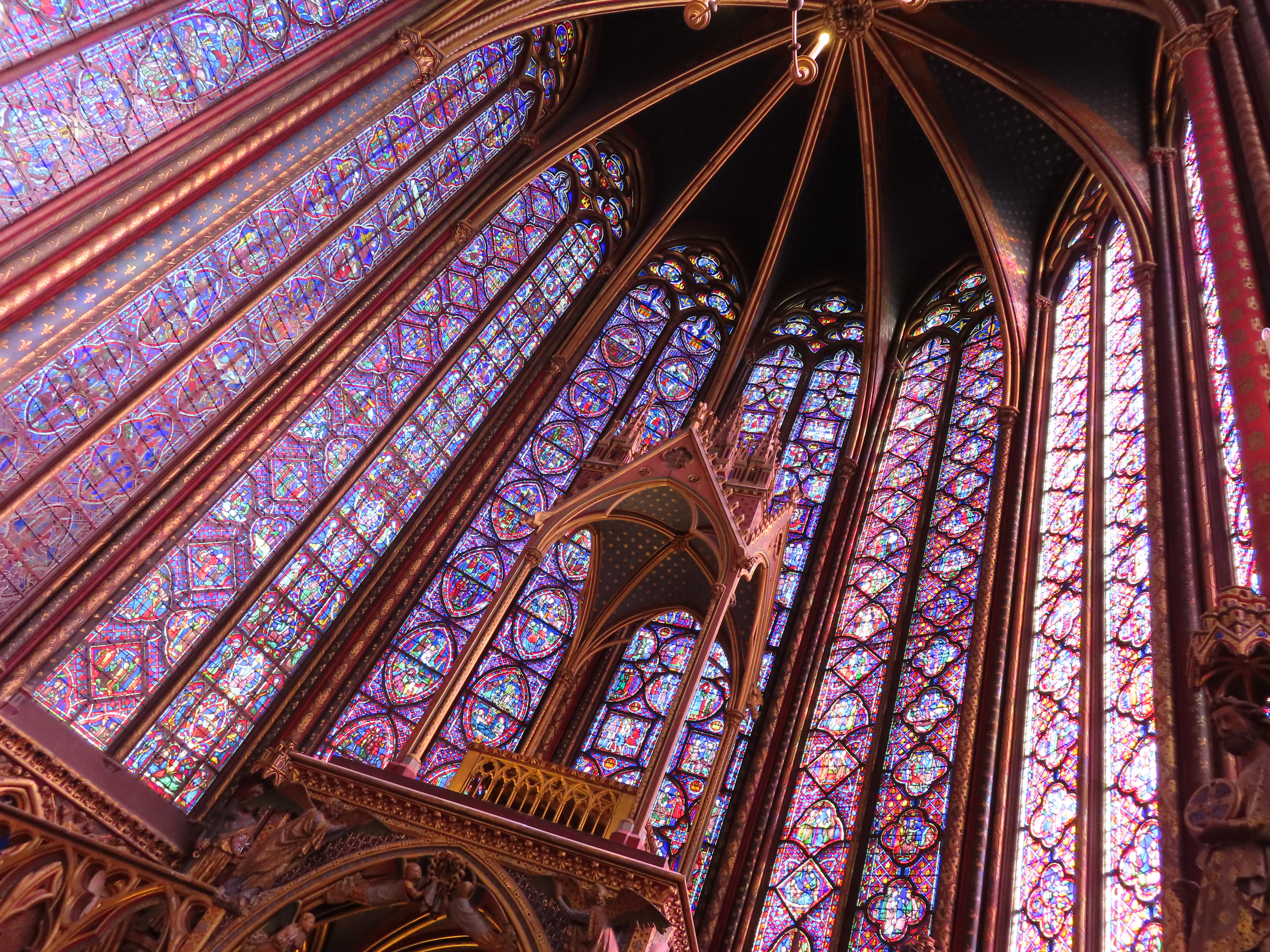
La Chapelle haute de la Sainte-Chapelle

Les fenêtres s'inscrivent directement dans les formerets, dont les chapiteaux sont situés plus haut que celles des ogives et doubleaux, ce qui est fréquent. Ils sont presque aussi petits que les chapiteaux ronds des fenêtres, alignés sur les premiers. Le réseau primaire et le réseau secondaire disposent tous les deux de chapiteaux, ce qui donne trois chapiteaux qui se côtoient à gauche et à droite (avec ceux des formerets) et trois également pour le meneau central. Celui-ci est commun aux deux lancettes qui forment le réseau primaire, et qui sont surmontées d'un oculus dans lequel s'inscrit un hexalobe, motif commun avec la chapelle basse. Le réseau secondaire des grandes lancettes se compose de deux lancettes aux têtes trilobées, surmontées d'un quatre-feuilles, les écoinçons étant ajourés. Les baies de l'abside sont différentes, et présentent deux lancettes aux têtes trilobées non inscrites, surmontées de trois trèfles. — Les voûtains sont peints en bleu et rehaussés de petites étoiles d'or, et non de fleurs de lys comme au rez-de-chaussée. Le profil des ogives et doubleaux est analogue à la chapelle basse, et ils retombent sur des colonnettes de deux diamètres différents, un peu plus forts pour les doubleaux. En comptant les colonnettes des formerets et des fenêtres, l'on relève quatre diamètres différents. Cet ajustement au strict nécessaire est caractéristique de la virtuosité de la période rayonnante, et permet globalement de réduire l'envergure des supports. Le recours systématique aux fûts monolithiques va dans le même sens. Les chapiteaux des ogives et doubleaux sont disposés à bec, et ceux des ogives sont placés de biais afin de s'orienter directement vers les ogives, disposition qui est connue dès la fin de la période romane,.
Le décor peint des supports est plus complexe qu'au rez-de-chaussée, et date en grande partie d'origine. Les Apôtres qui font partie intégrante du programme symbolique ne le sont plus : les six statues d'origine qui avaient retrouvé leur place après leur restauration au milieu du XIXe siècle ont rejoint les autres au musée de Cluny. Les experts ont longtemps débattu si les Apôtres ne sont pas un peu postérieurs à la chapelle, et leur style perçu comme « moderne » par les révolutionnaires les aurait sauvés, mais quelques-uns ont indéniablement la facture des années 1240. Or, toutes les statues portent une croix de consécration et ont donc dû exister en 1248, mais elles sont peut-être l'œuvre de deux artistes différents. Les tentures peintes sous les arcatures plaquées ont été imaginées par Lassus, et les médaillons sur le thème du martyre ont été restaurés, et en partie entièrement refaits, par Steinheil. Les arcatures sont plus élaborées que dans la chapelle basse, et reprennent le motif du réseau secondaire des fenêtres latérales de la chapelle haute. Ce sont trois arcades en tiers-point, réséquées chacune dans deux lancettes aux têtes trilobées, qui sont surmontées d'un trèfle. Une frise de feuillages court en dessous du seuil des fenêtres, et des cordons de feuillages surmontent les arcades. Les écoinçons sont garnis de bustes d'anges en haut-relief. Un décor exubérant existe également au revers de la façade occidentale, où une coursière protégée par une balustrade relie les deux tourelles d'escalier, au pied de la grande rosace flamboyante de 9,00 mètres de diamètre. Le portail s'ouvre sous une arcade brisée, et deux arcades plus étroites en tiers-point la flanquent. Les tympans de ces trois arcades ont été peints par Steinheil, qui n'a pu s'appuyer sur rien d'existant, car la présence de la tribune d'orgue avait fait que ce mur fût resté vierge. Les motifs sont les trois scènes de sacrifice de l'Ancien Testament ; un Christ bénissant flanqué d'anges en prière et encadré des prophètes Isaïe et Jérémie ; puis les trois figures du sacrifice de la Croix : l'immolation de l'Agneau pascal ; le sang sur les maisons des Hébreux (afin que l'ange de la mort épargne les premiers-nés) ; et le serpent d'airain de Moïse dans le désert. — Le dallage du sol a été conçu par Lassus d'après des dessins de Steinheil, mais réalisé par Bœswillwald. Il est constitué de pierre dure gravée en creux, où ont été incrustés des mastics de couleurs variées. Dans la nef, des rinceaux encadrent des oiseaux, des quadrupèdes et des emblèmes héraldiques, et dans l'abside, ont été représentés les quatre fleuves du paradis comme symbole de la grâce divine, ainsi que les sept sacrements qui jaillissent comme des sources d'un rocher.
Au milieu de l'abside, s'élève la tribune des reliques, qui avait été entièrement démontée à la Révolution. Le baldaquin de pierre qui surmontait la châsse avait été transporté à Saint-Denis, et l'un des escaliers en bois et des fragments des arcatures étaient restés au couvent des Petits-Augustins après la suppression du musée des Monuments français. Ces restes ont été récupérés par Duban et Lassus, et installé de nouveau à leur emplacement authentique, où les parties manquantes ont été refaites dans un long et patient travail qui a duré de 1843 à 1850. Ce long délai s'explique par la difficulté de définir tous les détails. En effet, le Pontifical de Poitiers du duc de Bedford et une gravure de Nicolas Ransonnette étaient les seules sources iconographiques connues, et ont aidé à préciser le projet. Les arcatures latérales sont de toute façon analogues à celles des soubassements des fenêtres, mais la plate-forme centrale possède une décoration particulièrement riche. Concernant les six anges sur les écoinçons des arcades qui la supportent, ils ne figurent pas sur les représentations anciennes, et l'on n'est pas certain s'ils correspondent à des vestiges lapidaires retrouvés, où s'ils sont une fantaisie des restaurateurs. Ce sont en tout cas des œuvres d'une qualité incontestable. La raréfaction des crédits à partir de 1850 a empêché la réalisation de la grille de clôture, du maître-autel et de la grande châsse. Ainsi, le baldaquin, symbole du pouvoir royal, n'a jamais retrouvé sa fonction, et le programme symbolique de la décoration, dont font partie les vitraux, les Apôtres et les scènes de martyres des médaillons, reste incomplet sans les bas-reliefs de la grande châsse : avec les scènes de la Crucifixion, de la flagellation et de la Résurrection du Christ, ils marquaient son aboutissement. L'autel provisoire utilisé pour les messes d'institution de la magistrature a été démonté et est stocké dans les combles.

Chapelle haute
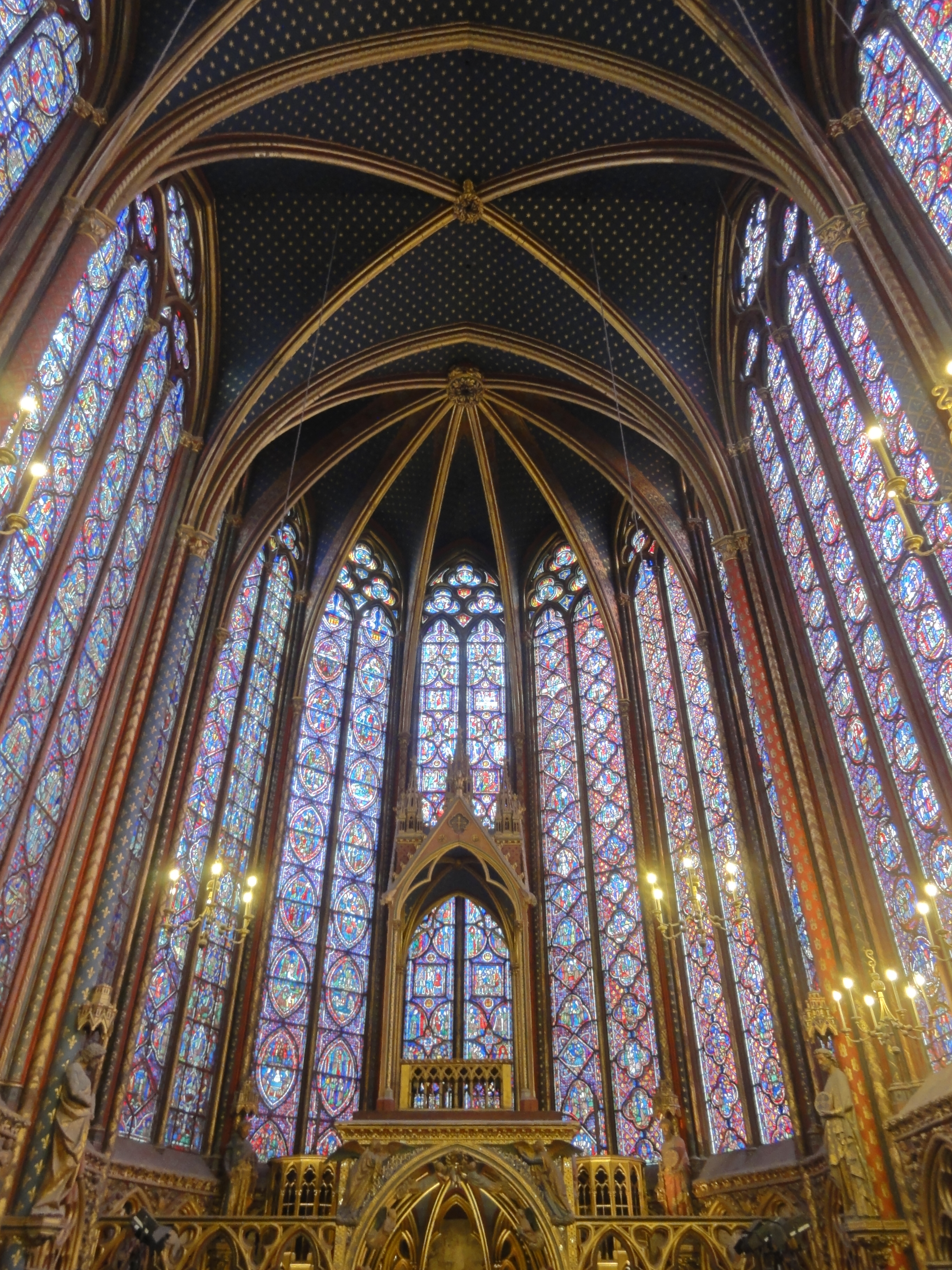
Abside.
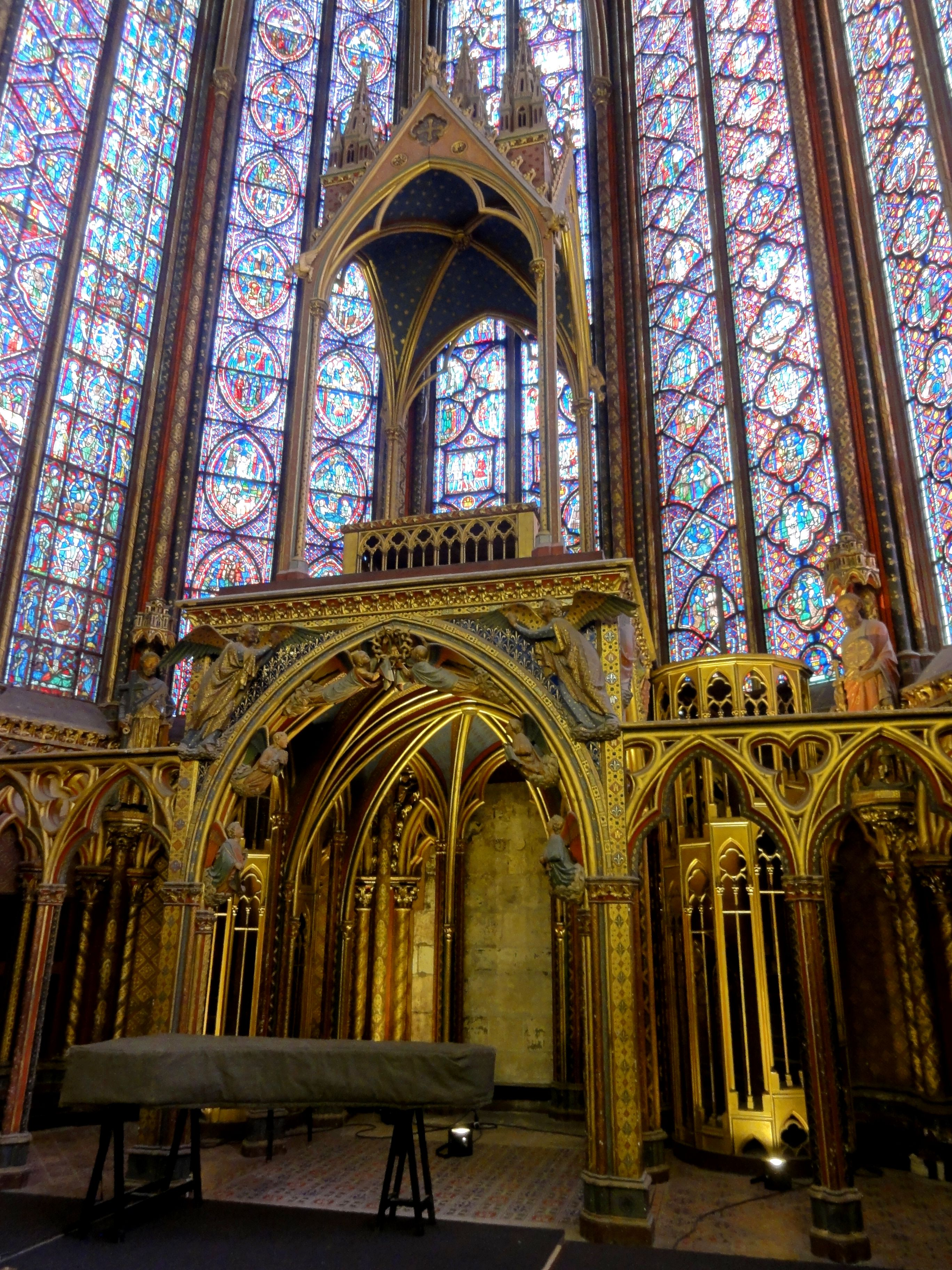
Tribune des reliques.
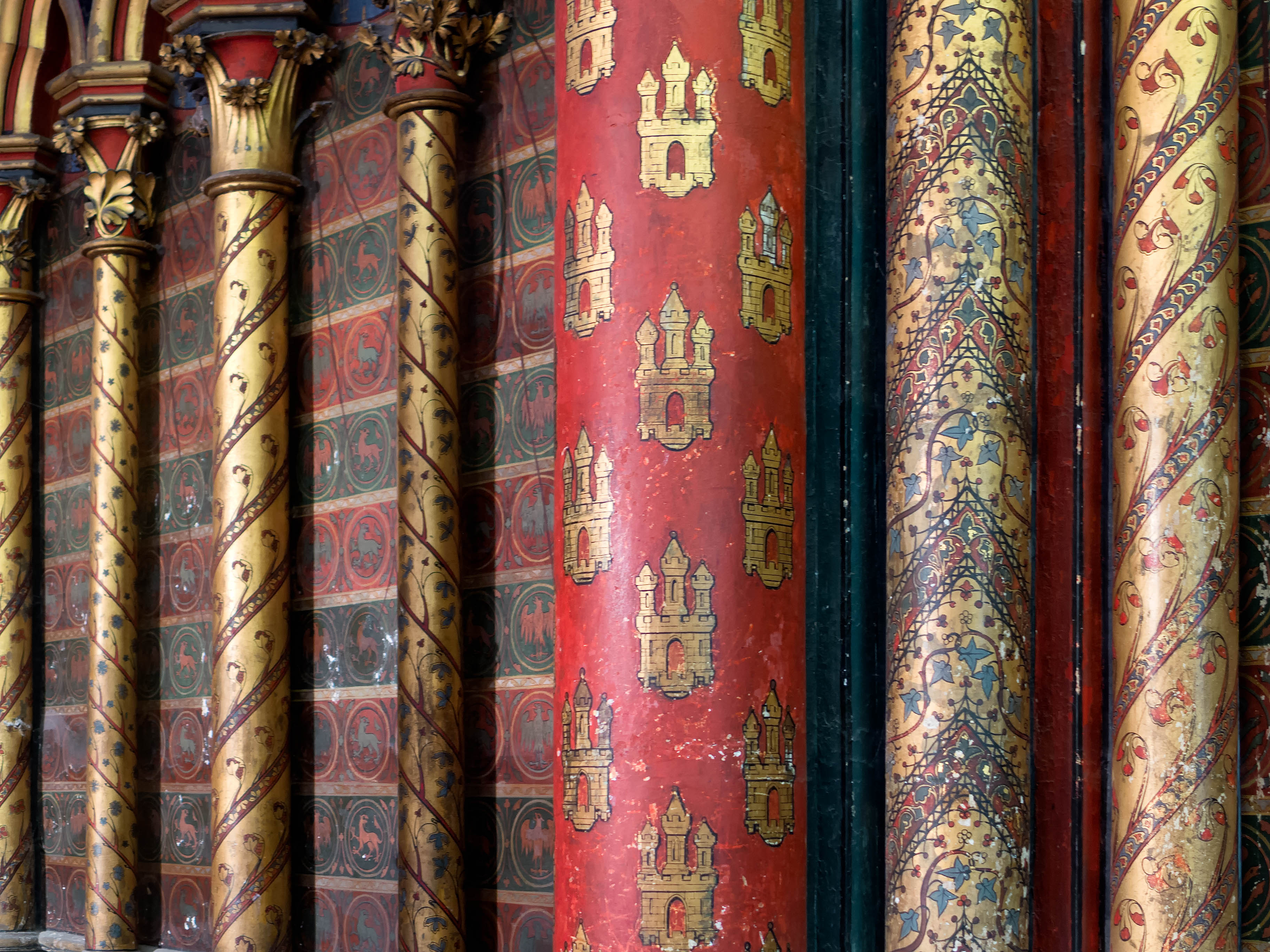
Polychromie architecturale.
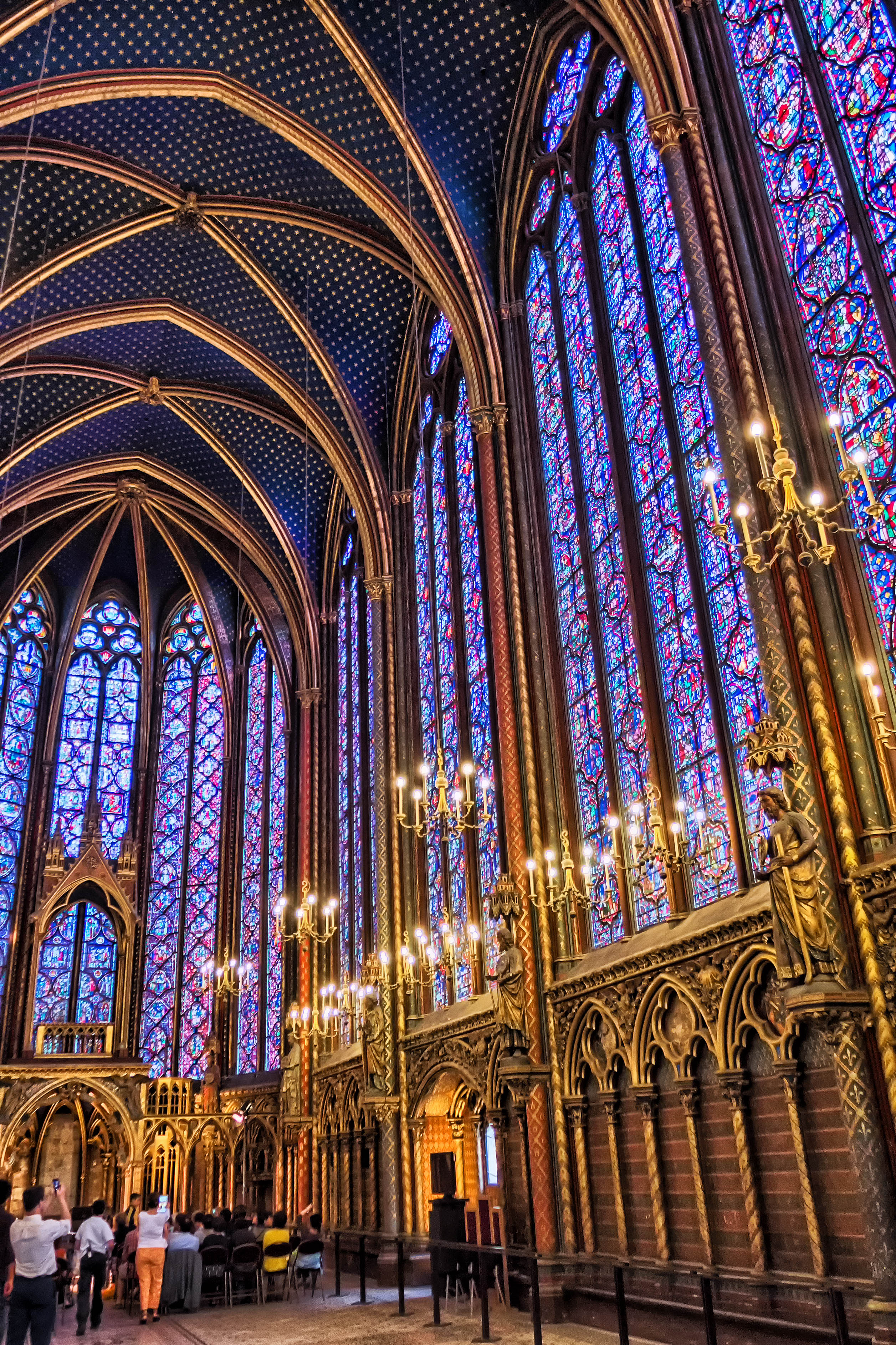
Vue vers le sud-est.
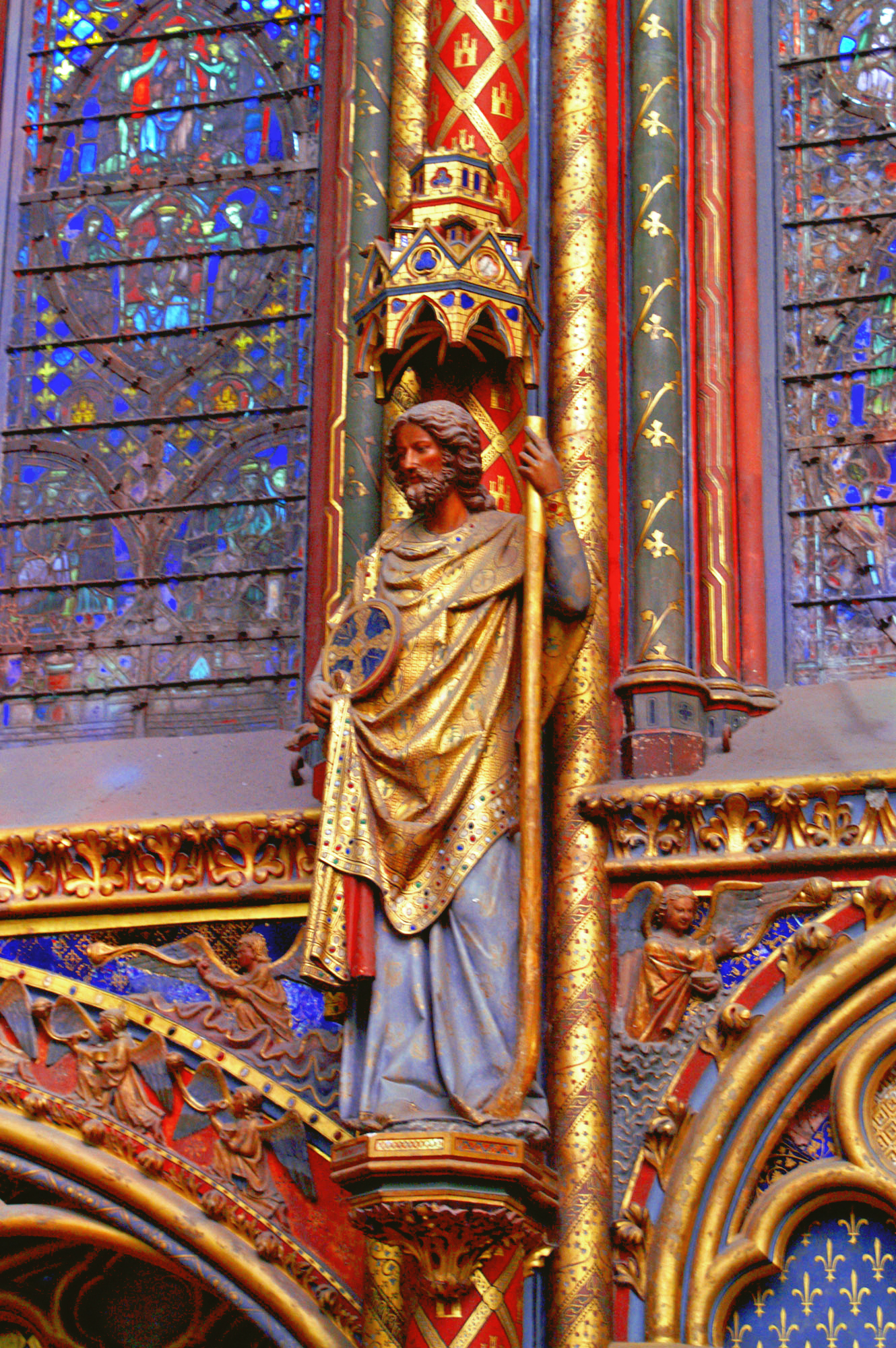
L'un des Apôtres.
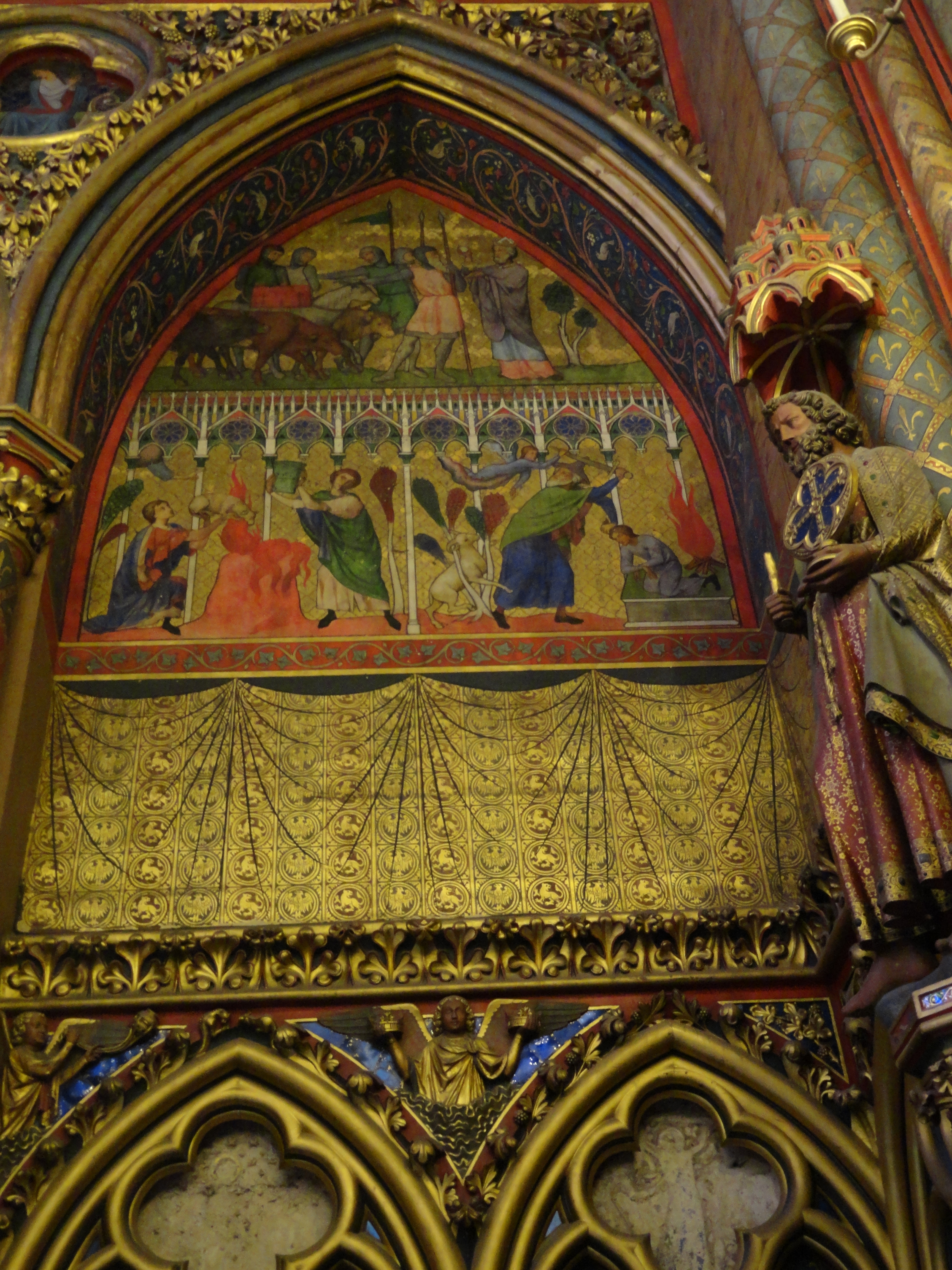
Décor au revers de la façade.
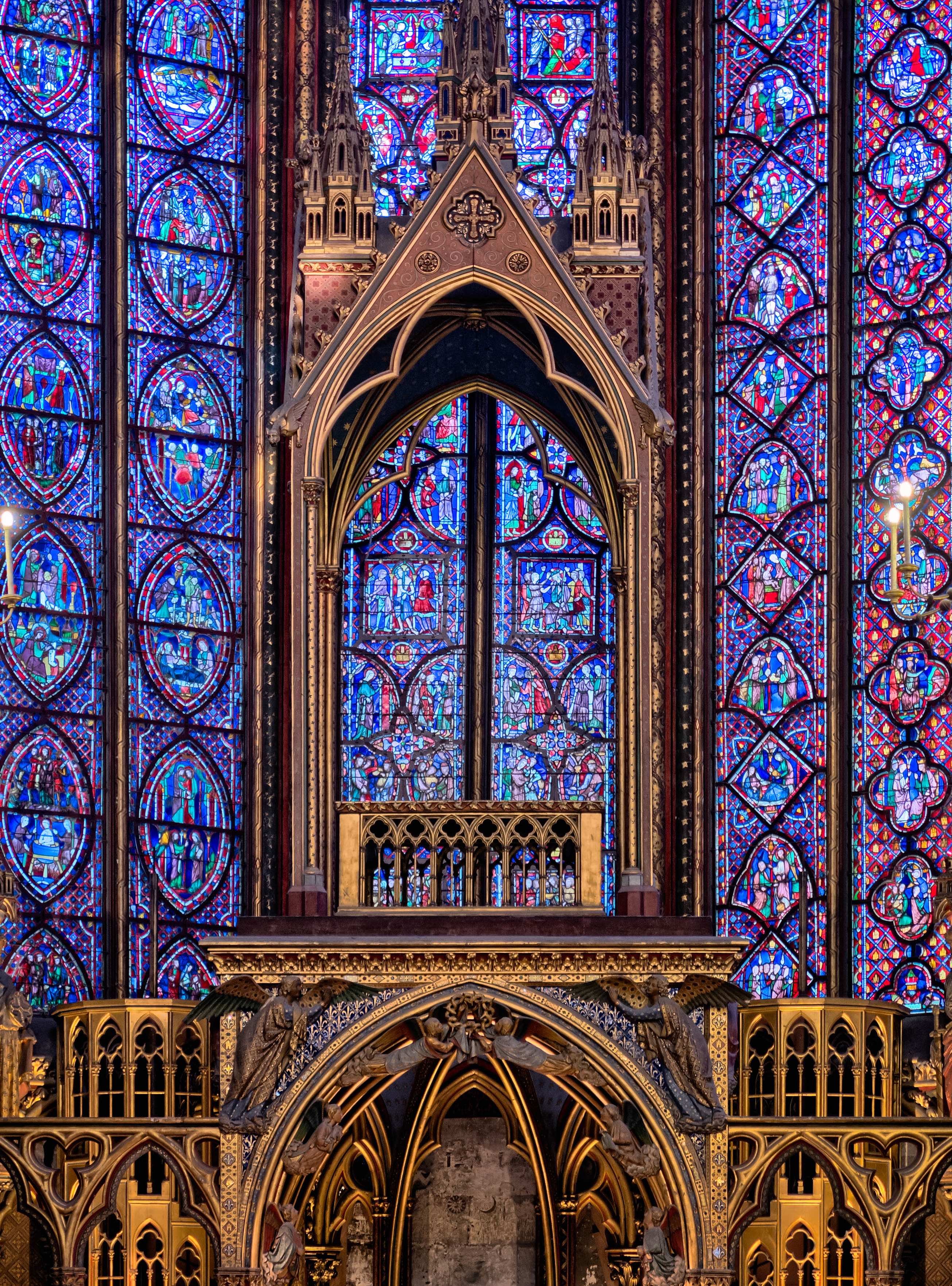
Baldaquin de la tribune.
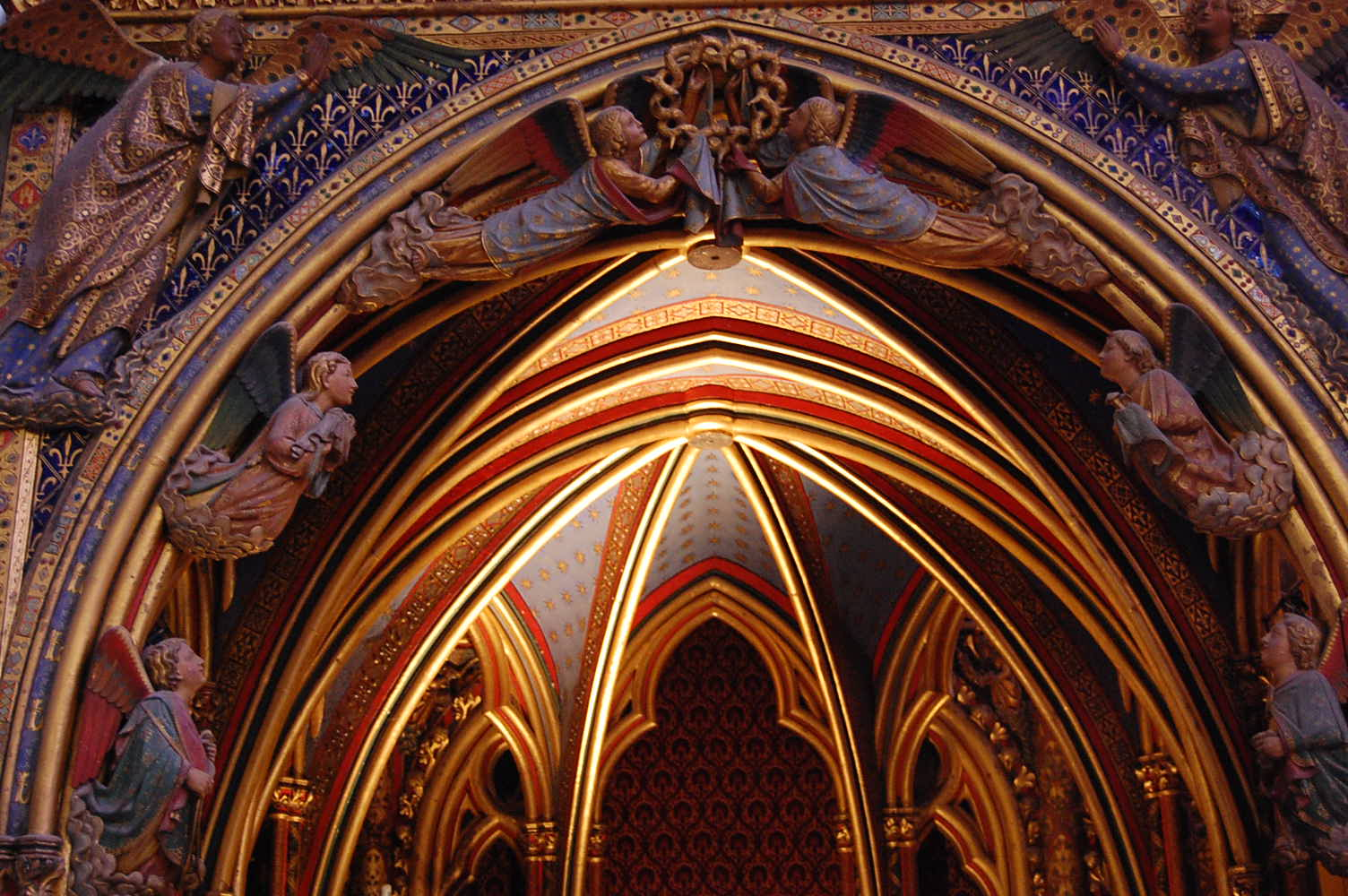
Détail de la tribune.

## Vitraux

### Présentation

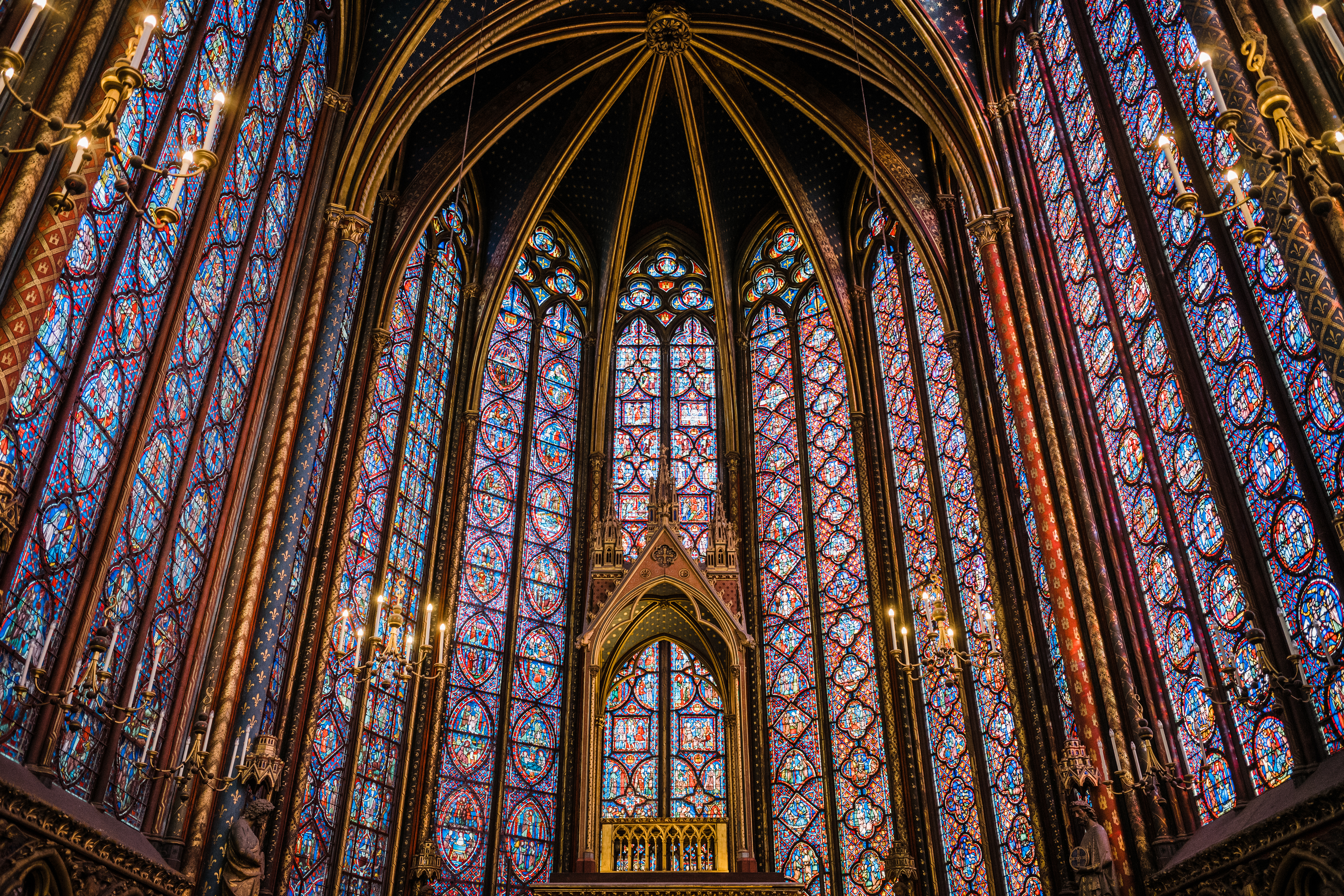
Vitraux de la 4e travée et de l'abside.

La superficie vitrée de la chapelle haute porte sur 615 m2 environ d'après Louis Grodecki, sans la rosace. Tous les vitraux étaient en place dès l'origine, mais un nombre important a été refait au milieu du XIXe siècle, sans altérer le rendu général et dans le parfait respect de l'iconographie et du style d'origine. Le XIIIe siècle connaissait deux types de vitraux : ceux destinés aux fenêtres hautes, au transept et à l'abside, qui étaient conçus pour être vus de loin et transmettaient des messages symboliques souvent axés sur le pouvoir royal ou ecclésiastique, et ceux destinés aux collatéraux, qui étaient conçus pour être contemplés de près et comportent des cycles narratifs, avec une iconographie très proche des enluminures. Puisque la Sainte-Chapelle n'a pas de collatéraux, les fenêtres descendent assez bas, et le spectateur est très proche des registres inférieurs des vitraux, ce qui a motivé le choix du type de vitraux habituellement propres aux collatéraux. Mais les fenêtres latérales atteignent près de quinze mètres de hauteur, et la lecture des registres moyens et supérieurs en devient très malaisée en raison de l'éloignement et de l'effort de concentration que demande le déchiffrage de ces miniatures. Leur nombre élevé met bien en relief leur petite dimension : l'on ne compte pas moins de mille cent treize scènes. Pour cette raison, la Sainte-Chapelle est restée le seul édifice religieux où ce type de vitraux a été généralisé. Il a été introduit partiellement dans les fenêtres hautes de la cathédrale de Clermont-Ferrand et de Tours, mais ces essais sont restés sans lendemain. Indépendamment de leur signification, les dominantes rouge et bleue des vitraux donnent à la chapelle son éclat, et la polychromie architecturale est centrée sur ces mêmes couleurs.

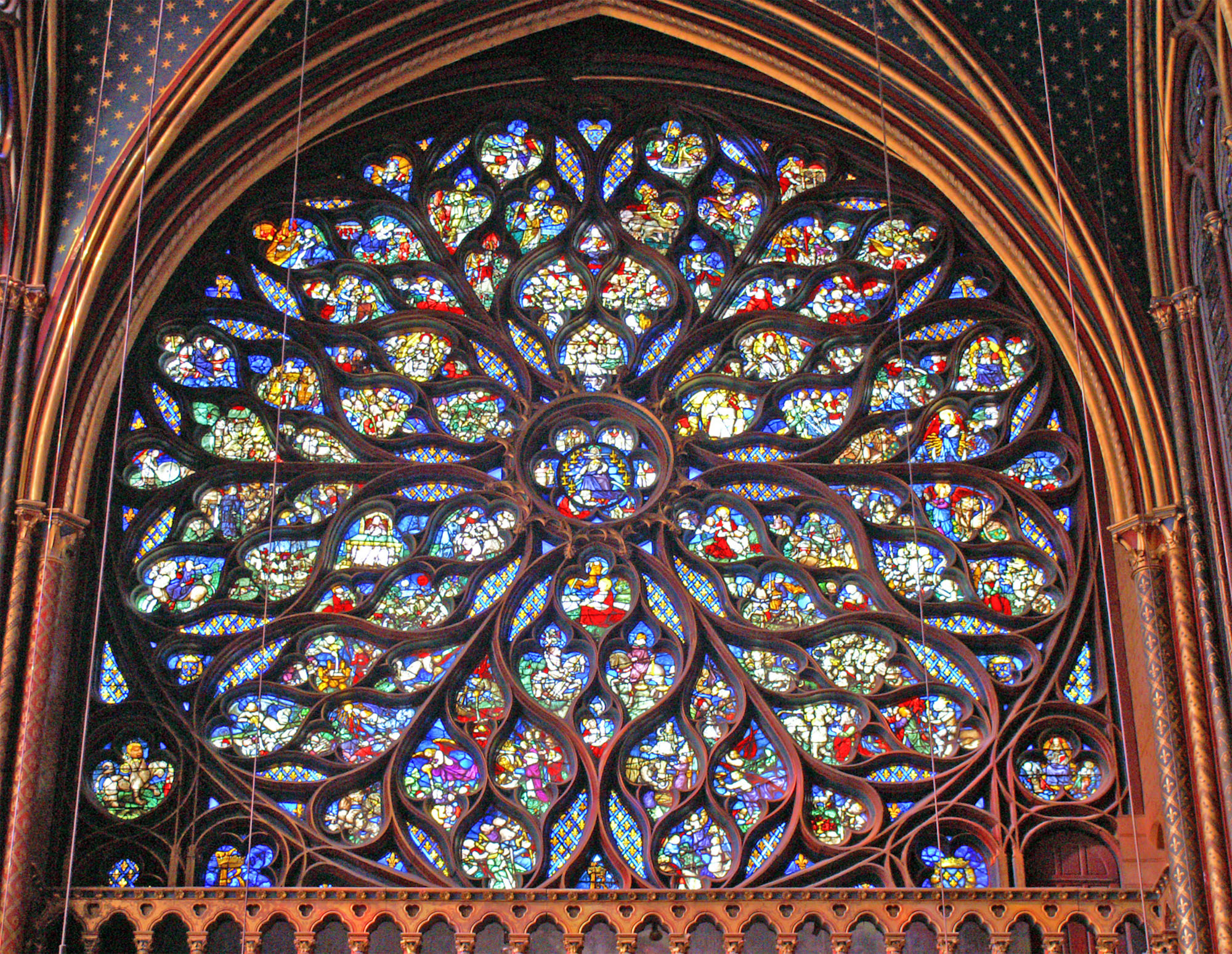
Rosace occidentale : l'Apocalypse.

La lecture se fait de la gauche à la droite, et du bas vers le haut, ligne par ligne. Il n'y a pas d'enchevêtrement de scènes, mais le dessin des ferrures délimitant les panneaux met certains d'entre-eux en avant au détriment des autres, et le visiteur peut en déduire un rapport hiérarchique qui, en réalité, n'existe pas. Le récit reste toujours linéaire, sauf que certains types de scènes sont récurrents : ce sont celles qui relatent un couronnement. Par manque de place, d'autres scènes utiles à la compréhension n'ont parfois pas été retenues pour les vitraux. L'on compte huit fenêtres latérales, sept fenêtres de l'abside, et la rosace occidentale. Chacune des fenêtres présente un dessin différent, composé essentiellement d'ellipses ou mandorles, quadrilobes, losanges et cercles. Habituellement, l'on peut distinguer entre les panneaux historiés, l'encadrement et la mosaïque de fond, mais parfois la représentation est plus dense, et la mosaïque de fond se trouve supprimée. La lecture commence par la première fenêtre au nord et le début de l'Ancien Testament, et s'achève par la rosace dédiée à l'Apocalypse : ses vitraux datent de la fin du XVe siècle et sont plus clairs, mais le sujet était déjà le même au XIIIe siècle, comme le prouvent des fragments retrouvés. Le programme narratif commence par la Création, illustre l'histoire du peuple hébreu jusqu'à son installation en Israël avec l'installation de la royauté, et se termine par l'histoire de Saint Louis recevant les reliques de la Passion. Il s'y insère un cycle prophétique autour de la vie de Jésus-Christ, encadré par les vies de saint Jean le Baptiste qui annonce l'Agneau de Dieu, et de l'apôtre Jean qui a la vision de l'Apocalypse. Les vitraux se référant à l'histoire du peuple de Dieu sont rassemblés dans la nef où prennent place les fidèles ; leur message est facilement compréhensible pour chacun qui a une bonne connaissance de l'Ancien Testament. Les vitraux aux sujets prophétiques véhiculent un message plus spirituel, et sont à ce titre regroupés dans l'abside, réservé au clergé. Il n'y a pas de vitraux hagiographiques, saint Jean l'Apôtre et saint Jean le Baptiste n'étant pas représentés en tant que saints.

## Préfiguration et postérité

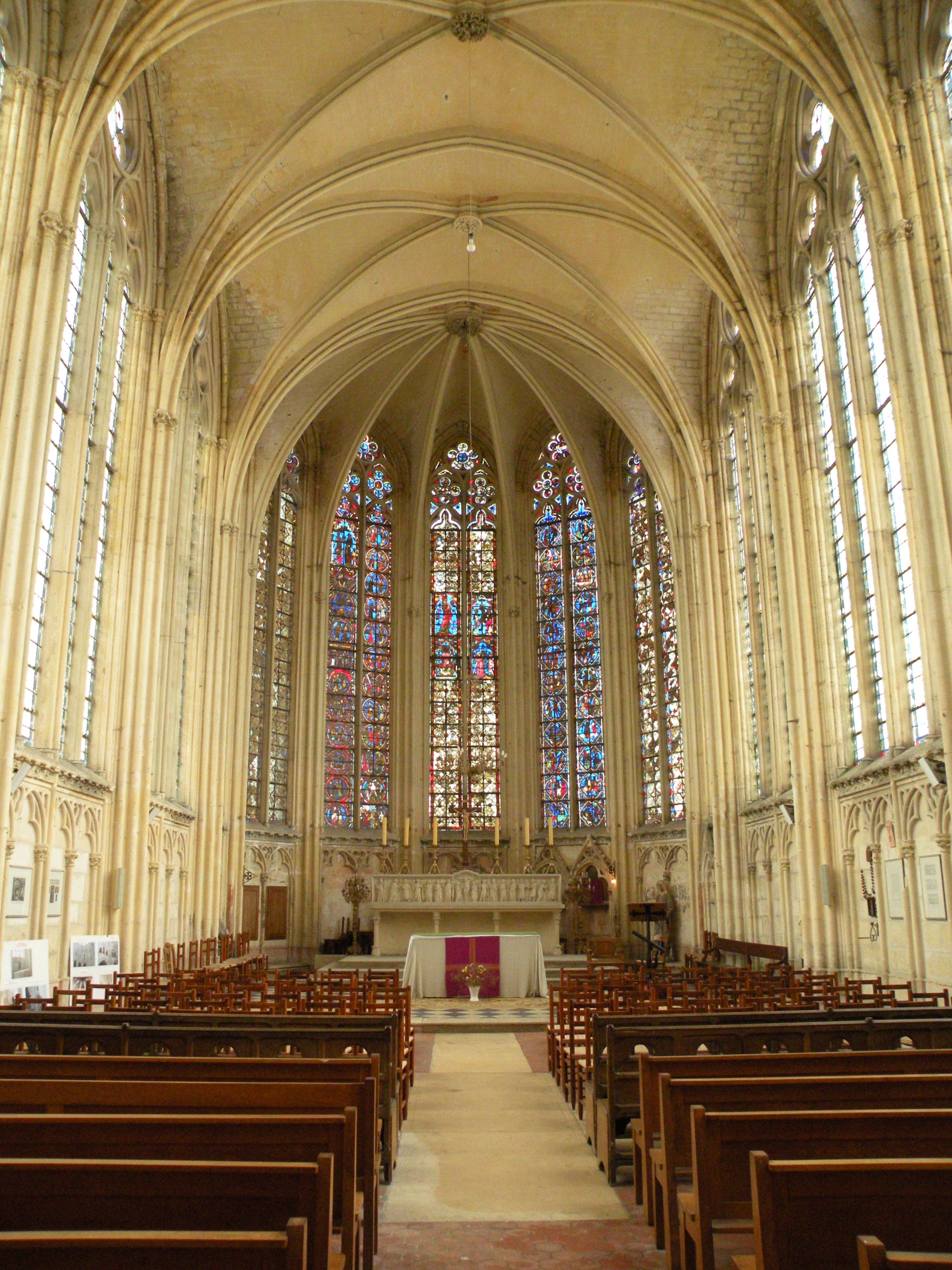
Sainte-Chapelle de l'abbaye Saint-Germer-de-Fly.

La chapelle Saint-Louis du château de Saint-Germain-en-Laye, œuvre de Pierre de Montreuil, est contemporaine de la Sainte-Chapelle du Palais. Elle se distingue notamment par ses fenêtres rectangulaires et sa coursière traversant les contreforts et passant devant les fenêtres. L'on n'identifie pas de traits communs avec la Sainte-Chapelle du palais, que ce ne soit le type même de la Sainte-Chapelle, qui est toutefois plus ancien et trouve son origine dans la cámara Santa d'Oviedo, et a trouvé sa forme caractéristique avec les chapelles épiscopales de Laon, Noyon, Paris et Reims. L'on suppose que les chantiers de la chapelle Saint-Louis et de la Sainte-Chapelle du palais ont été peu en contact. La chapelle Saint-Louis appartient à un courant architectural des années 1240 qui n'est représenté que par des créations de Pierre de Montreuil, et qui inclut la chapelle de la Vierge de l'abbaye de Saint-Germain-des-Près (détruite), le réfectoire de cette même abbaye (également détruit) et les trois dernières chapelles du collatéral nord de la nef de Notre-Dame de Paris. Ses caractéristiques sont un goût pour des édifices de petite échelle, des effets subtils dans la mouluration, de la complexité dans le dessin des oculi polylobés, et une recherche de la clarté au détriment de la couleur des vitraux. Un second courant architectural du Paris des années 1240 est représentée par les créations de Jean de Chelles, dont notamment le croisillon nord de Notre-Dame de Paris, commencé vers 1246/1247, mais dont l'achèvement fut retardé en raison des croisades, et une partie du croisillon sud.
La Sainte-Chapelle elle-même appartient à un troisième courant, qui est initié par le narthex de l'ancienne église du Temple, un peu antérieure : le dessin de ses baies est repris par la Sainte-Chapelle. Avant même son achèvement, vers 1245, les tailloirs en forme d'étoile de la chapelle basse, les oculi feints du pignon et le dessin des fenêtres latérales de la chapelle haute sont repris par l'abbatiale de Saint-Martin-aux-Bois (où le dessin en question se trouve sur les baies factices des collatéraux). Par son très haut chevet à un seul niveau d'élévation à l'effet « cage de verre », Saint-Martin-aux-Bois n'a pas son pareil, mais l'on ne peut s'empêcher de penser que l'idée soit venue de la Sainte-Chapelle, bien que le style soit très différent. Un autre édifice très singulier est l'église de Saint-Sulpice-de-Favières, qui présente une autre forme de chevet tout aussi inondé de lumière, ce qui motive parfois la comparaison avec Saint-Martin-aux-Bois. Stylistiquement, l'on note surtout une proximité avec la chapelle Saint-Louis de Saint-Germain-en-Laye, mais les arcatures plaquées sont les mêmes que dans la chapelle basse de la Sainte-Chapelle, et les fenêtres des collatéraux imitent le remplage des fenêtres latérales de la chapelle haute, tout en renonçant à la mouluration. Finalement, l'abside de la cathédrale Saint-Étienne de Meaux remanié au milieu du XIIIe siècle présente des remplages et un triforium évoquant la Sainte-Chapelle, et plus particulièrement son Trésor des chartes (démoli). Le trait caractéristique de cette architecture est un sens de l'économie ou un délai de construction très bref, qui pousse à aller à l'essentiel, et qui donne une force et unité dans la composition, et une rationalité dans le choix de la décoration.
Entre le début du XIVe siècle et le milieu du XVIe siècle, dix Saintes-Chapelles seront construites par des membres de la famille royale ou la haute noblesse, et six d'entre elles subsistent encore. Du fait du grand laps de temps de plus de soixante ans qui sépare ces imitations du modèle parisien, l'on ne peut plus identifier d'influences stylistiques directes : ce n'est que l'idée et le concept qui ont été repris. S'y ajoutent de nombreuses chapelles abbatiales, dont celles de Saint-Germer-de-Fly et Chaalis. La première paraît sous maints égards comme une version à échelle réduite du modèle parisien, et n'est que légèrement postérieure. Elle n'a pas de chapelle basse, mais le plan et l'élévation sont identiques, et les fenêtres latérales suivent le même dessin. Même la frise de crochets en dessous du seuil des fenêtres réapparaît. Les fenêtres de l'abside sont légèrement différentes, et les arcatures plaquées sont du même style, sans être identiques. La seule différence notable concerne les supports, se caractérisant par des fûts appareillés, des colonnettes des formerets descendant jusqu'au sol, et des chapiteaux ronds comme sur les meneaux des fenêtres. Bien entendu, les nombreux vitraux du XIIIe siècle, la polychromie architecturale, les médaillons et incrustations et les statues des Apôtres sont propres à la Sainte-Chapelle de Paris, et aucune autre chapelle montre la même exubérance du décor. — Après la restauration du milieu du XIXe siècle, la Sainte-Chapelle de Paris et ses vitraux ont servi de modèle à l'architecte Tony Desjardins pour la chapelle de l'Institution des Chartreux à Lyon, commencée en 1859 et muni de vitraux peints par Steinheil. Entre 1916 et 1920, le séminaire préparatoire archevêque Quigley de Chicago apparaît également comme une miniature de la Sainte-Chapelle, et ses vitraux en sont inspirés.

## Culte auxXXeetXXIesiècles
Si la Sainte-Chapelle est officiellement désaffectée du culte depuis la Révolution, elle est périodiquement rendue à sa destination première. Ainsi, le Groupe catholique du Palais, qui rassemble des magistrats, des avocats, des greffiers, et des membres du personnel du palais de justice de Paris, assure depuis l'entre-deux-guerres, la présence spirituelle catholique en la Sainte-Chapelle. L'aumônier du groupe célèbre chaque année une messe de souvenir à la Toussaint, ainsi qu'une messe de la Saint-Yves au mois de mai, l'un des saints patrons des juristes.
Le 21 mars 2014, à l'occasion de l'ouverture de l'année Saint-Louis, le cardinal André Vingt-Trois, archevêque de Paris, a conduit en procession la Sainte Couronne d'épines depuis la cathédrale Notre-Dame de Paris jusqu'à la Sainte-Chapelle pour la première fois depuis l'Ancien Régime. Une messe solennelle y fut célébrée, et retransmise en direct sur un écran géant installé place Louis-Lépine.

## Gestion et tourisme
| 1997    | 1998    | 1999    | 2000    | 2001    | 2002    | 2003    | 2004    | 2005    |
| ------- | ------- | ------- | ------- | ------- | ------- | ------- | ------- | ------- |
| 763 407 | 783 135 | 780 890 | 794 041 | 694 063 | 673 141 | 607 621 | 691 552 | 738 012 |

| 2006    | 2007    | 2008    | 2009    | 2010    | 2011    | 2012    | 2013      | - |
| ------- | ------- | ------- | ------- | ------- | ------- | ------- | --------- | - |
| 698 914 | 852 989 | 823 216 | 863 208 | 792 471 | 924 362 | 951 807 | 1 007 079 | - |

Avec 1 007 079 de visiteurs en 2013, la Sainte-Chapelle est le quinzième site le plus visité à Paris.

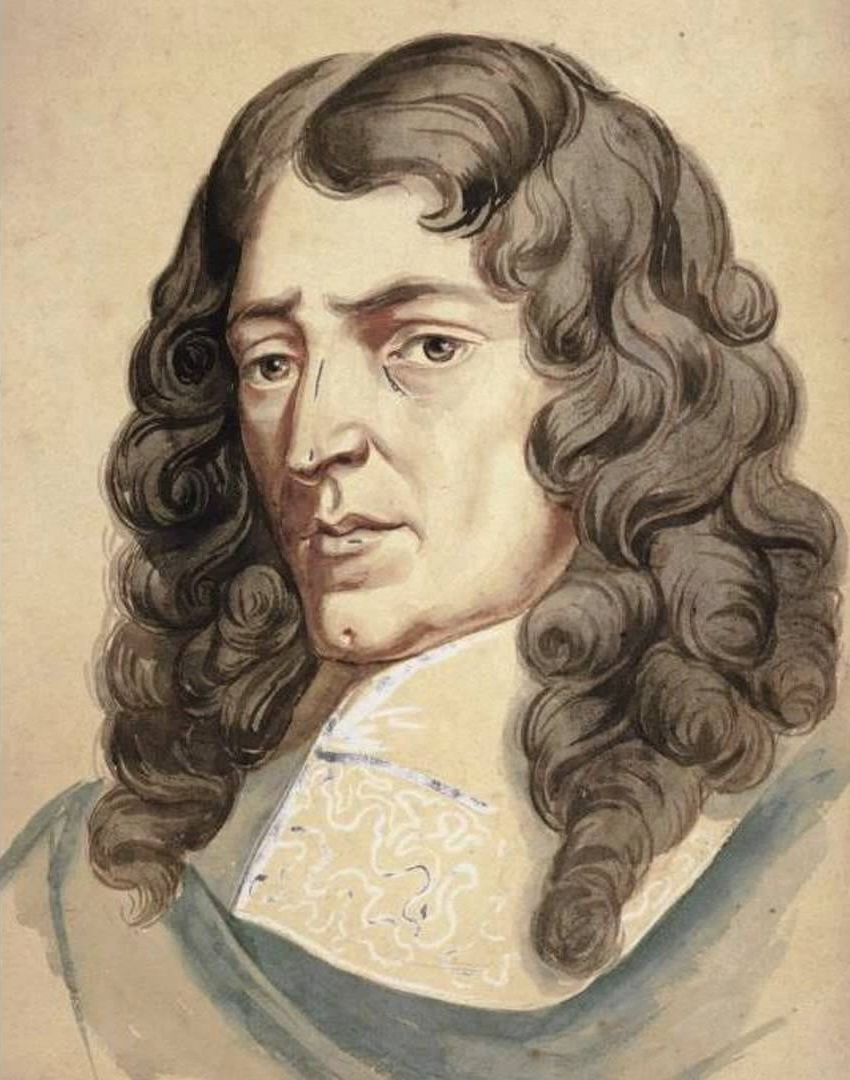
Marc-Antoine Charpentier compositeur à La Sainte-Chapelle.

## Musique
- Artus Aux-Couteaux, haute-contre et maître de musique en 1634

- Marc-Antoine Charpentier, succédant à François Chaperon, est nommé maître de musique le 28 juin 1698, poste très envié, le dernier qu'il occupera jusqu'à sa mort le dimanche 27 février 1704. Il y compose ses derniers chefs-d'œuvre parmi lesquels on peut citer l'Oratorio, le Jugement de Salomon H.422 ; le Motet pour l'offertoire de la messe rouge H.434 ; Le Te deum à 4 voix H.148 ; La Messe des morts à 4 voix H.7 ; le De profundis H.213 ; Les Psaumes des Ténèbres H.228, H.229 et H.230 ; L'Élévation H.273 ; l'Oratorio In Nativitate Domini Jesu Christi Canticum H.421 ; le Motet dédié à Louis XIV In honorem Santi Ludovici Regis Galliae Canticum H.365 ; et l'une de ses plus belles messes écrite pour l'Assomption de la Vierge, Assumpta est Maria, sex vocibus cum symphonia H.11, H.11 a.
- Nicolas Bernier après le décès de son illustre prédécesseur est nommé maître de musique le 5 avril 1704[75].